# Arquitectura indo-sarracena

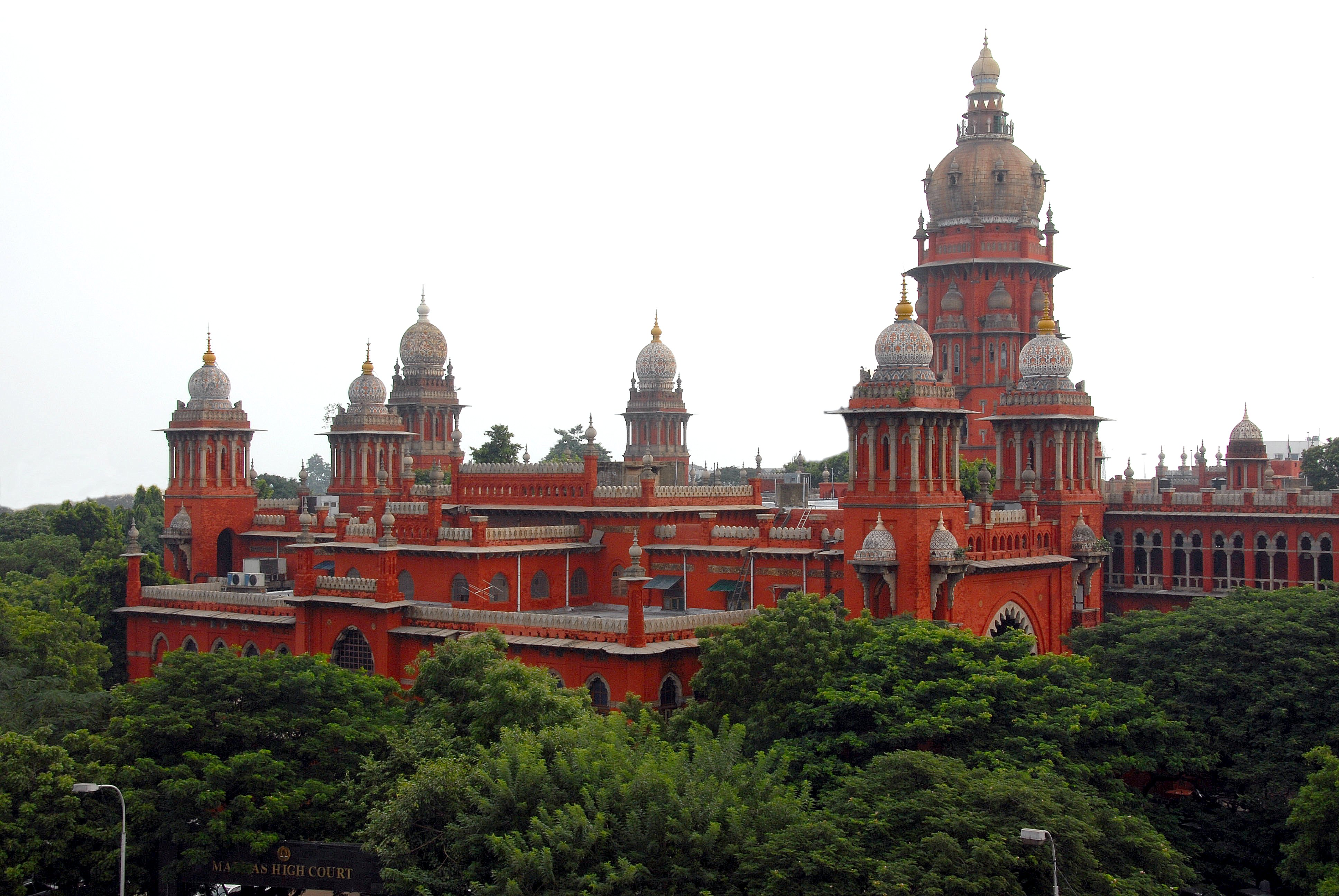
Edificios del Tribunal Supremo de Madrás (1892), excelente ejemplo de arquitectura indo-sarracena, diseñados por J. W. Brassington bajo la dirección del arquitecto británico Henry Irwin.

El Victoria Memorial (1921), Calcuta, tiene toques indo-sarracenos muy discretos, como el chatris de esquina, en la metrópolis Raj menos tocada por el estilo.

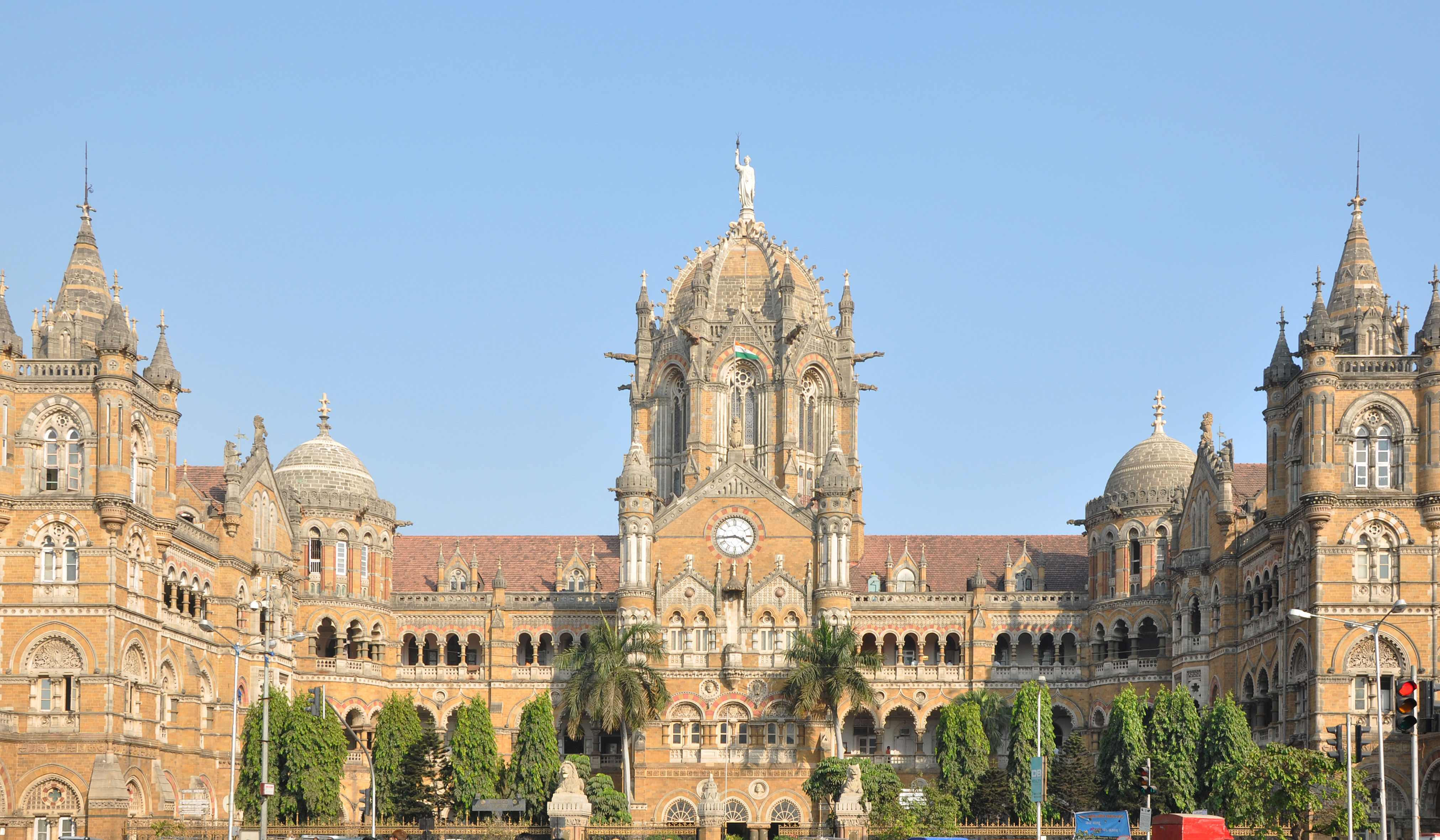
Estación Chhatrapati Shivaji (anteriormente Victoria Terminus) (1878-1888) en Bombay, diseñada en estilo neogótico por Frederick Stevens mezcla de elementos románicos, góticos e indios. Patrimonio de la UNESCO.

La arquitectura indo-sarracena (también conocida como estilo indogótico, mogol-gótico, neomogol o hindú) fue un estilo arquitectónico revivalista utilizado principalmente por arquitectos británicos en la India a finales del siglo XIX, especialmente en los edificios públicos y gubernamentales en el Raj británico y en los palacios de los gobernantes de los estados principescos. Incorporó elementos estilísticos y decorativos de la arquitectura indoislámica nativa,  especialmente de la arquitectura mogola —que los británicos consideraban el estilo indio clásico— y, con menos frecuencia, de la arquitectura de los templos hinduistas. El diseño y la estructura básicos de los edificios tendían a ser similares a los utilizados en los edificios contemporáneos en otros estilos historicistas favorecidos en la era victoriana, como el neogótico y el neoclásico, con elementos y decoración indios específicos.
El estilo se basó en la exposición occidental a las representaciones de los edificios indios de alrededor de 1795, como los de William Hodges  y el dúo Daniell (William Daniell y su tío  Thomas Daniell). A menudo se dice que el primer edificio indo-sarraceno fue el palacio Chepauk, terminado en 1768, en la actual Chennai (Madrás), para el Nawab de Arcot. Bombay y Calcuta, como principales centros de la administración Raj, vieron muchos edificios construidos en el estilo, aunque Calcuta también fue un bastión de la arquitectura neoclásica europea fusionada con elementos arquitectónicos indios. Chennai también tiene muchos edificios de este estilo, como el Victoria Public Hall, el Tribunal Supremo de Madrás, el Senado de la Universidad de Madrás o la Estación Central de Chennai.  La mayoría de los edificios principales ahora están clasificados en la categoría de edificios patrimoniales según lo establecido por el Servicio Arqueológico de la India (ASI) debido a la necesidad de su preservación.  
Los edificios indosarracenos suelen presentar grandes arcos, cúpulas y minaretes —de inspiración islámica—; tienen una ornamentación intrincada y elaborada, con tallas, trabajos de estuco y patrones decorativos inspirados en las tradiciones de diseño indias e islámicas; usan una mezcla de materiales —arenisca roja, mármol y ladrillo—, que añade riqueza y textura a las fachadas; disponen biombos jali, o celosías de piedra intrincadamente talladas —rasgo distintivo islámico—, usados para proporcionar ventilación, filtrar la luz y crear patrones decorativos. También tienen influencias británicas, particularmente en el uso de elementos neogóticos, como arcos apuntados, chapiteles y ventanas con lancetas. Muchos edificios cuentan con patios, jardines y fuentes de agua, inspiradas en las tradiciones arquitectónicas mogoles y persas, que crean una sensación de tranquilidad y alivian el calor.
El estilo disfrutó de cierta popularidad fuera de la India británica, donde los arquitectos a menudo mezclaron con audacia elementos islámicos y europeos de diversas áreas y períodos, en el clima predominante de eclecticismo en la arquitectura. Arquitectos e ingenieros transferidos desde la India consiguieron que el estilo fuera adoptado en el Ceilán británico (actual Sri Lanka) y los Estados Federados de Malasia (actual Malasia). El estilo se usó a veces, principalmente en grandes casas  en el mismo Reino Unido, por ejemplo, en el Royal Pavilion en Brighton (1787-1823) y en la Sezincote House (1805), en Gloucestershire.
La versión europea más amplia, también popular en América, fue la arquitectura neomorisca, que tendía a utilizar menos elementos específicos del sur de Asia y, en cambio, recurría a elementos de los países de habla árabe; el Neomudéjar es el estilo equivalente en España. En India, hubo una inversión anterior del estilo en Lucknow antes de la toma de posesión británica en 1856, donde los arquitectos indios «injertaron al azar elementos estilísticos europeos, como detalles y motivos, en un esqueleto derivado de la escuela indoislámica». Esto se conoce como «estilo Nawabi».
«Sarraceno» fue un término usado en la Edad Media en Europa para designar a los musulmanes de habla árabe del Oriente Medio y del norte de África; el término «indo-sarraceno» fue utilizado por primera vez por los británicos para describir la temprana arquitectura indo-islámica de los mogoles y de sus predecesores, y, a menudo, se siguió utilizando en ese sentido. La «arquitectura sarracena» (sin el «indo-») se utilizó por primera vez para designar a la arquitectura de la España musulmana, la arquitectura islámica que era la más familiar para la mayoría de los escritores ingleses de principios del siglo XIX.

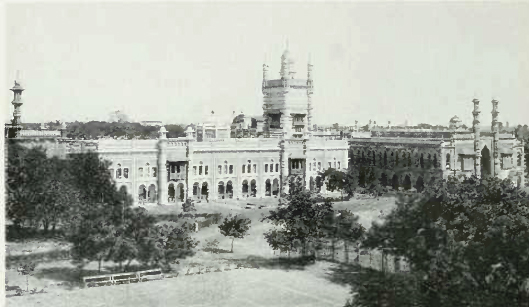
Palacio Chepauk ( terminado en 1768), en la actual Chennai (Madrás),  considerado el primer edificio indo-sarraceno
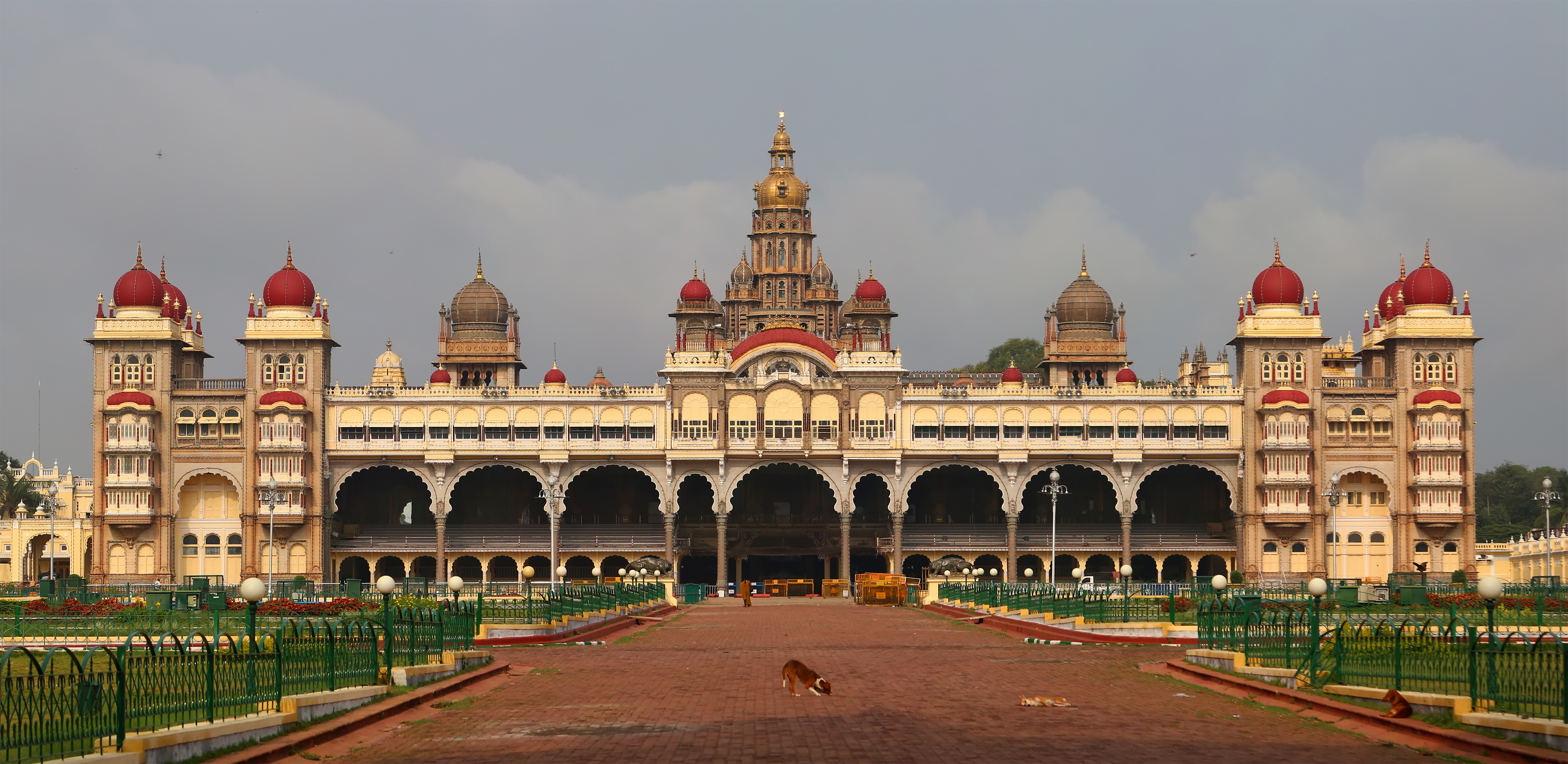
Palacio Real de Mysore (1897-1912)
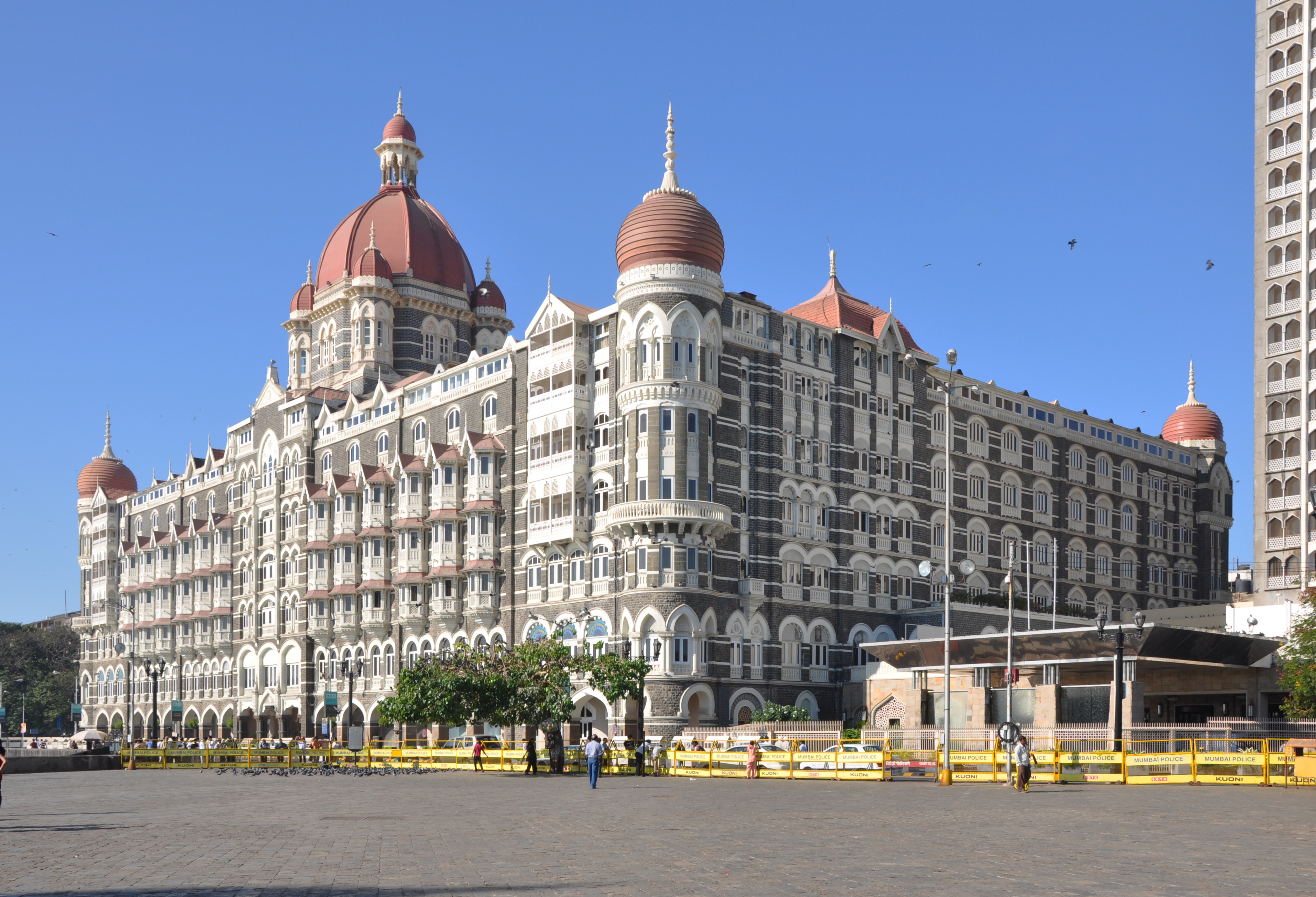
Taj Mahal Palace & Tower (1903) en Bombay
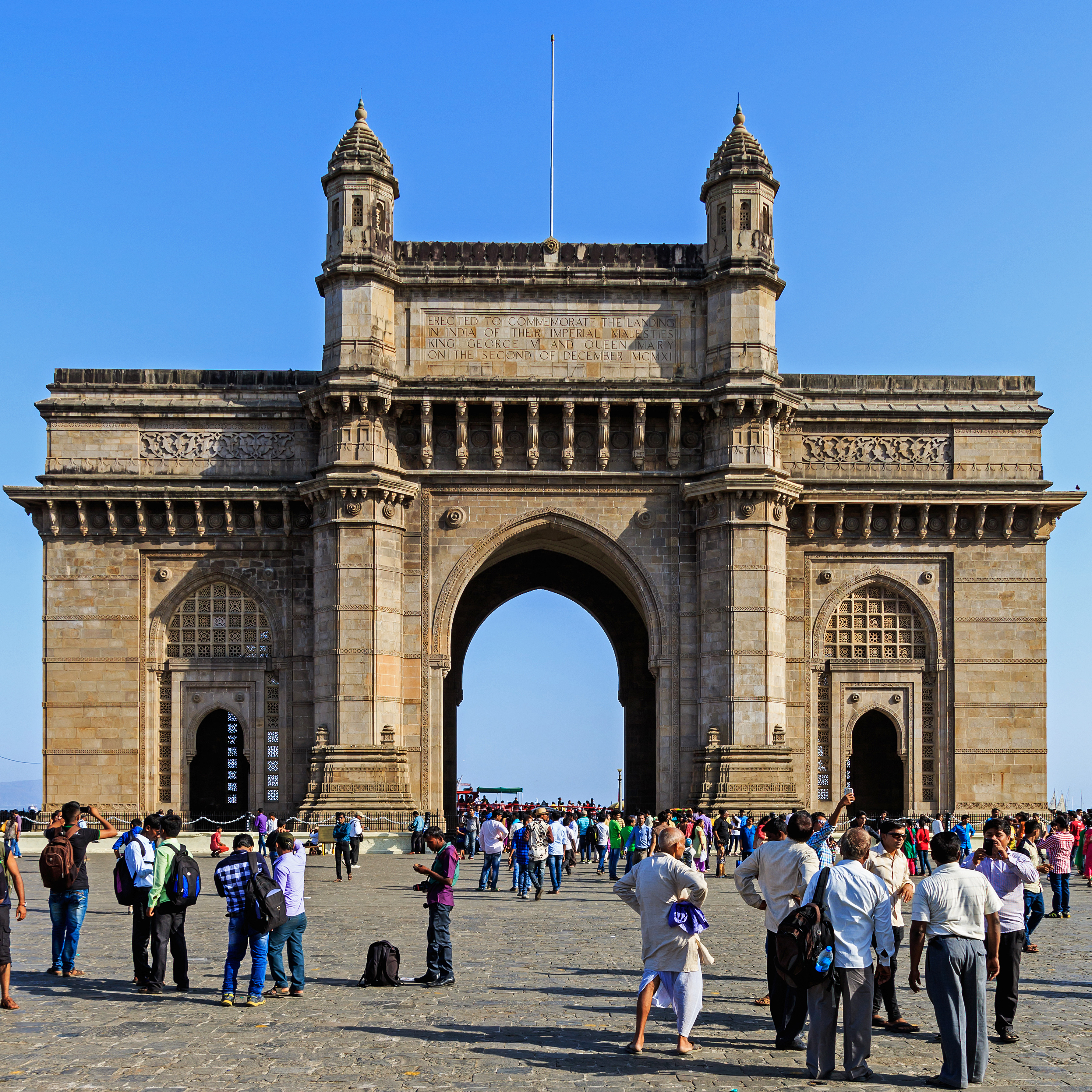
Puerta de la India (1911-1924), en Bombay

## Características
Con una serie de tempranas excepciones, la mayoría de los edificios públicos indo-sarracenos fueron construidos por partes del gobierno del Raj británico de la India, entre 1858 y 1947, y el período pico comenzó alrededor de 1880. Reflejaban en parte la aspiración británica de crear un «estilo imperial» propio, interpretado intencionalmente a gran escala, reflejando y promoviendo la noción de un Imperio británico inexpugnable e invencible. El estilo ha sido descrito como «parte de un movimiento del siglo XIX para proyectarse a si mismos como los sucesores naturales de los mogoles».
Al mismo tiempo, para alojar a las nuevas funciones modernas, se construyeron estaciones de ferrocarril, oficinas gubernamentales para una burocracia cada vez más amplia y tribunales de justicia. A menudo se realizaron con modernos métodos de construcción e incluyeron ya instalaciones modernas. Si bien la piedra se siguió usando de forma habitual, al menos como revestimiento, esos nuevos edificios tenían sistemas estructurales basados en el uso del hierro, del acero y del hormigón vertido, y, más tarde, con elementos de hormigón armado y hormigón prefabricado.
Se ha dicho que el estilo fue más común en el «sur y oeste de la India», y que de las tres ciudades principales del Raj en el siglo XIX, era y es mucho más evidente en Mumbai y Madrás (ahora Chennai) que en Calcuta, donde tanto los edificios del gobierno público como las mansiones de los indios adinerados recurrieron a versiones de la arquitectura neoclásica europea.  Chennai fue un centro particular del estilo, pero aun se usaban detalles de la arquitectura mogola, que casi nunca antes habían llegado a Tamil Nadu. Esto se debió en parte a que las autoridades inglesas, como James Fergusson, desaprobaban especialmente la arquitectura dravídica, que también habría sido más difícil y costosa de adaptar a las funciones de los edificios modernos.
Los elementos arquitectónicos que se usaron con más frecuencia fueron:
- cúpulas de cebolla (bulbosas);
- Chhajja, aleros que sobresalen, a menudo sostenidos por destacadas ménsulas;
- arcos apuntados, arcos en forma de cúspide o arcos festoneados;
- arcos de herradura, de hecho característicos de la España islámica o del norte de África, pero muy utilizados;
- dovelas alrededor del arco en colores contrastantes, especialmente rojo y blanco; otra característica más típica del norte de África y España;
- techos curvos en estilos bengalíes como char-chala;
- quioscos chhatri cupulados sobre la cubierta;
- pináculos;
- torres o minaretes;
- pabellones abiertos o pabellones con techos Bengala;
- jalis o pantallas caladas;
- mashrabiya o ventanas apantalladas  al estilo  jharokha;
- iwanes, en forma de entradas retranqueadas de la fachada, bajo un arco.

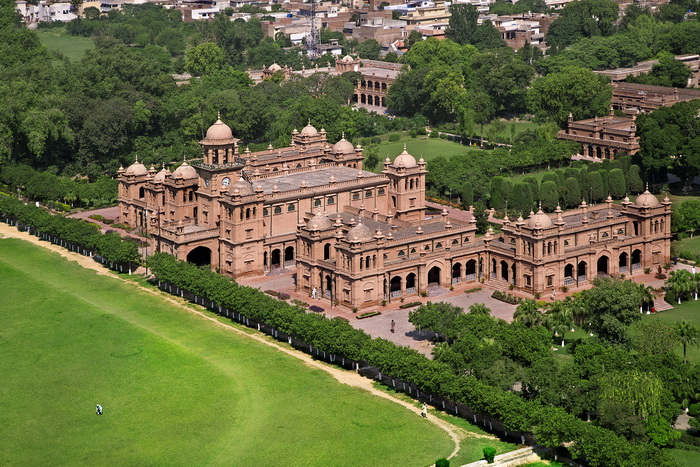
El Islamia College de la era británica se construyó con un estilo arquitectónico neoindo-sarraceno en Peshawar, Pakistán.

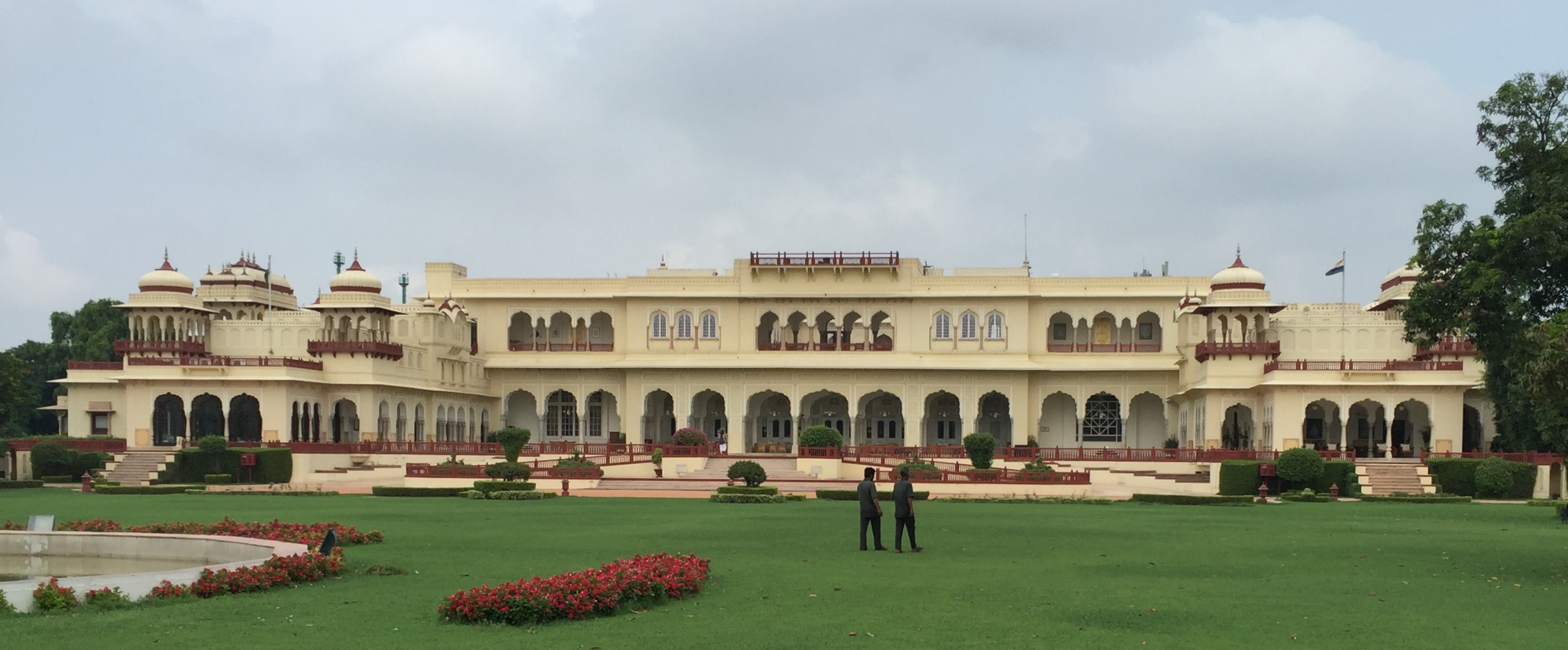
El palacio Rambagh en Jaipur que refleja la arquitectura imperial rajastaní. Principios del.

Algunos de los principales defensores de este estilo fueron Robert Fellowes Chisholm, sir Samuel Swinton Jacob, Charles Mant, Henry Irwin, William Emerson, George Wittet y Frederick Stevens, además de muchos otros profesionales y artesanos cualificados por toda Europa y América.
Los proyectos realizados en estilo indo-sarraceno en la India y en algunos países vecinos fueron predominantemente grandes edificios públicos, como torres de reloj o juzgados. Asimismo, los colleges —cívicos, municipales y gubernamentales— y ayuntamientos en este estilo son los edificios más apreciados hasta el día de hoy. Irónicamente, en la propia Gran Bretaña —por ejemplo, el Pabellón Real del rey Jorge IV en Brighton (que dos veces ha estado a punto de ser demolido, denigrado por algunos como una «atracción secundaria de carnaval» y despreciado por nacionalistas amenazados como «una locura arquitectónica de diseño inferior») y en otros lugares, edificios residenciales que exhiben este estilo colonial, raros y a menudo pequeños (aunque a veces, como se mencionó, fueron de gran escala), son muy valiosos y apreciados por las comunidades en las que están por ser de alguna manera de apariencia mágica. 
Por lo general, en la India, las aldeas, pueblos y ciudades de algunos medios prodigaban sumas significativas para la construcción de las estaciones de tren, museos y galerías de arte locales. El costo que implicaba la construcción de edificios de este estilo era elevado, incluyendo toda su personalización inherente, la ornamentación y decoración minuciosa, la habilidad requerida a los artesanos (tallado en piedra y madera, así como el exquisito trabajo lapidario/taracea) y la disponibilidad de las materias primas necesarias, por lo que el estilo se abordó solo en edificios de gran escala. Aun así se construyeron con bastante frecuencia edificaciones residenciales ocasionales de este tipo (construidas en parte o en su totalidad con elementos/motivos de diseño indo-sarraceno), siendo esos edificios hoy día cada vez más valiosos y muy apreciados por las poblaciones locales y extranjeras por su exuberante belleza y elegancia.
Aún se pueden ver, en general, donde la expansión urbana aún no las ha vencido,  fincas residenciales que tienen la suerte de contar con una edificación indo-sarracena, ya sea el edificio principal o cualquiera de sus dependencias; a menudo se encuentran en barrios exclusivos (o rodeados, como supervivientes queridos, por enormes rascacielos, en áreas urbanizadas reclamadas recientemente en esta época impulsada por la "tecnología" que marca la historia de la India en la última década), y a menudo se denominan localmente «mini-palacios». Formalmente son casas adosadas, con alas y/o pórticos. Además, se ven con más frecuencia versiones reducidas del estilo indo-sarraceno, construidas originalmente con presupuestos más bajos, que encuentran su expresión romántica en las dependencias ocasionales y serenamente hermosas de pabellones de jardín, en todo el mundo, especialmente en India e Inglaterra. 

## Contexto indio

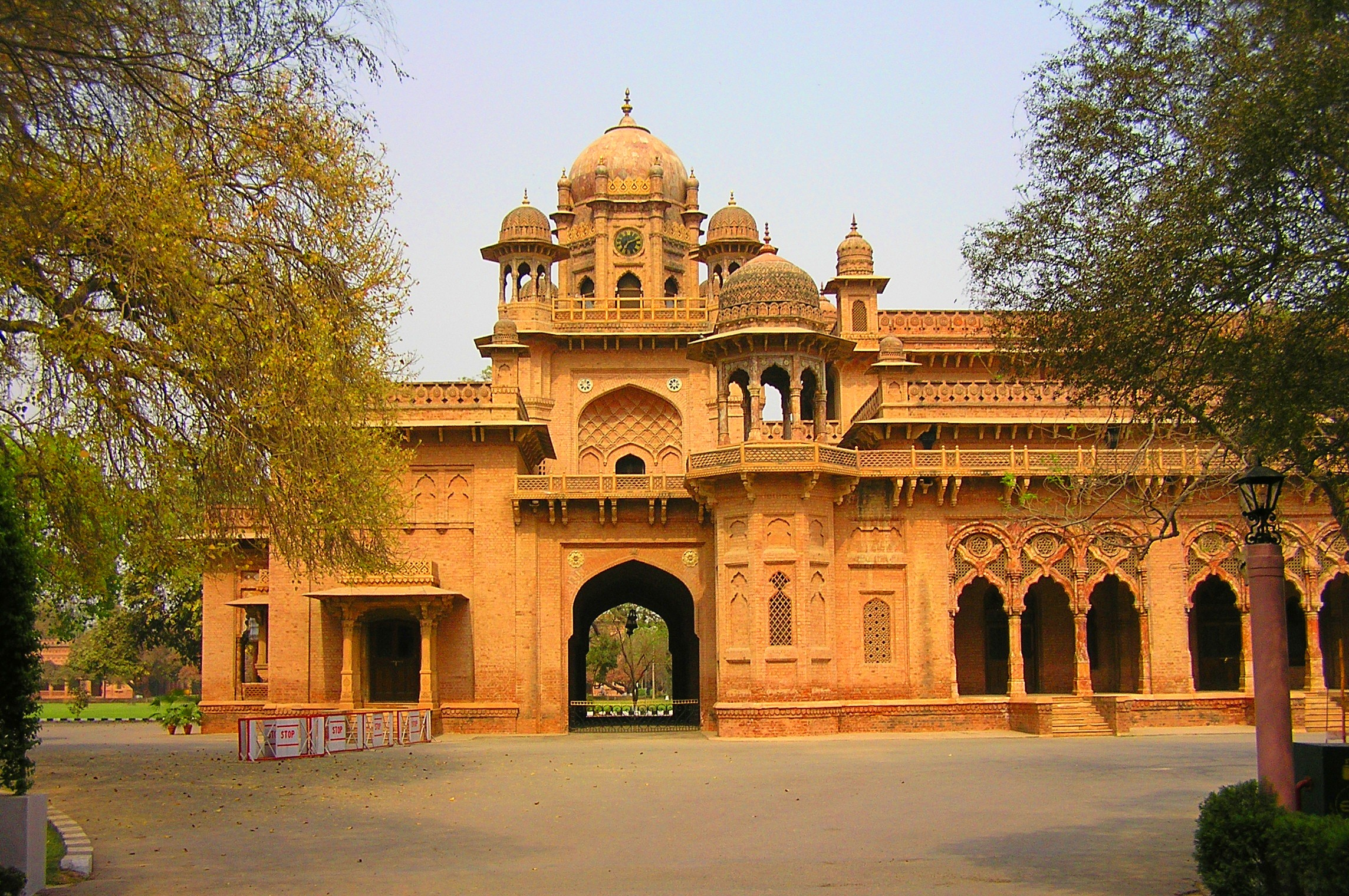
Aitchison College en Lahore con chhatris cupulados, jalis, chhajja debajo del balcón, y otras características que reflejan la arquitectura rajastaní.

La confluencia de diferentes estilos arquitectónicos ya se había intentado antes durante los períodos principalmente túrquicos, en el sultanato de Delhi y en el imperio mogol. Las incursiones túrquicas y mogolas en el subcontinente indio introdujeron nuevos conceptos en la mucho más avanzada alta arquitectura de la India. El estilo predominante de la arquitectura era adintelada, empleando pilares, vigas y dinteles, con menos énfasis en los arcos y en las cúpulas utilizados durante los períodos budistas anteriores. Los invasores túrquicos introdujeron de nuevo la construcción arqueada, con más énfasis en arcos y vigas, que floreció con los mogoles y taluqdares —aristócratas que formaron la clase dominante—, construyendo e incorporando elementos de la arquitectura india, especialmente de la [Arquitectura de los templos hinduistas|arquitectura del templo rajastaní]] y del palacio/fortaleza urbano imperial.
Las influencias locales también condujeron a diferentes "órdenes" del estilo indoislámico. Después de la desintegración del sultanato túrquico de Delhi, los gobernantes de los estados individuales establecieron su propia gobierno, y con ello sus propios estilos arquitectónicos que eran imitaciones de las escuelas de arquitectura india locales/regionales. Son ejemplos las escuelas 'Bengala' y 'Gujarat'. Motivos como la chhajja (un parasol o alero colocado sobre ménsulas en voladizo fijadas y sobresaliendo de los muros), las ménsulas con decoraciones de pechinas ricamente talladas (descritas como pechinas de estalactitas), las balconadas, los quioscos o chhatris y los minaretes (torres altas) fueron característicos del estilo arquitectónico mogol imitado por la India, que se convertirían en un legado duradero de los casi cuatrocientos años de presencia mogol en esas áreas.

### Estilo mogol
La arquitectura mogol desarrolló la arquitectura indoislámica del sultanato de Delhi con añadidos de elementos timúridas y persas. El apogeo del estilo quizás se alcanzó bajo Akbar (r. 1556-1605), el tercer emperador mogol. Algunas de las obras arquitectónicas significativas de los mogoles son la Tumba de Humayun, el Taj Mahal, los fuertes de Agra y Lahore, la ciudad de Fatehpur Sikri y la tumba de Akbar.

### Declive y revival

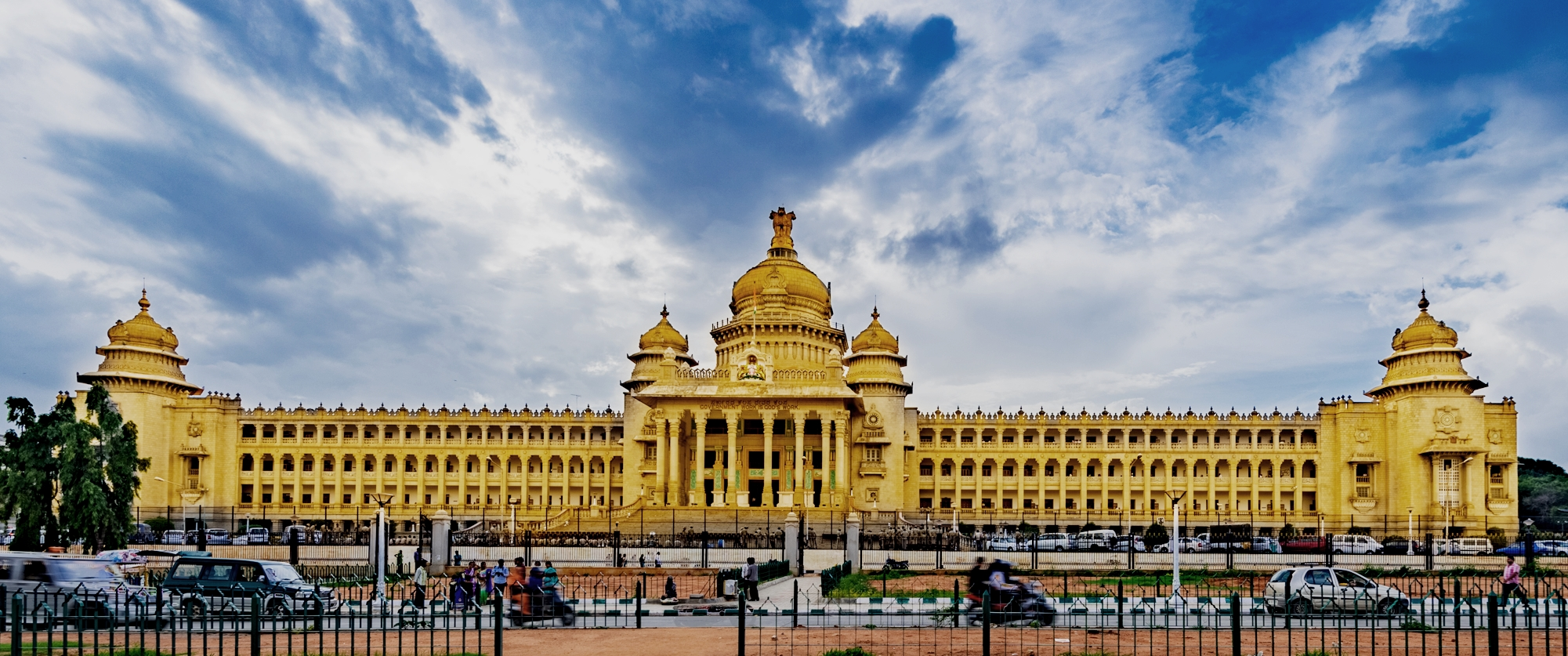
Vidhana Soudha (1952-1956), Bangalore, incorpora elementos de los estilos indo-sarraceno y dravídico. Construido entre 1951 y 1956.

Shah Jahan fue sucedido por su hijo Aurangzeb (r. 1658-1707), que tenía poco interés en el arte y la arquitectura. Como resultado, la arquitectura por encargo de los mogoles sufrió, y la mayoría de los ingenieros, arquitectos y artesanos emigraron para trabajar bajo el patrocinio de los gobernantes locales.
A principios del siglo XIX, los británicos se habían convertido en los dueños virtuales del subcontinente indio. En 1803, su control se fortaleció aún más con una gran derrota de los Marathas bajo Daulatrao Shinde. Legitimaron su gobierno tomando al entonces débil emperador mogol, Shah Alam II bajo su protección, y gobernando a través de él. Sin embargo, su poder fue nuevamente desafiado cuando en 1857, los soldados indios a su servicio, junto con los príncipes rebeldes encabezados por la reina Laxmibai, arremetieron en una revuelta abierta, que se conoció como la Revuelta de 1857. Sin embargo, este levantamiento estuvo condenado desde el principio y fue aplastado por los británicos con ferocidad, lo que marcó el final del Imperio mogol nominal, que había sobrevivido antes bajo el patrocinio y la protección del Imperio Maratha. Al principio, el nuevo régimen británico buscó destruir los símbolos del poder imperial indio, destruyendo sistemáticamente una serie de fuertes y palacios del Imperio maratha. Incluso hubo una propuesta para demoler el Taj Mahal y vender sus materiales. Durante las siguientes décadas, las actitudes cambiaron y los británicos establecieron el Servicio Arqueológico de la India en 1861 y restauraron varios monumentos importantes.
Para marcar el comienzo de una nueva era, el "Raj" británico buscó una nueva tradición arquitectónica, aunando estilos existentes en la India con estilos importados de Occidente, como el gótico (con sus subestilos de gótico francés, veneciano-morisco, etc. ), neoclásico y, posteriormente, nuevos estilos como el art déco. Esto produjo una serie de edificios con influencias mixtas. Al hacer eso, conservaron la arquitectura india mientras agregaban elementos de la arquitectura británica y europea; esto, junto con el hecho de que los británicos permitieran que algunos príncipes indios regionales permanecieran en el poder bajo acuerdos, hizo que su presencia fuera más "aceptable" para los indios. Los británicos trataron de encapsular el pasado del sur de Asia dentro de sus nuevos edificios índicos y así representar al Raj de Gran Bretaña como legítimo.
El edificio principal del Mayo College, terminado en 1885, es de estilo indo-sarraceno, siendo el arquitecto Maj Mant. Ejemplos en Chennai son el Victoria Public Hall (1888-1890), el Tribunal Supremo de Madrás, Casa del Senado de la Universidad de Madrás y la estación central de Chennai.
La construcción de Nueva Delhi como nueva capital imperial, que tuvo lugar principalmente entre 1918 y 1931, dirigida por sir Edwin Lutyens, trajo el último florecimiento del estilo, utilizando una comprensión más profunda de la arquitectura india. El Rashtrapati Bhavan (palacio del Virrey, luego, del Presidente) utiliza elementos de la antigua arquitectura de la era budista india, así como de períodos posteriores. Esto se puede ver en los capiteles de las columnas y en la pantalla alrededor del tambor que realza la cúpula principal, dibujando sobre las barandillas colocadas alrededor de las antiguas estupas.

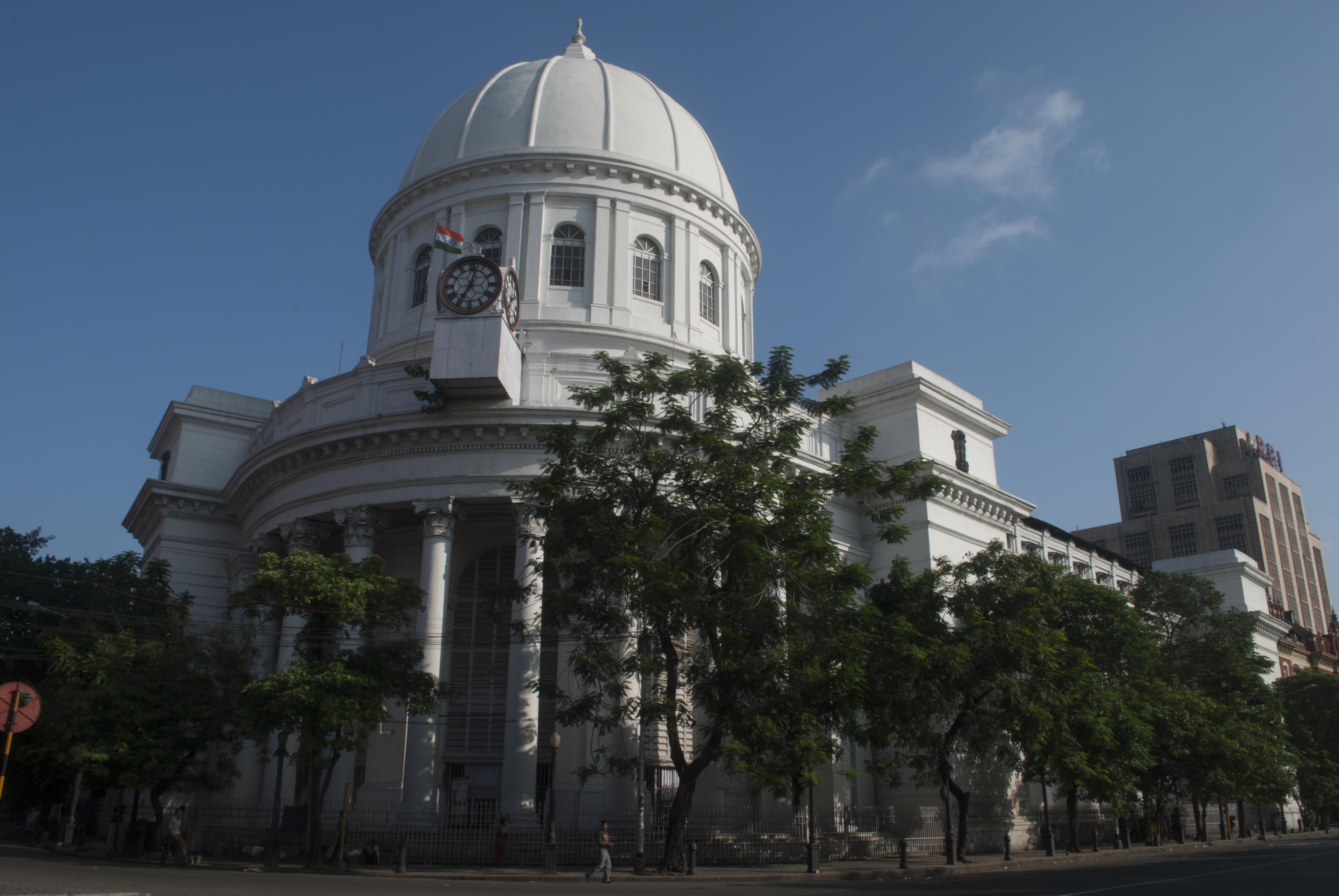
Oficina General de Correos (GPO), Calcuta
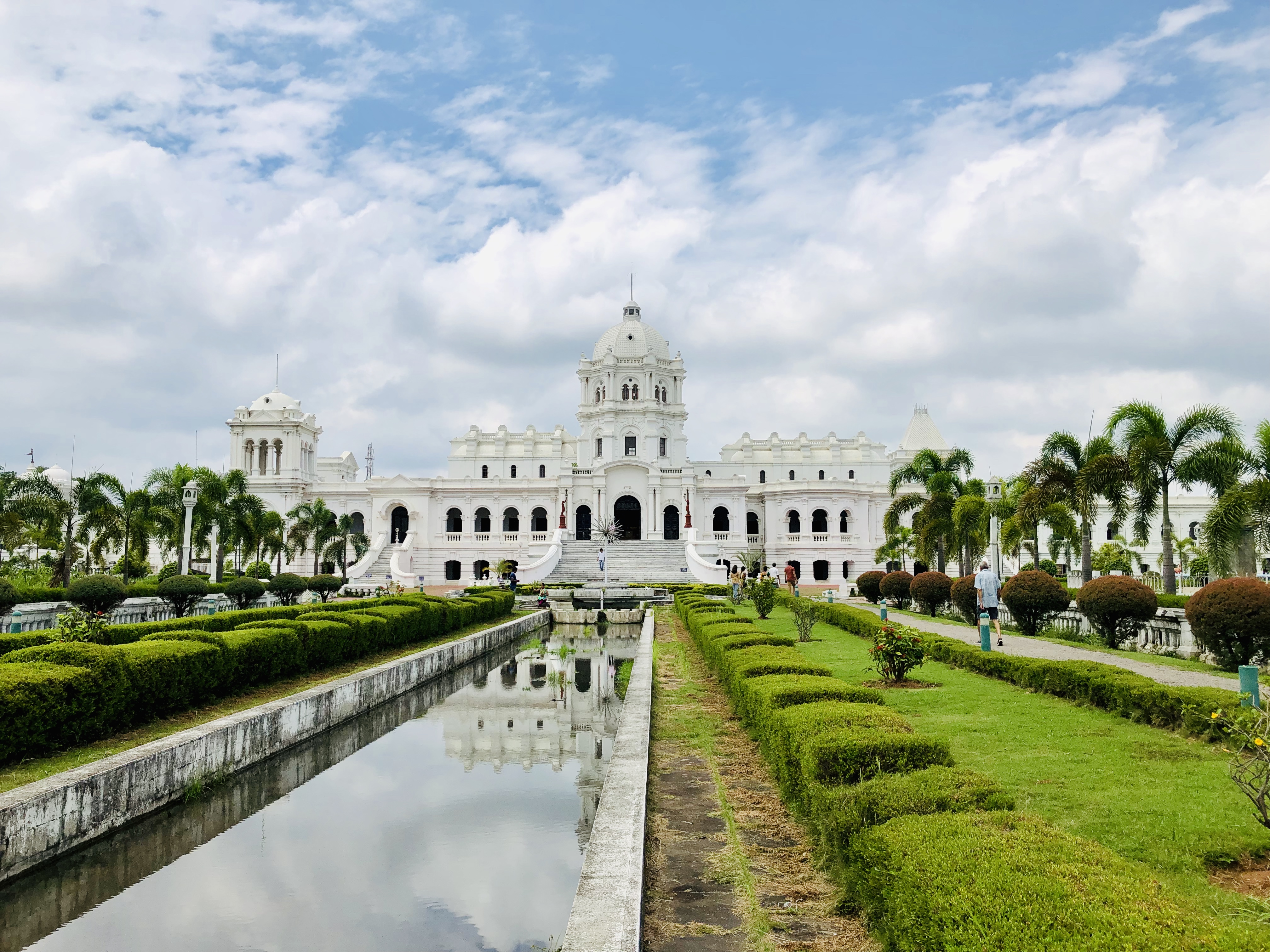
Palacio Ujjayanta (1899-1901), Agartala
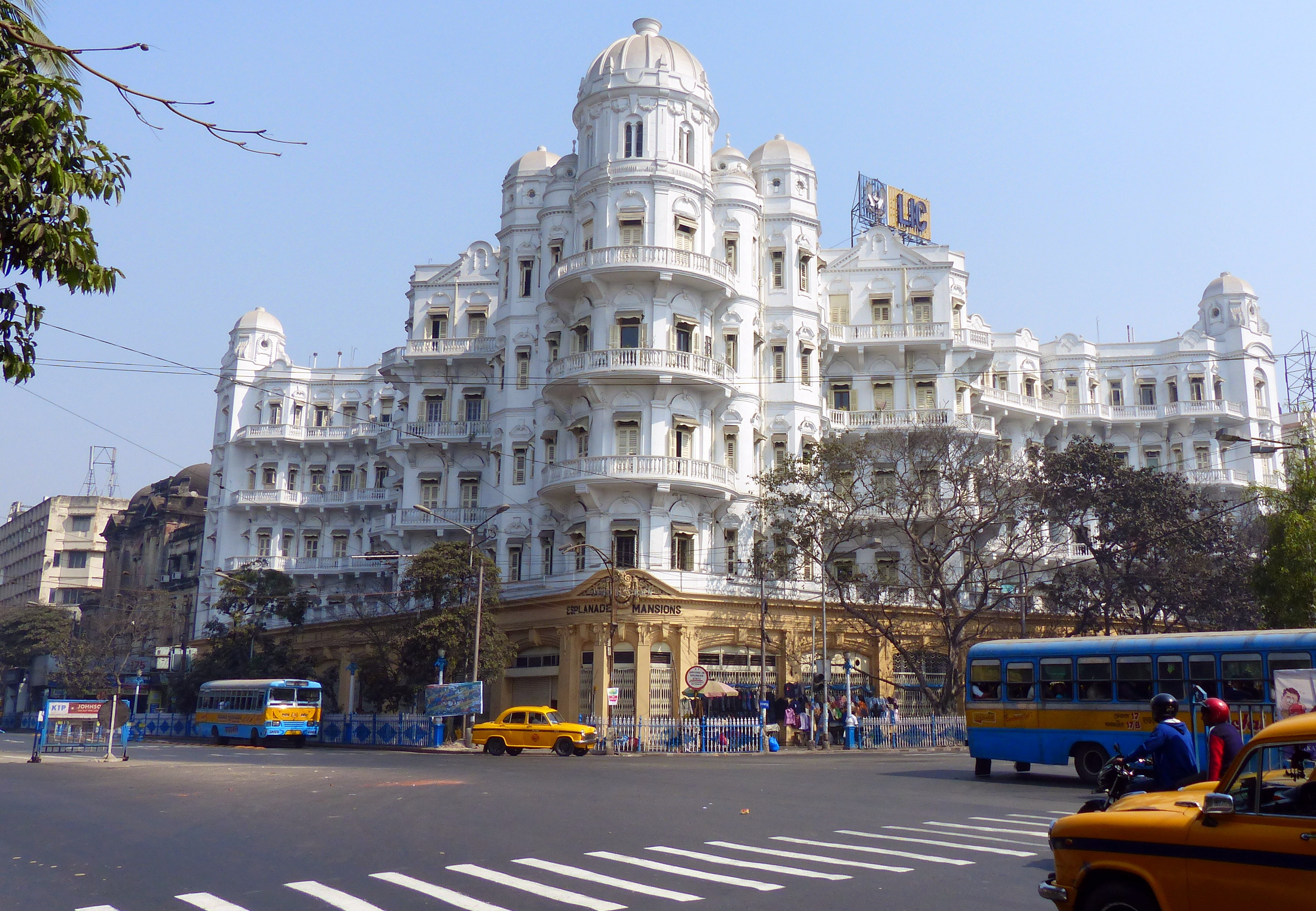
Esplanade Mansion, Calcuta (1910)
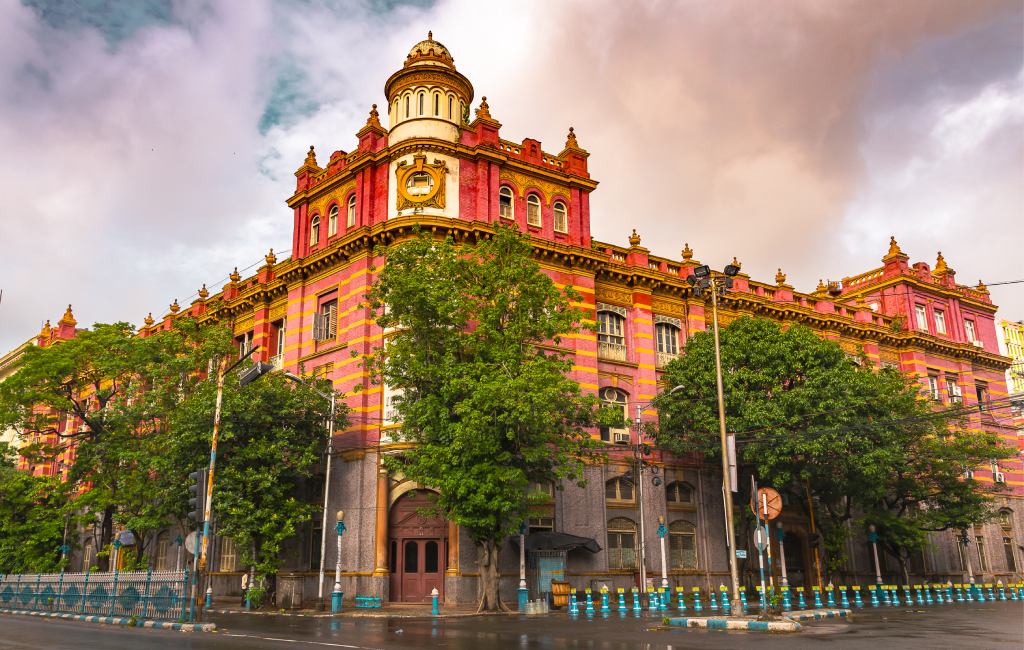
Building on B. B. D. Bagh, Calcuta
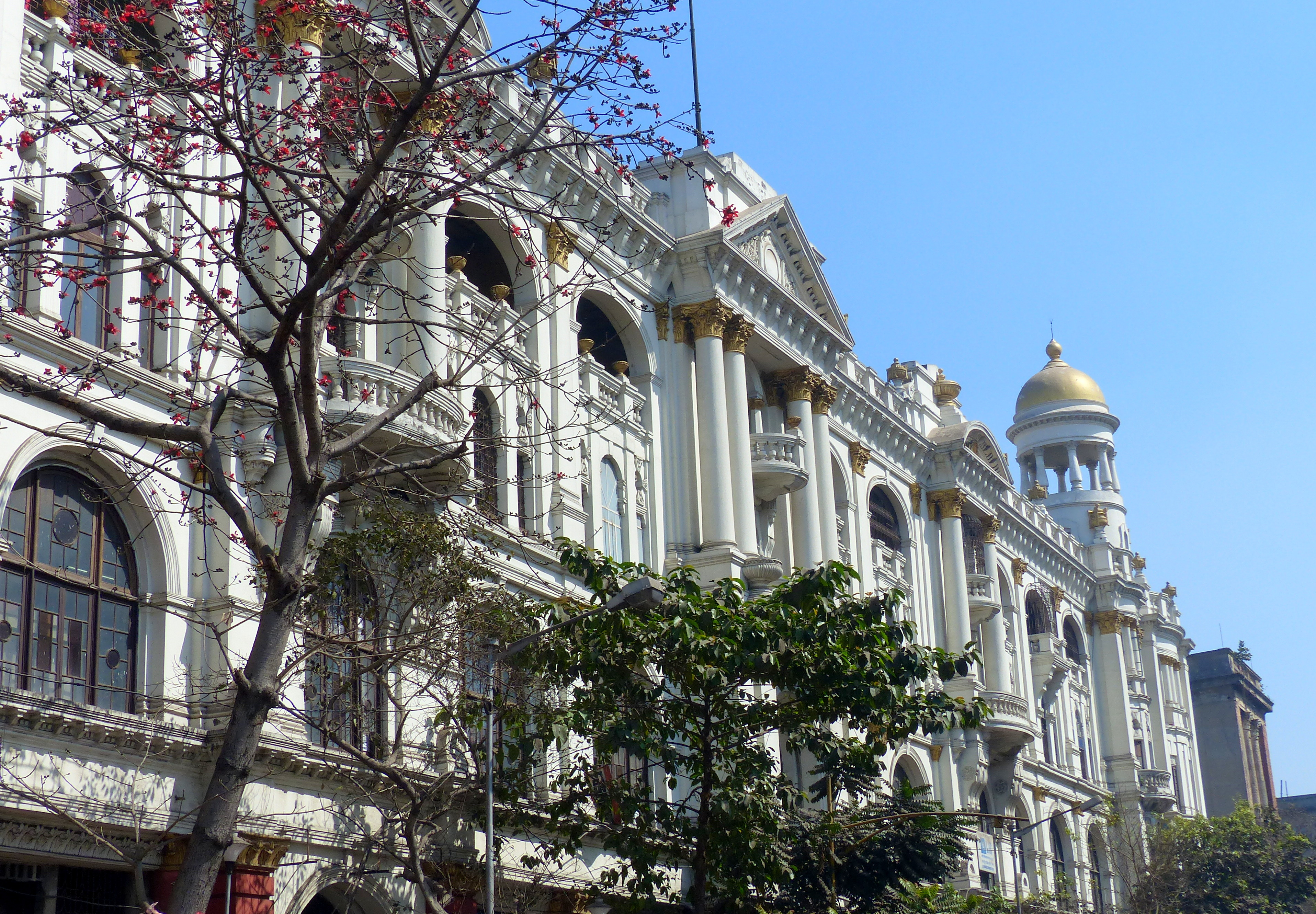
Fachada del Metropolitan Building, Calcuta
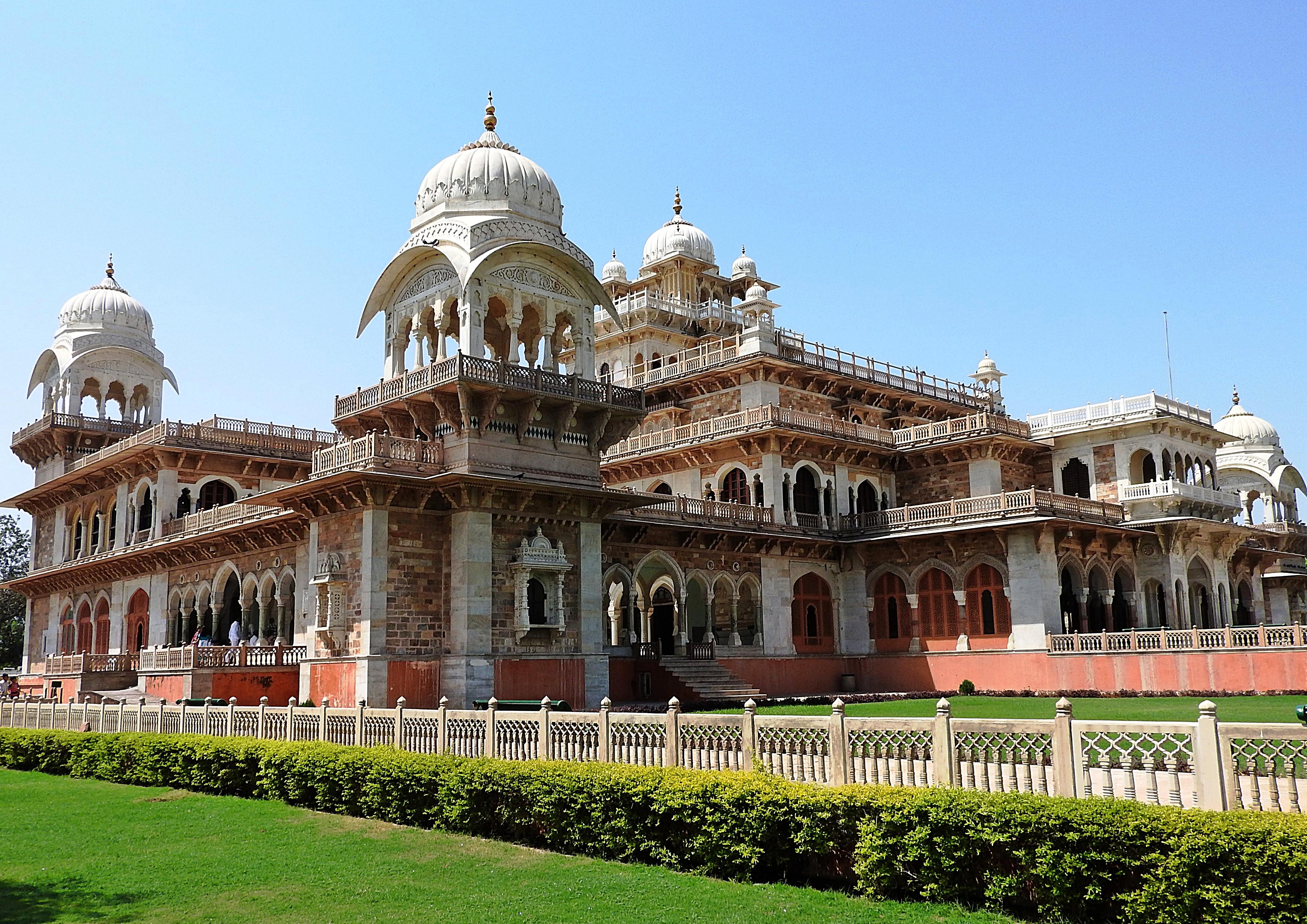
Museo Albert Hall (Jaipur)
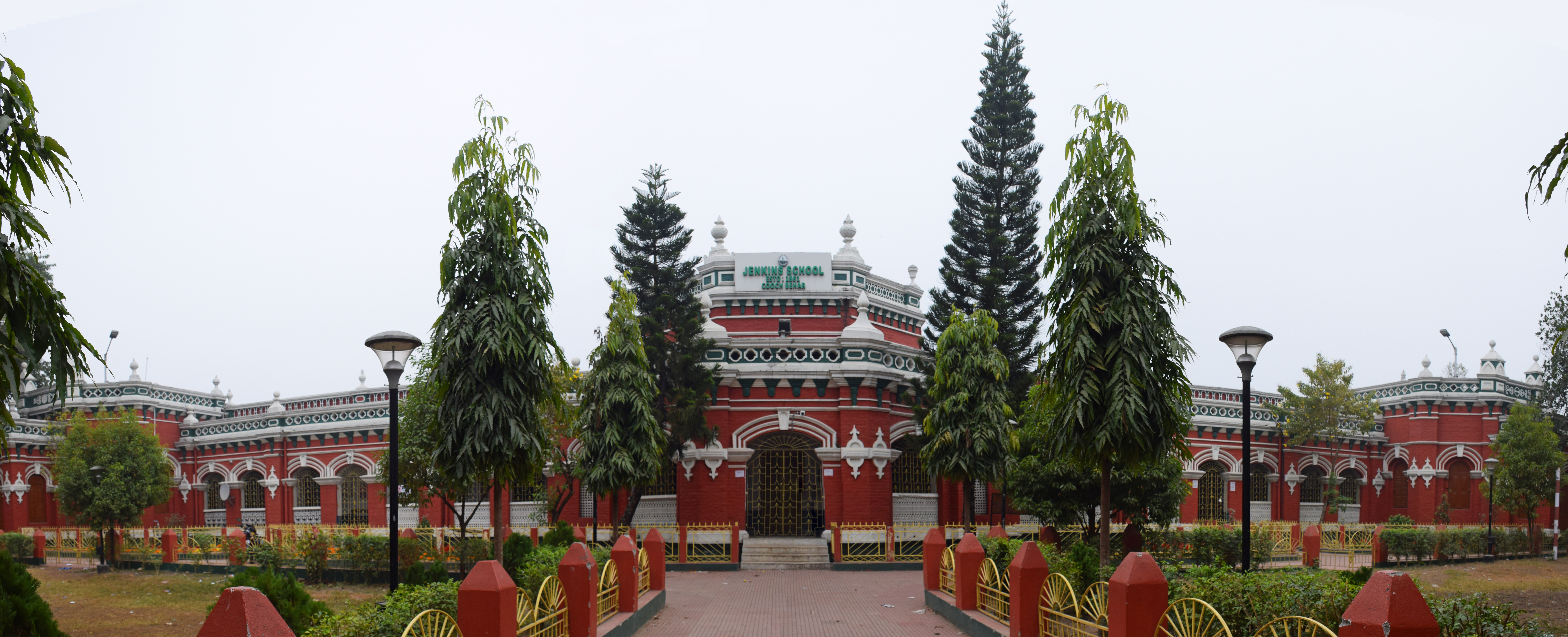
Escuela Jenkins (1861), en Cooch Behar
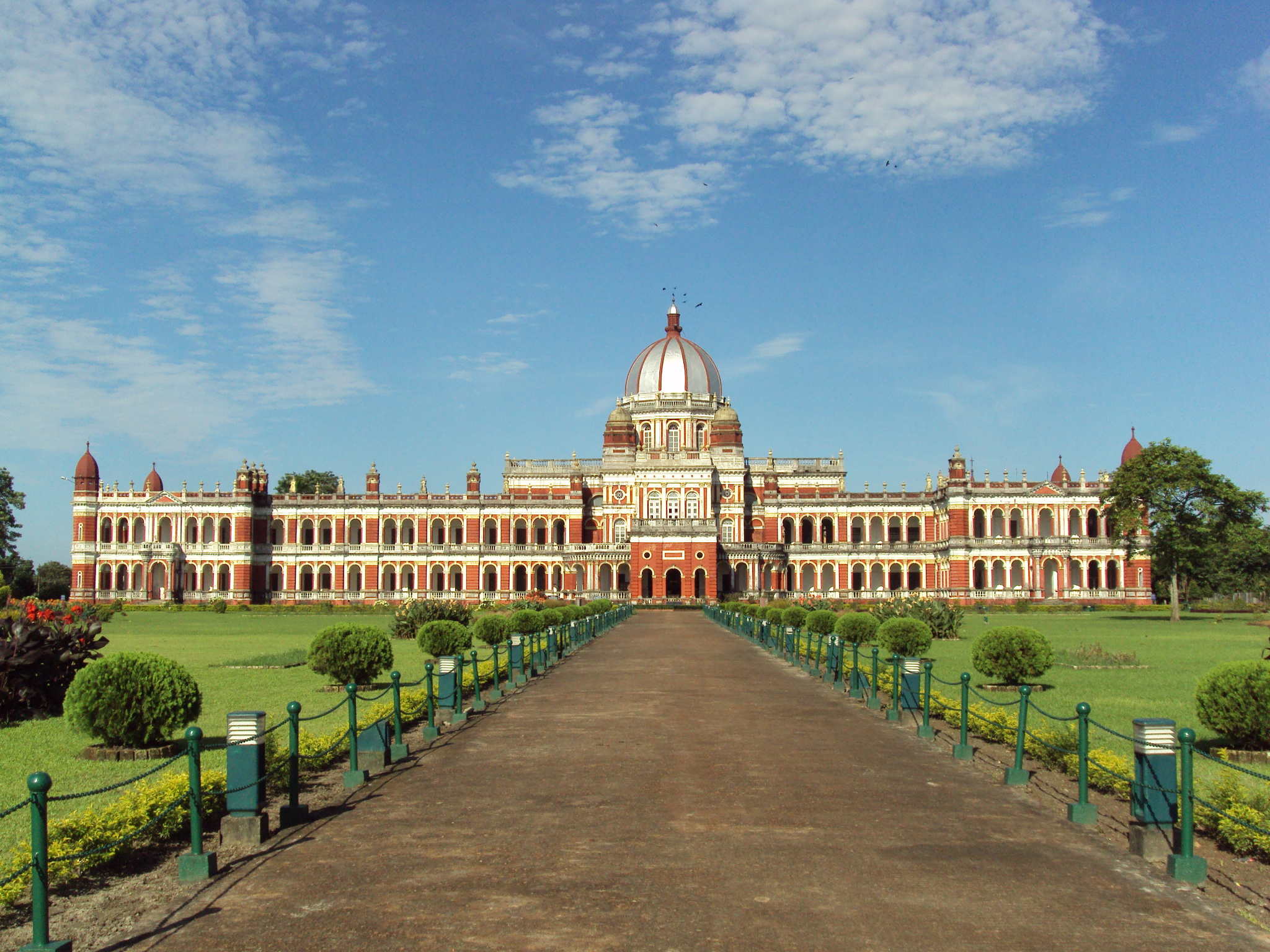
Palacio Cooch Behar (1887), en Bengala Occidental

## En la Malasia británica

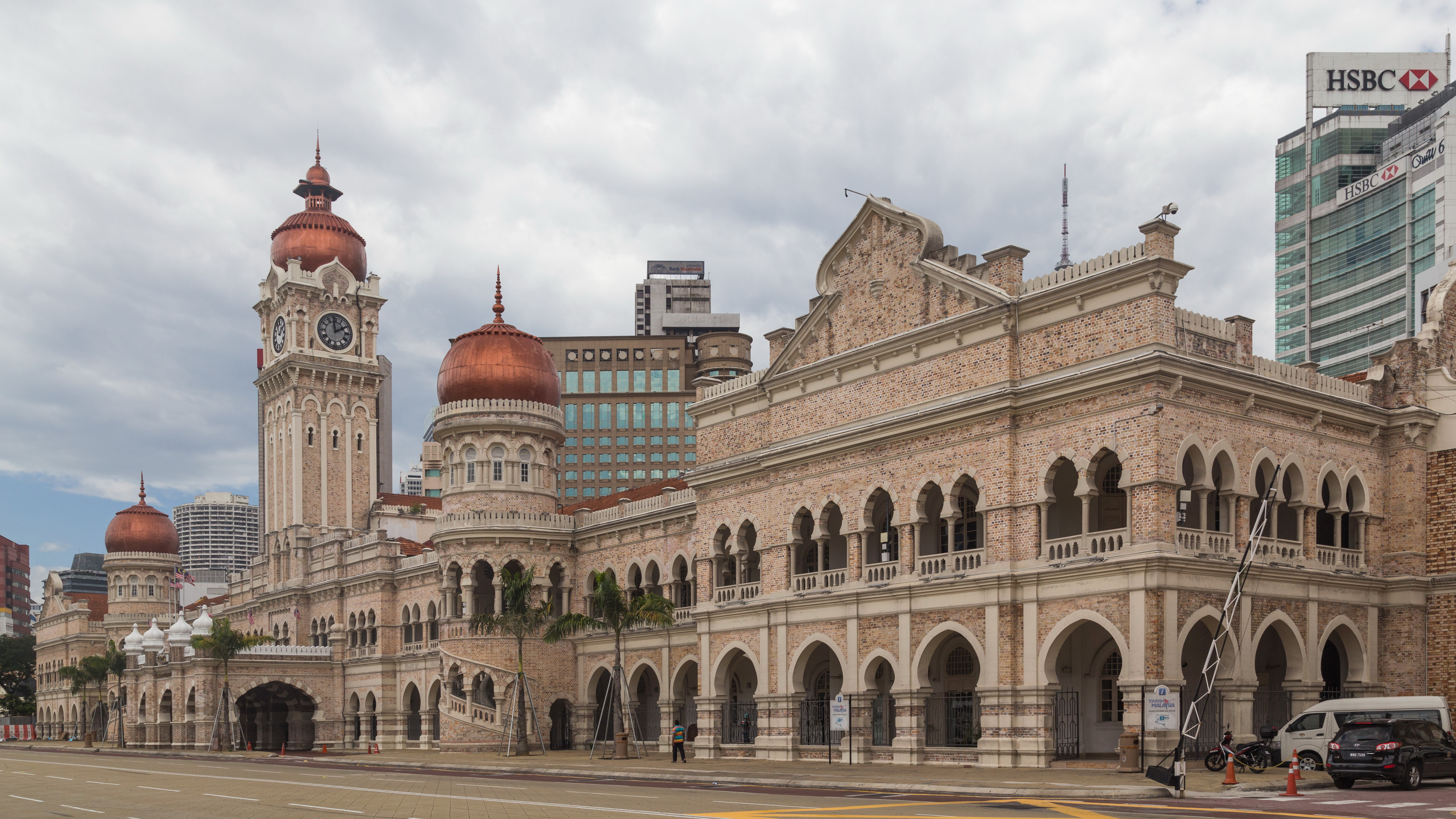
Edificio Sultán Abdul Samad en Kuala Lumpur

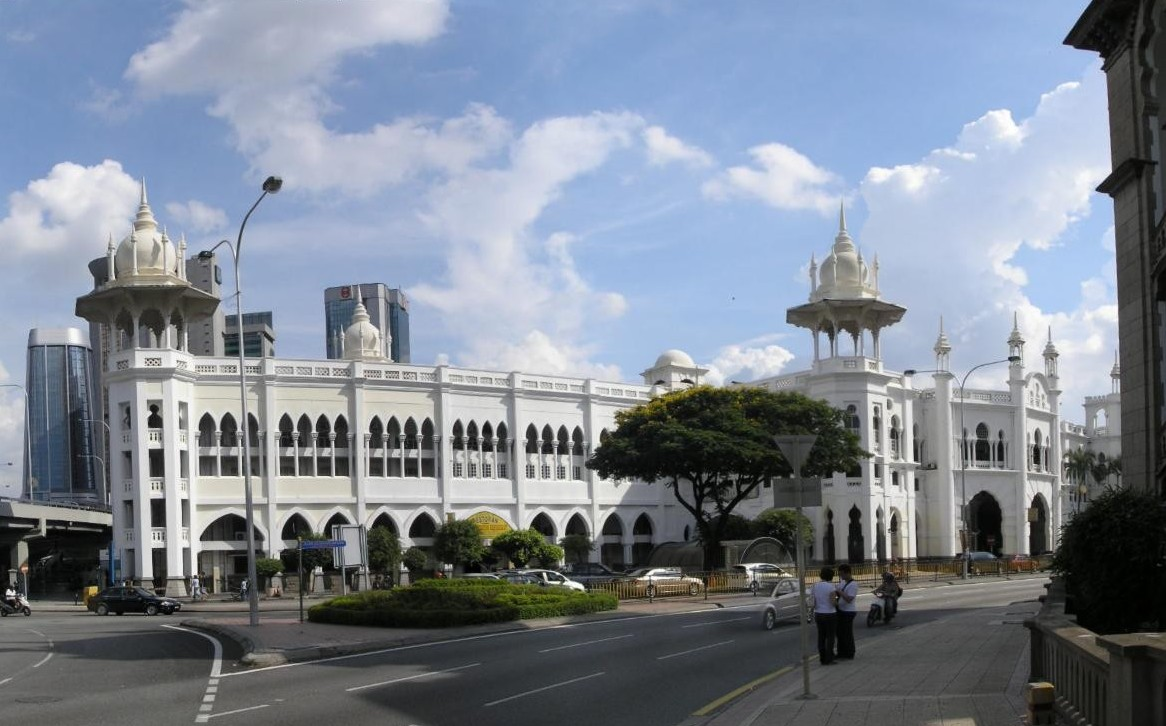
Estación ferroviaria de Kuala Lumpur, de Arthur Benison Hubback, 1910.

Según Thomas R. Metcalf, un destacado erudito del estilo, «el indo-sarraceno, con su pasado imaginado orientado hacia los propósitos del colonialismo británico, tomó forma fuera de la India [es decir, del subcontinente] de manera más completa solo en Malaya». La Malaya británica era una sociedad predominantemente musulmana, donde apenas existía una tradición reciente de construcción en ladrillo o en piedra, donde  incluso las mezquitas y los palacios de los gobernantes locales se construían con las abundantes maderas duras locales. Kuala Lumpur fue una fundación del siglo XIX —solo un pequeño asentamiento cuando los británicos decidieron convertirla en la capital de sus nuevos Estados Federados Malayos en 1895—, y necesitaba una serie de grandes edificios públicos. Los británicos decidieron usar el estilo islámico al que estaban acostumbrados en la India, a pesar de que tenía poca relación con los estilos arquitectónicos locales existentes.
A diferencia de lo sucedido en India, los británicos también construyeron algunos palacios para los sultanes de los varios estados en los que la Malasia moderna permanece dividida, y en algunos lugares donde la población creció mucho, mezquitas, como la Mezquita Jamek y la Mezquita Ubudiah. Ambas fueron diseñadas por Arthur Benison Hubback, el arquitecto líder en el estilo entre su llegada en 1895 y su retiro en 1917, durante el cual experimentó su pico de popularidad. La ausencia de precedentes locales permitió a los arquitectos ingleses crear «una arquitectura definida puramente por la fantasía orientalista», según Metcalf, quien dice que 
la mezquita Ubudiah de Hubback (Kuala Kangsar, 1913) «evoca nada menos que la fantasía de un ilustrador victoriano de Las mil y una noches»..
Contrariamente a lo que a veces se afirma, las figuras principales fueron arquitectos profesionales ingleses (mientras que en la India a menudo se utilizaron antiguos soldados o ingenieros militares) que nunca habían trabajado en la India. Por lo general, podían diseñar tanto en estilos indo-sarracenos como europeos. Por ejemplo, los principales edificios del regente Alfred John Bidwell (a menudo R. A. J. Bidwell), quien en 1893 dejó su carrera en Londres a la edad de 34 años para asumir un cargo público en Malasia, incluyen el Edificio del Sultán Abdul Samad (originalmente las «Oficinas gubernamentales», 1894) en Kuala Lumpur, de estilo islámico libre, quizás más egipcio que mogol, y con muchos arcos de herradura. Pero después de pasar a la práctica privada en Singapur, también diseñó el Hotel Raffles completamente europeo (1899). En Singapur, los estilos europeos habían sido la norma desde el primer edificio público británico allí en 1827, tanto copiando a Calcuta y reflejando una proporción menor de musulmanes malayos en la población, como por el papel de la ciudad como base militar y comercial. Metcalf señala que, a pesar de la gran población china, ni en Singapur ni en Hong Kong se construyeron edificios públicos con influencias de la arquitectura china en ese período.
Las Oficinas Gubernamentales fueron el primer encargo británico importante en Malaya, y Bidwell había propuesto un estilo europeo, pero C. E. Spooner, entonces Ingeniero de Estado del Departamento de Obras Públicas, un ingeniero militar con muchos años de experiencia en Ceilán, lo rechazó y dijo los reunidos para la ceremonia de apertura «Entonces me decidí por el estilo mahometano». No diseñó edificios él mismo, pero fue una figura clave en la aprobación de los diseños. La comisión reunió a Spooner, A.C. Norman, Bidwell y el recién llegado Hubback (de 1895). La construcción del edificio inspiró la construcción de edificios cívicos adicionales en los alrededores con un estilo similar, mientras que los elementos del estilo verían una adopción más limitada entre los edificios privados en Malaya. Por muy artificial que fuese la creación del estilo islámico británico malayo, es notable que la mayoría de los edificios públicos importantes sobrevivieron mucho después de la independencia de Malasia en 1946 y permanecen bien cuidados en los sitios principales de la ciudad, muchos rediseñados dado que sus funciones originales ahora se llevan a cabo en edificios más modernos en otros lugares.

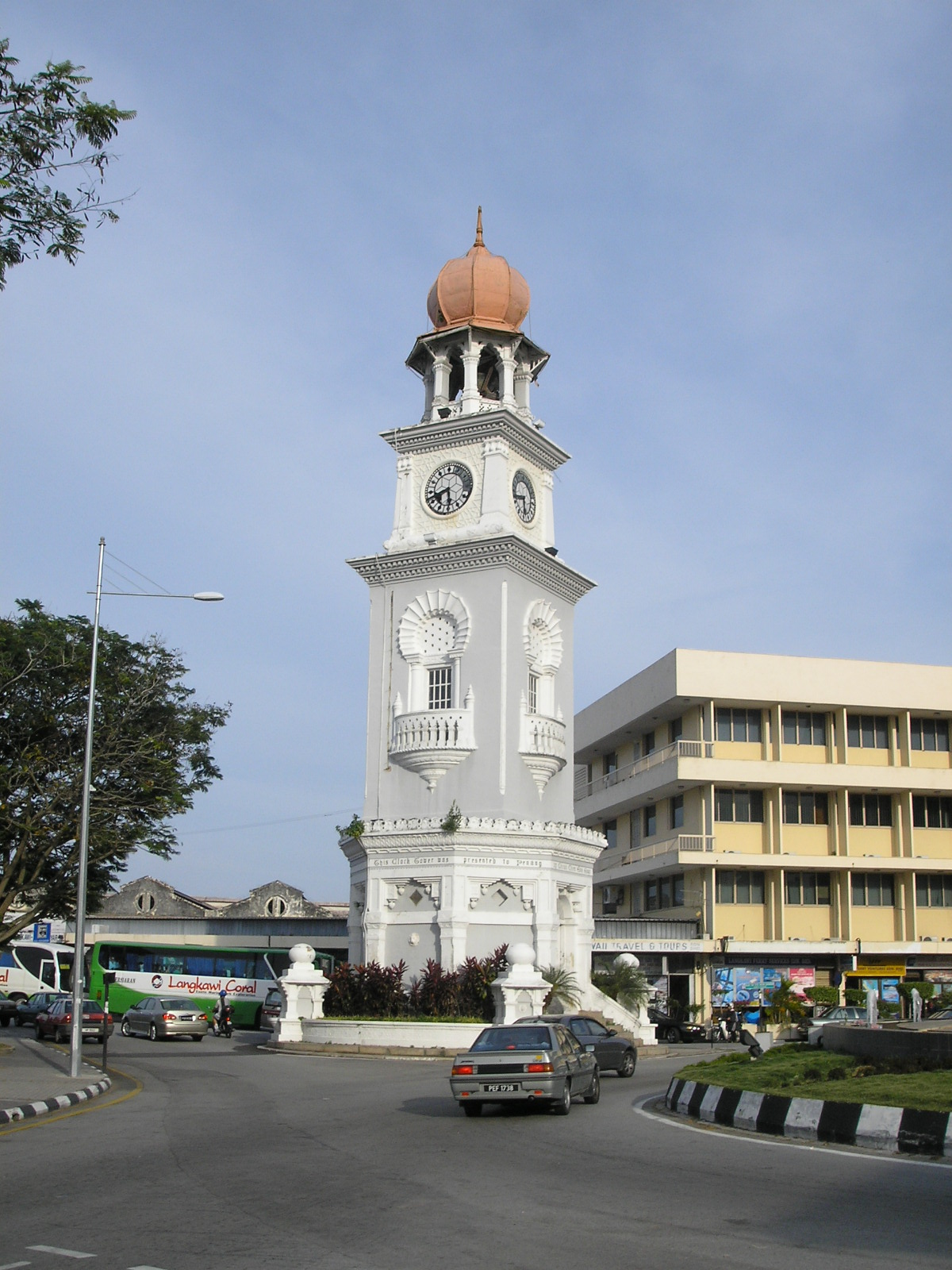
Torre del Reloj del Jubileo (1897-1902), en George Town, Penang
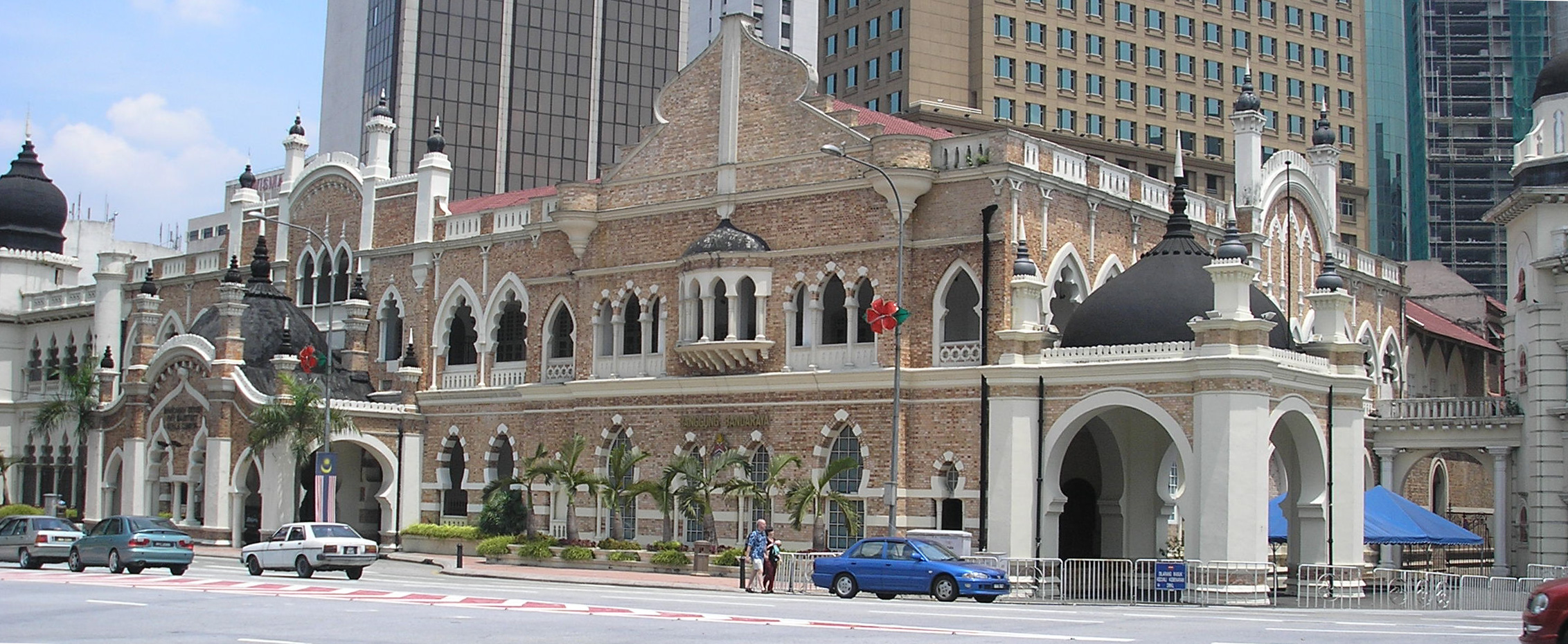
Antiguo ayuntamiento de Kuala Lumpur (1896-1904), obra de Hubback
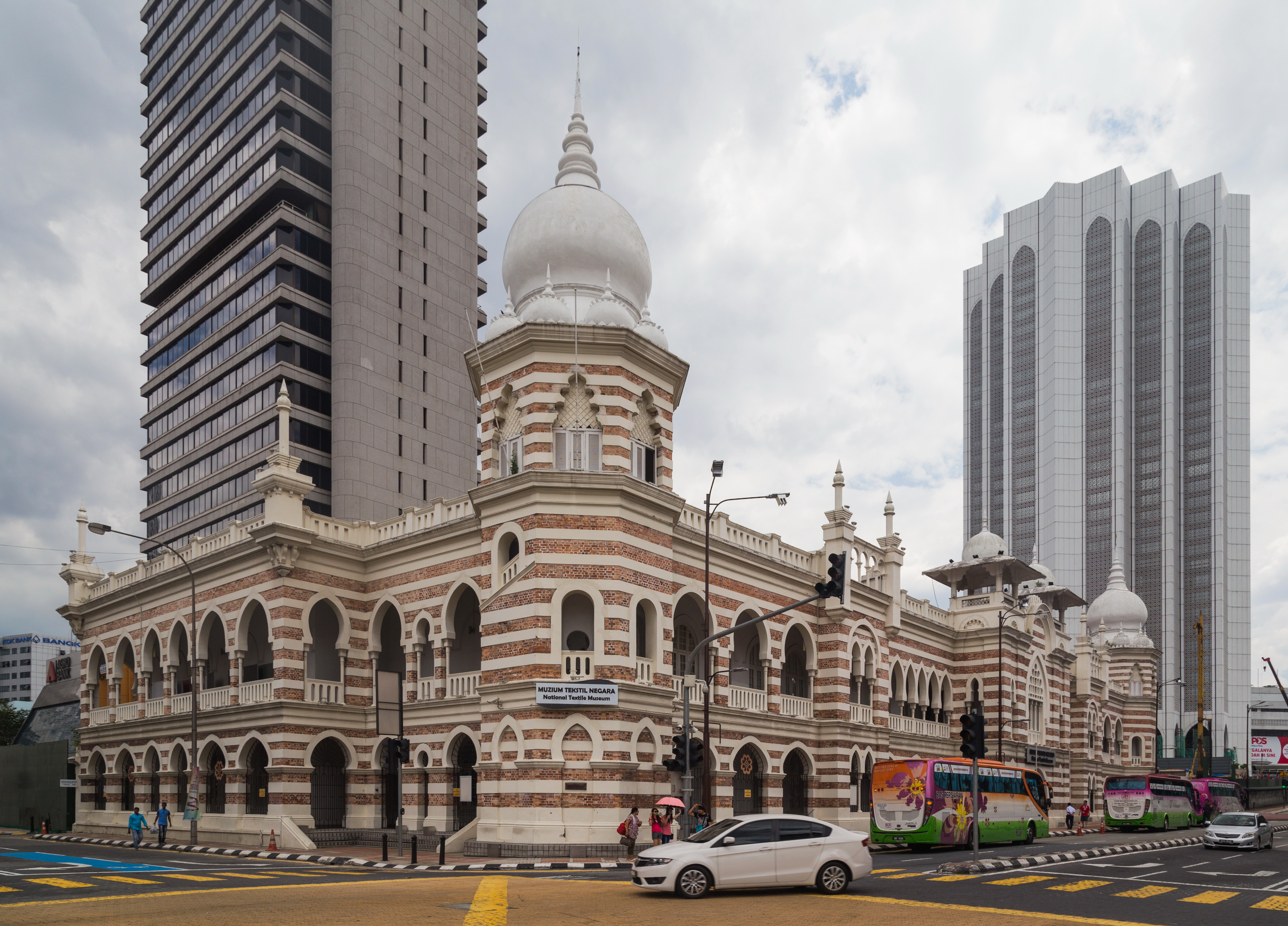
Museo Textil Nacional (1905) en Kuala Lumpur, obra de Hubback (originalmente como oficinas para los  Ferrocarriles de los Estados Malayos Federados)
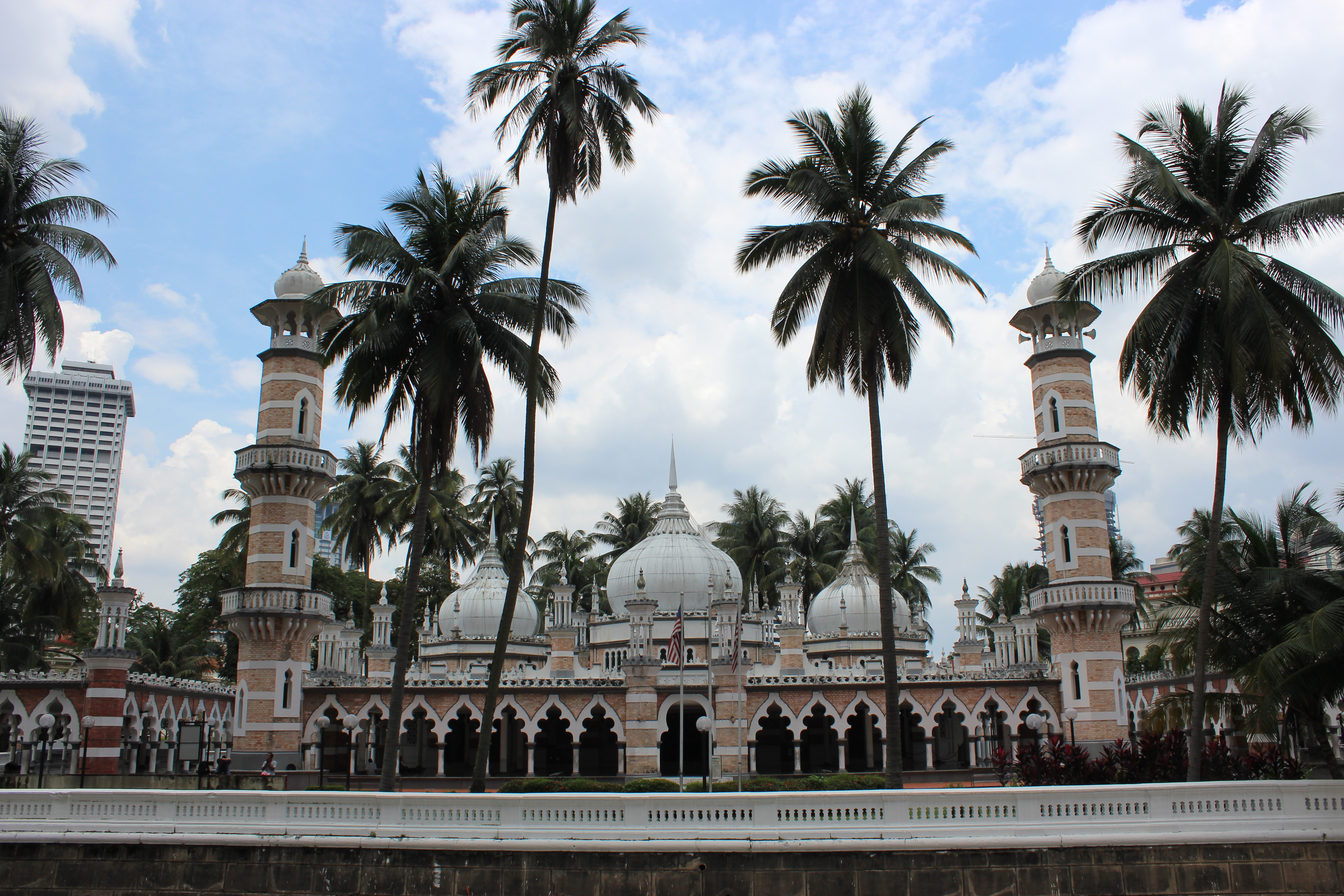
Masjid Jamek (1908-1909), en Kuala Lumpur, obra de Hubback
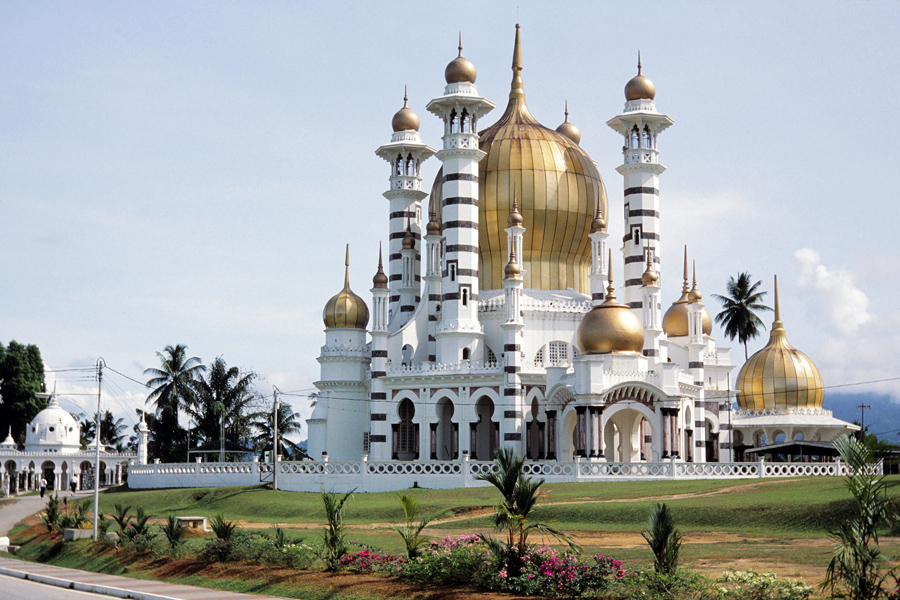
Mezquita de Ubudiah (1913), Kuala Kangsar, Perak, , obra de Hubback
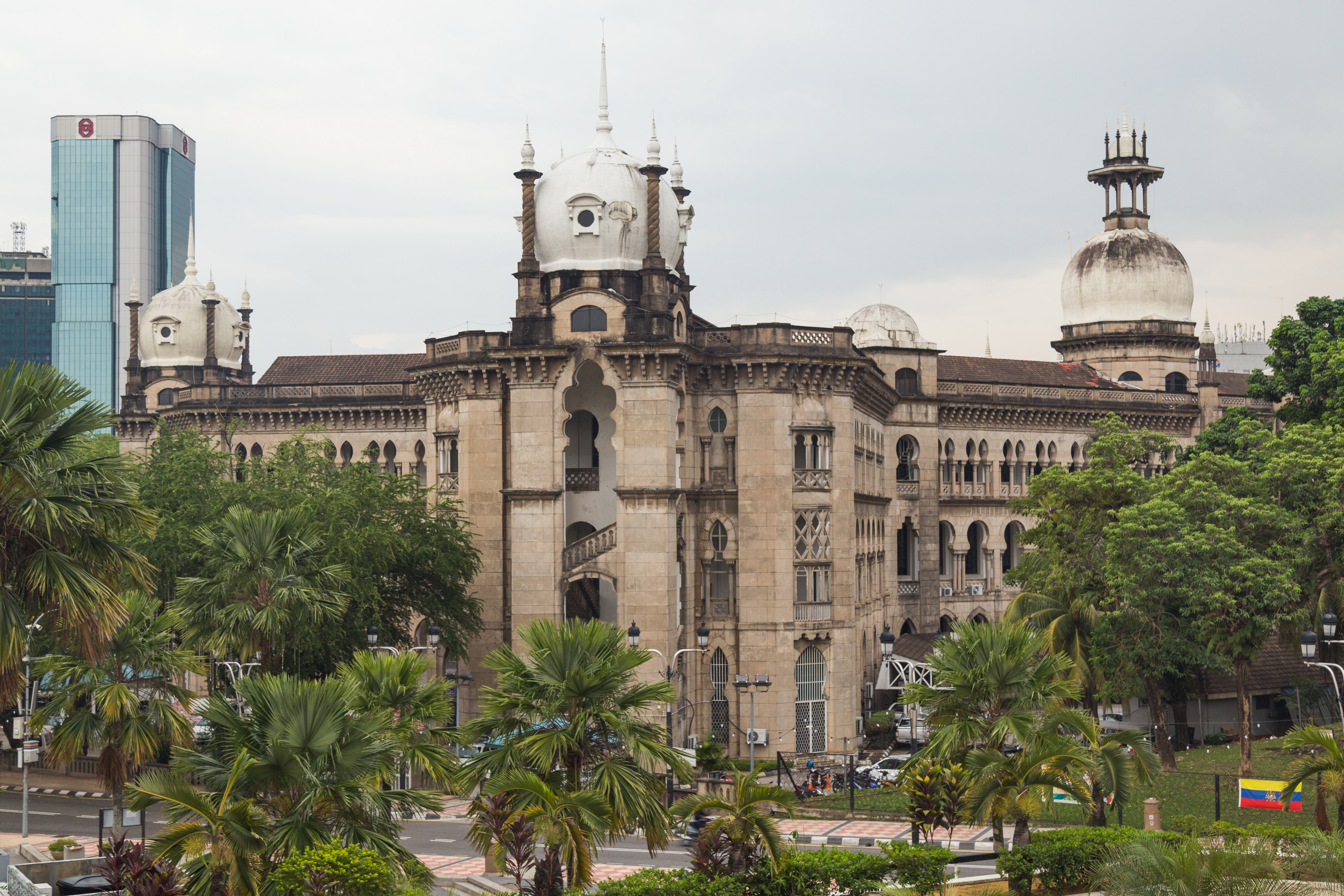
Edificio de la Administración de Ferrocarriles, Kuala Lumpur
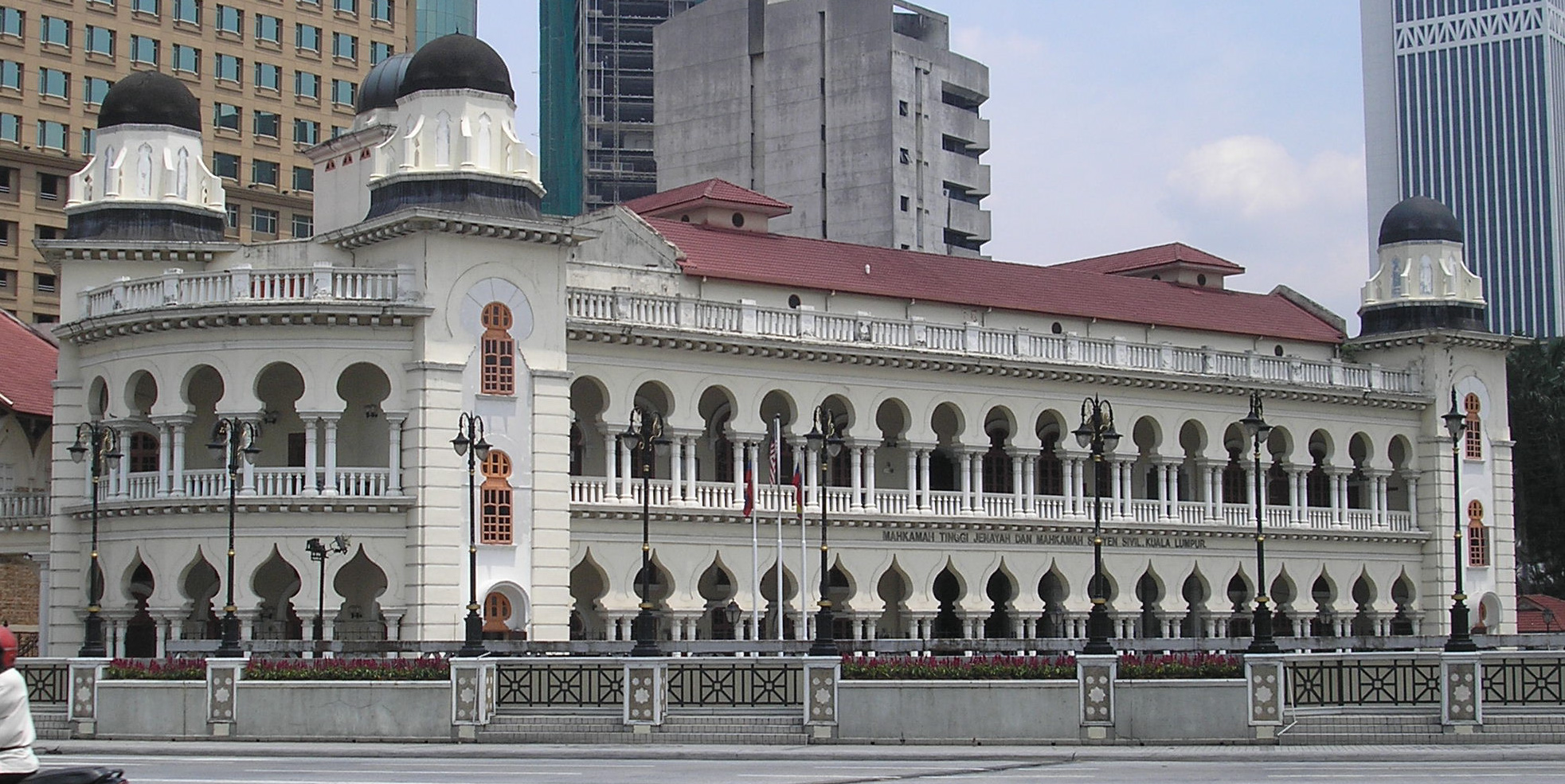
El antiguo edificio del Tribunal Supremo de Kuala Lumpur
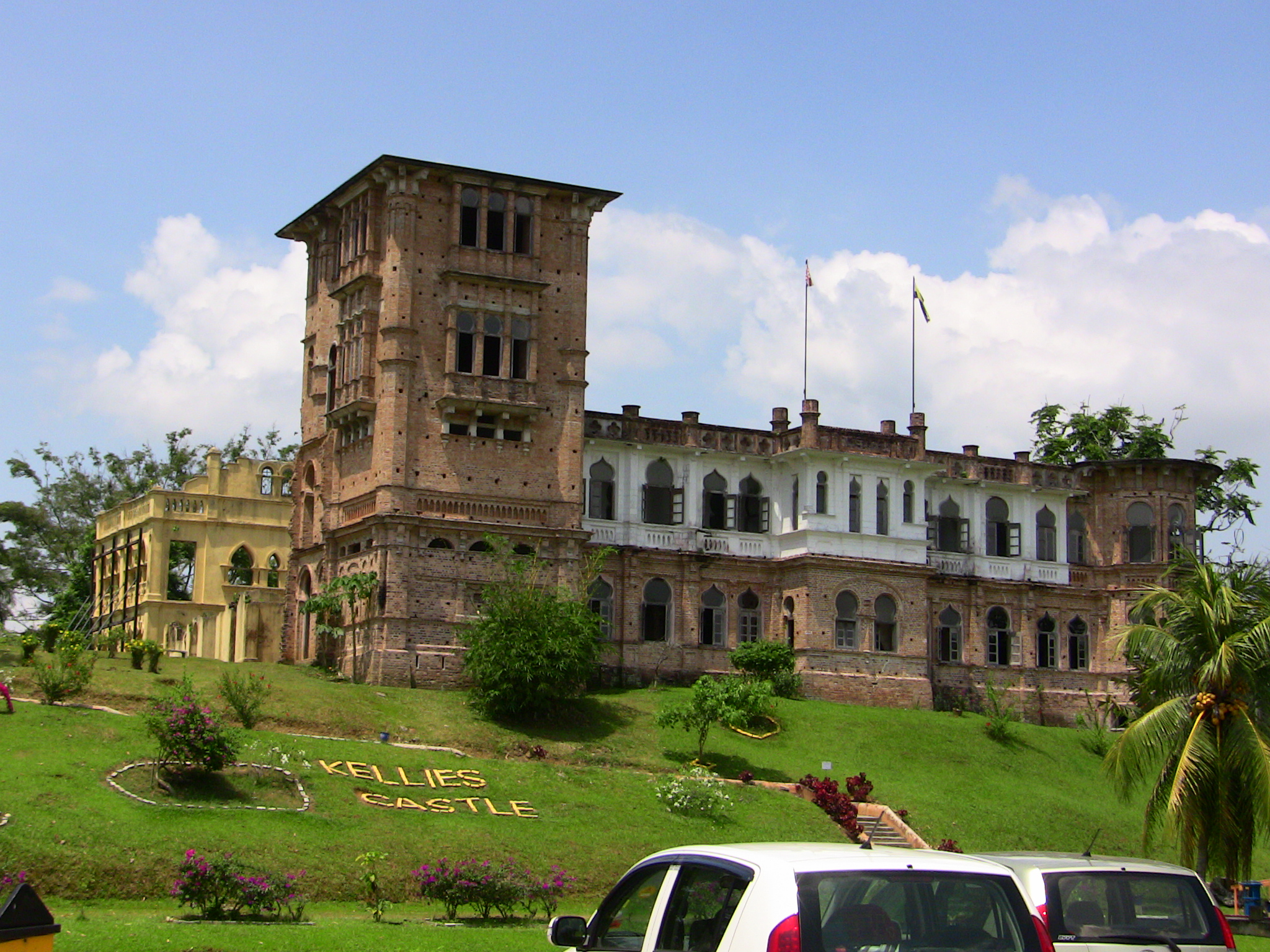
Castillo de Kellie, Batu Gajah, Perak

## Ejemplos de arquitectura indo-sarracena

### Bangladés

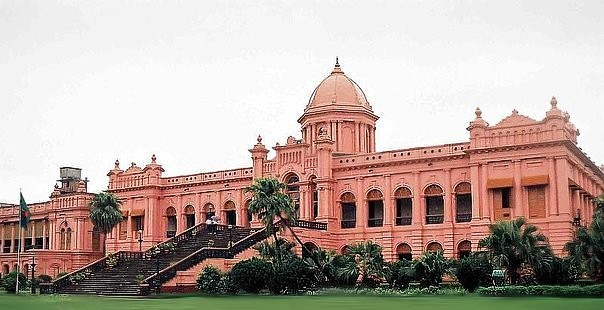
Ahsan Manzil (1859-1869), en Dhaka, palacio residencial y sede oficial de la familia Nawab en Bangladés
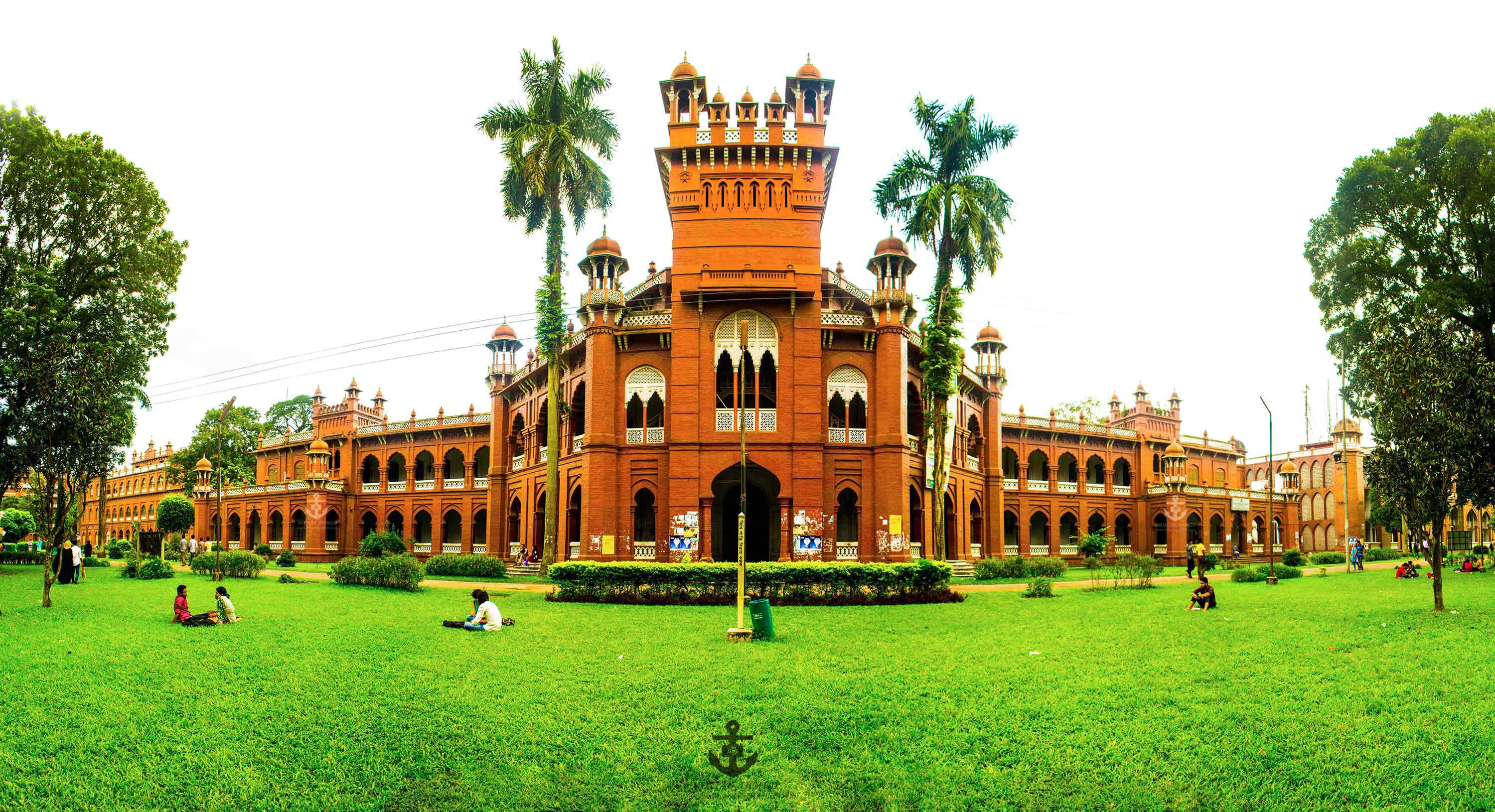
Curzon Hall en Dhaka
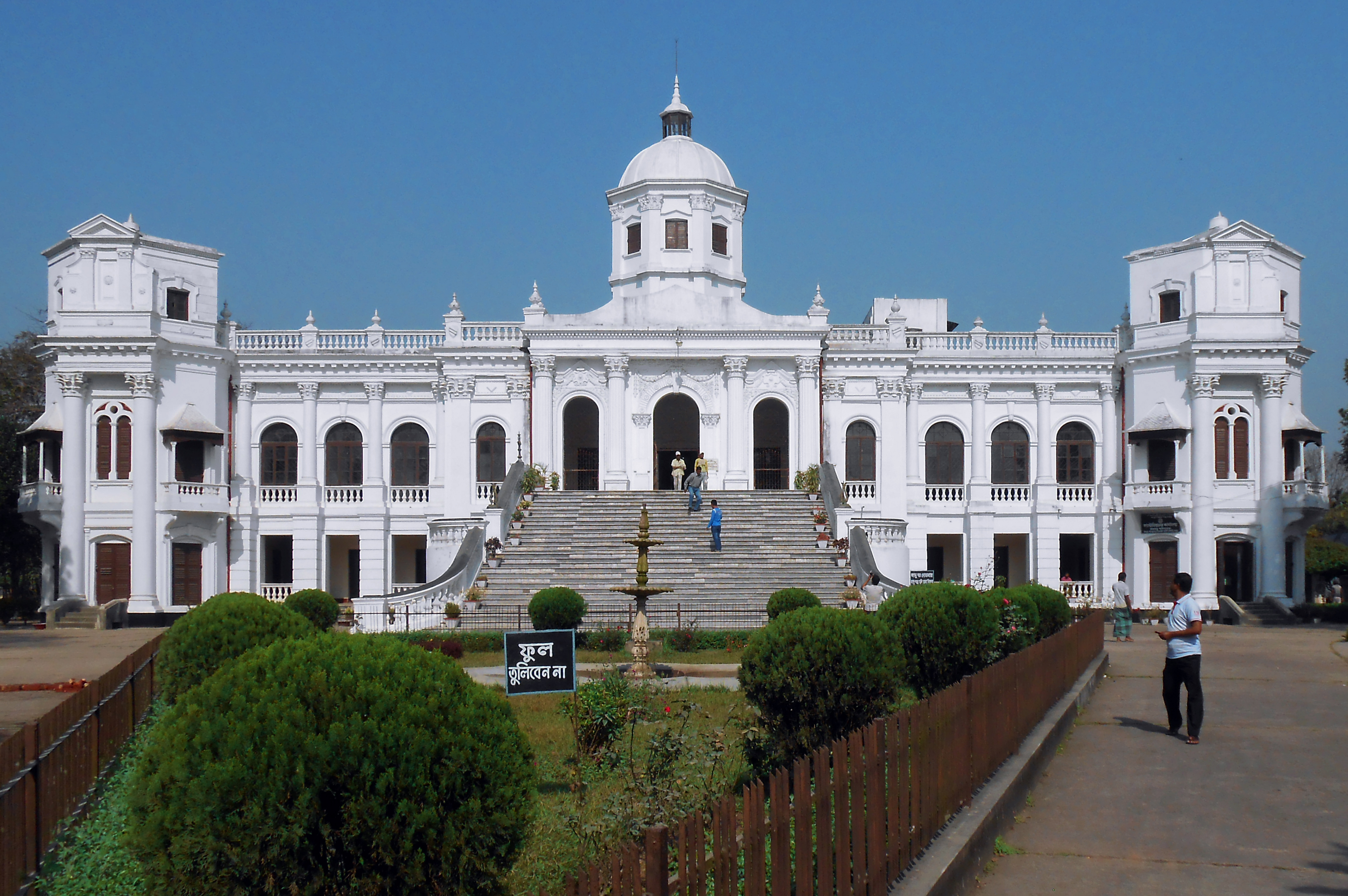
Tajhat Palace en Rangpur
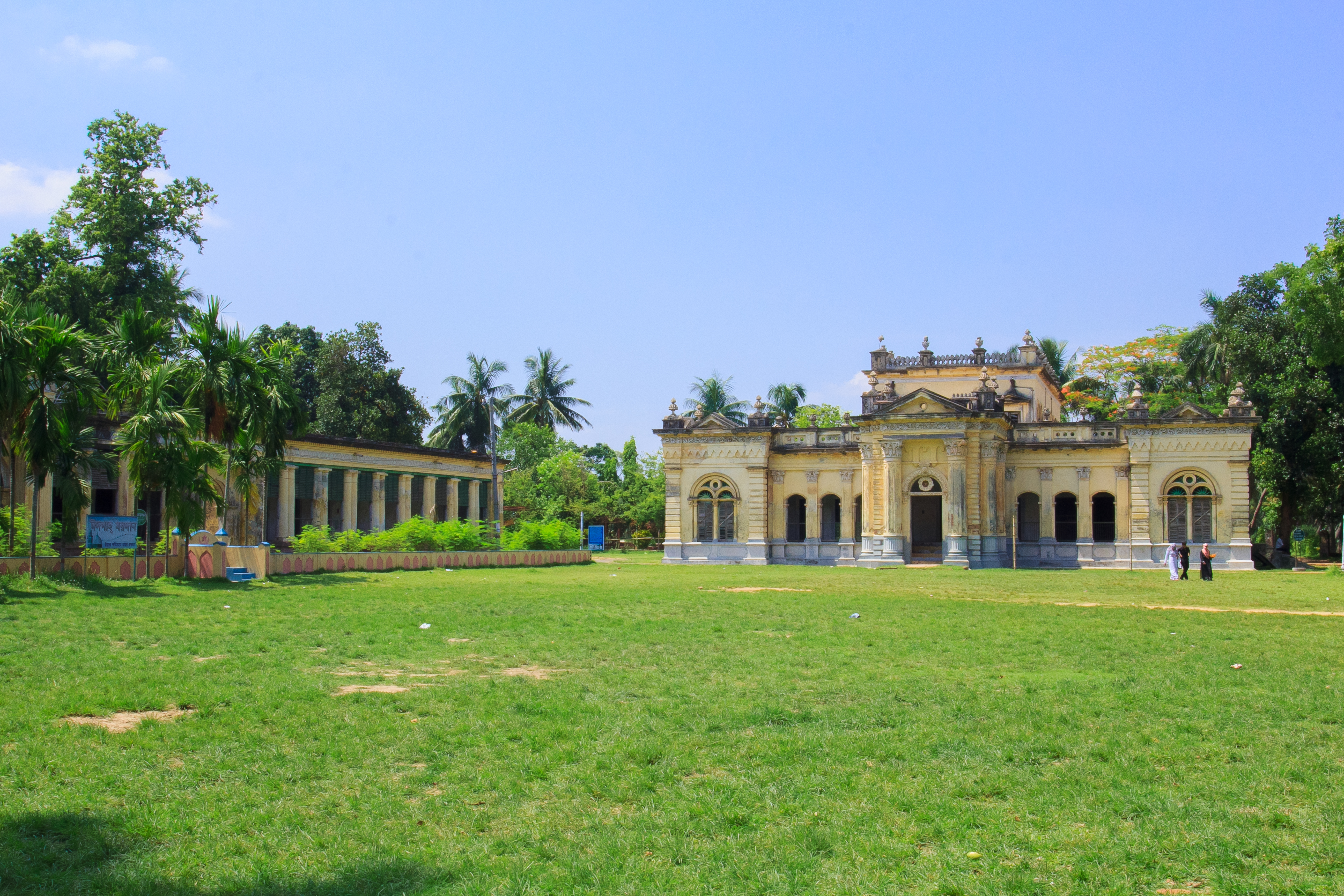
Natore Rajbari
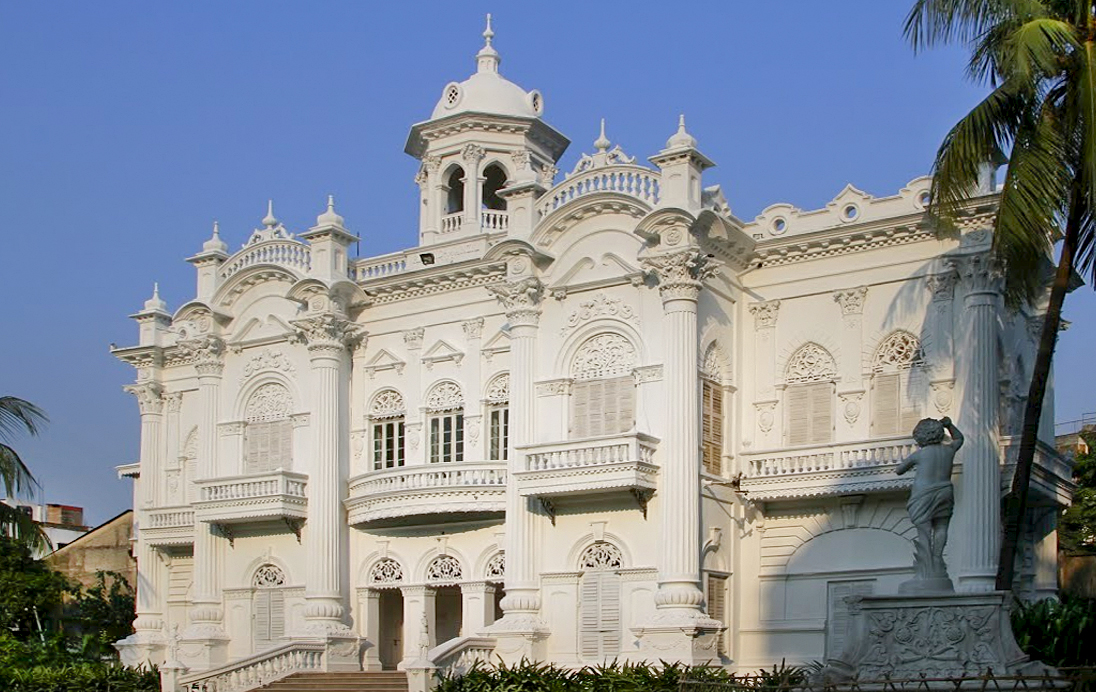
Rose Garden Palace
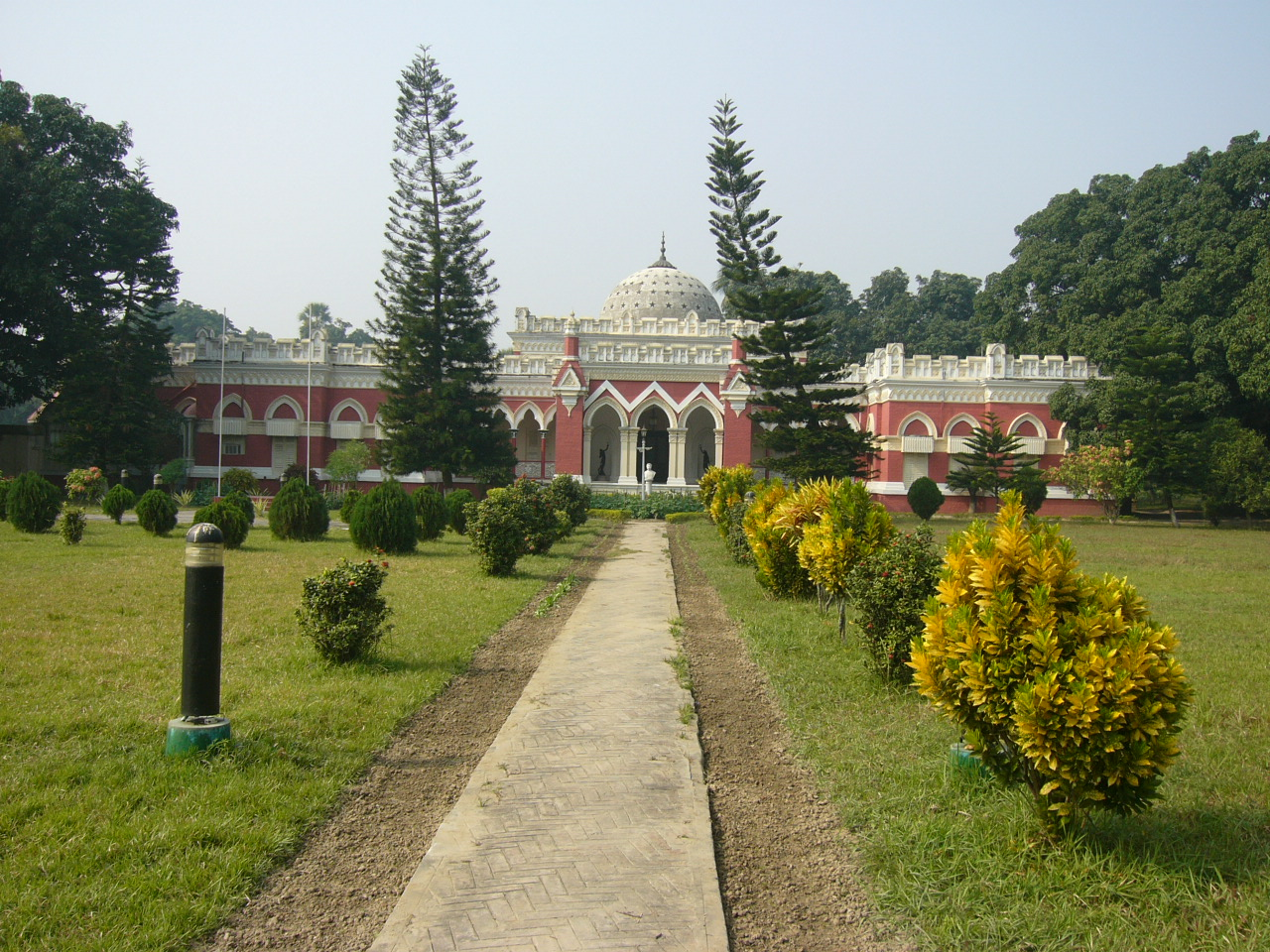
Uttara Ganabhaban
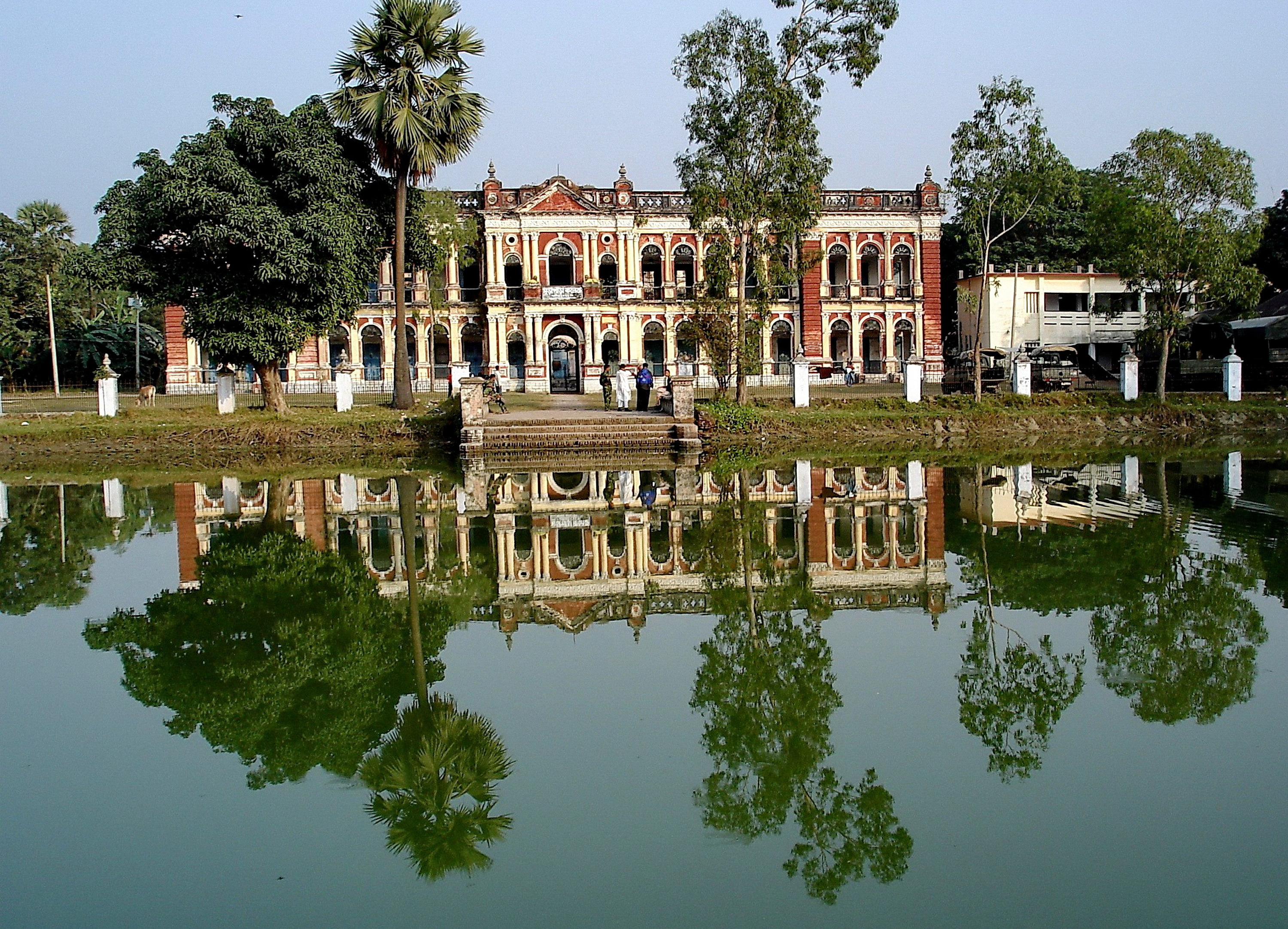
Murapara Rajbari
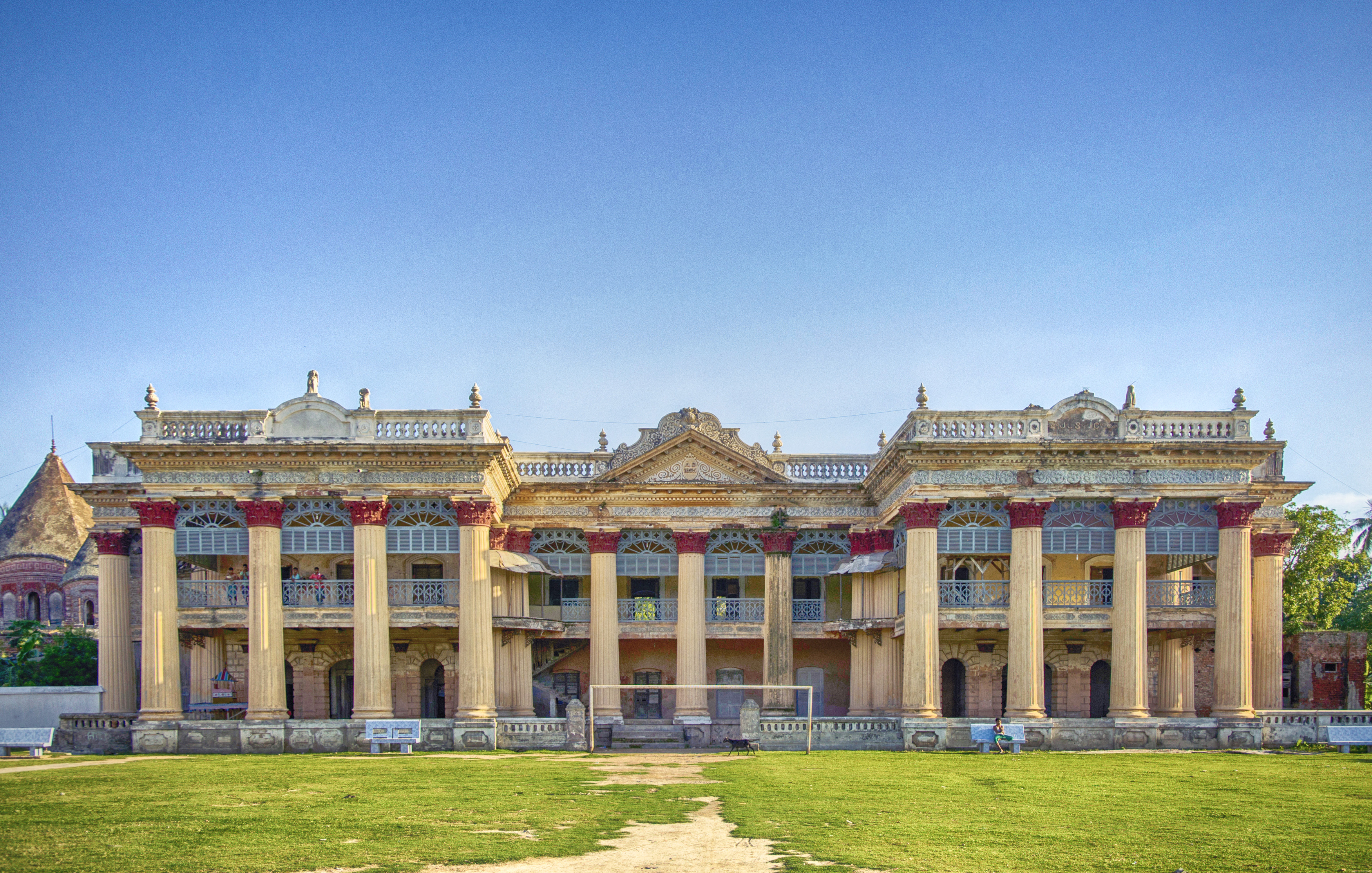
Puthia Rajbari
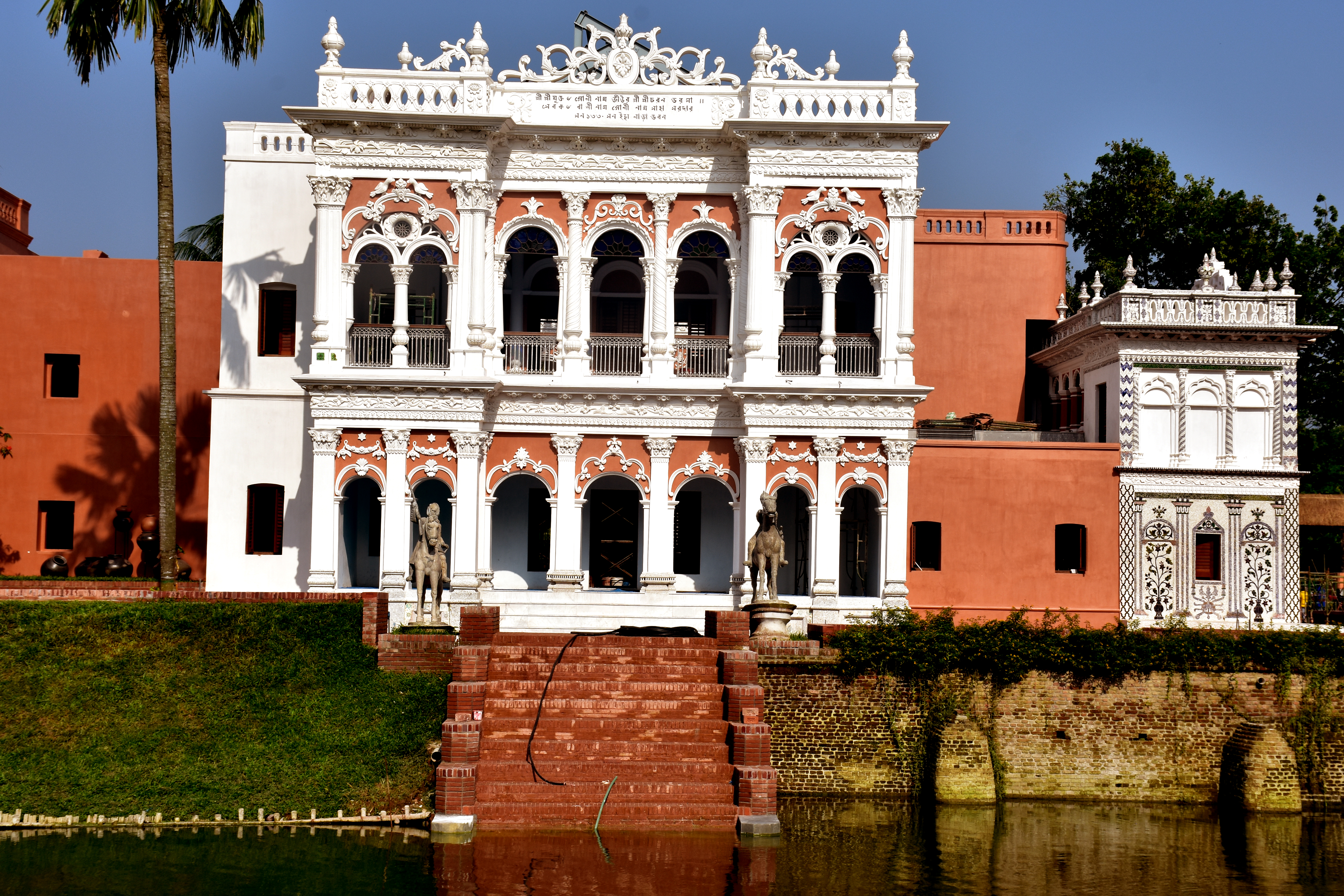
Bangladesh Folk Arts and Crafts Foundation
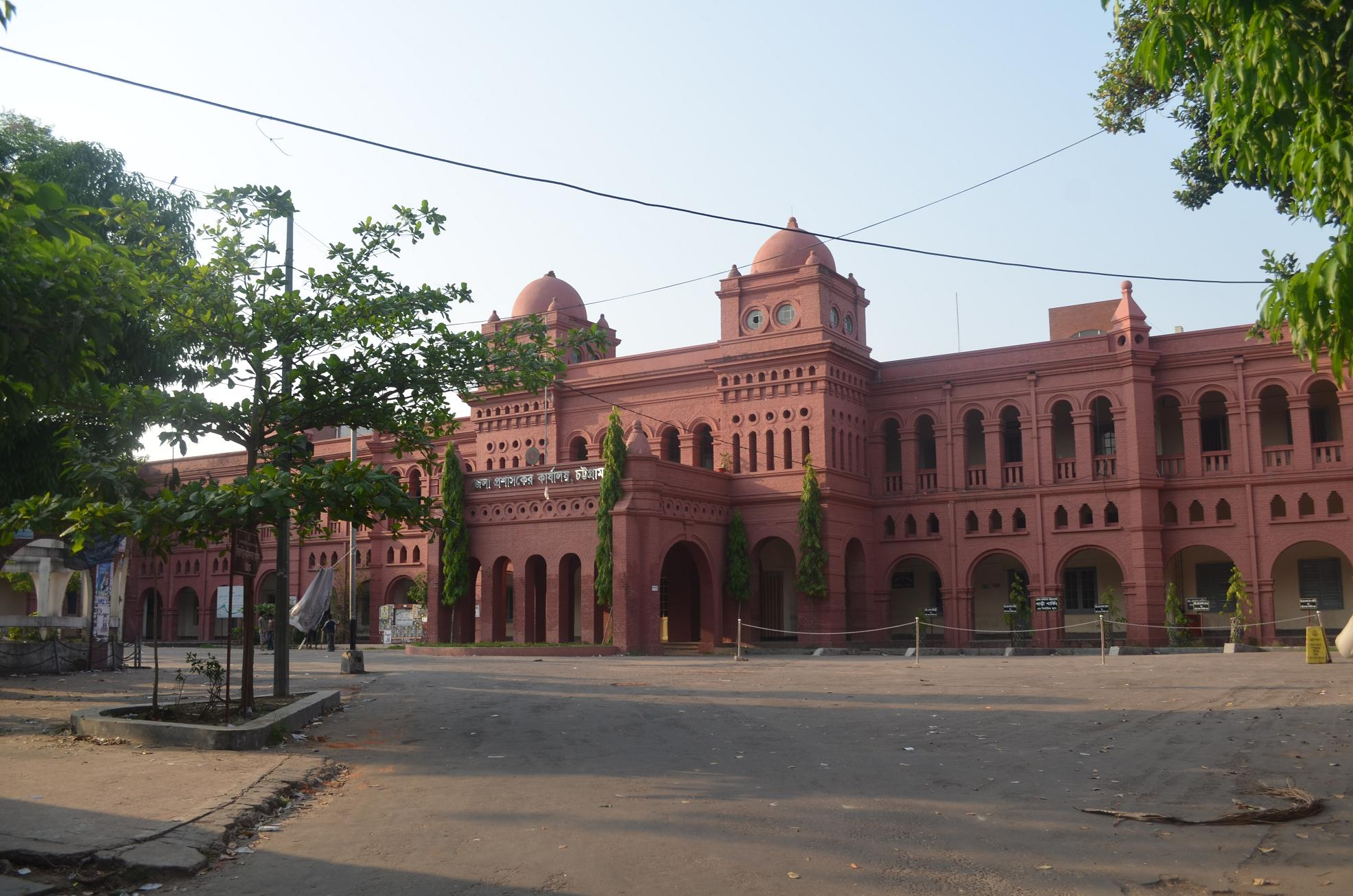
Chittagong Court Building (1892-1898)

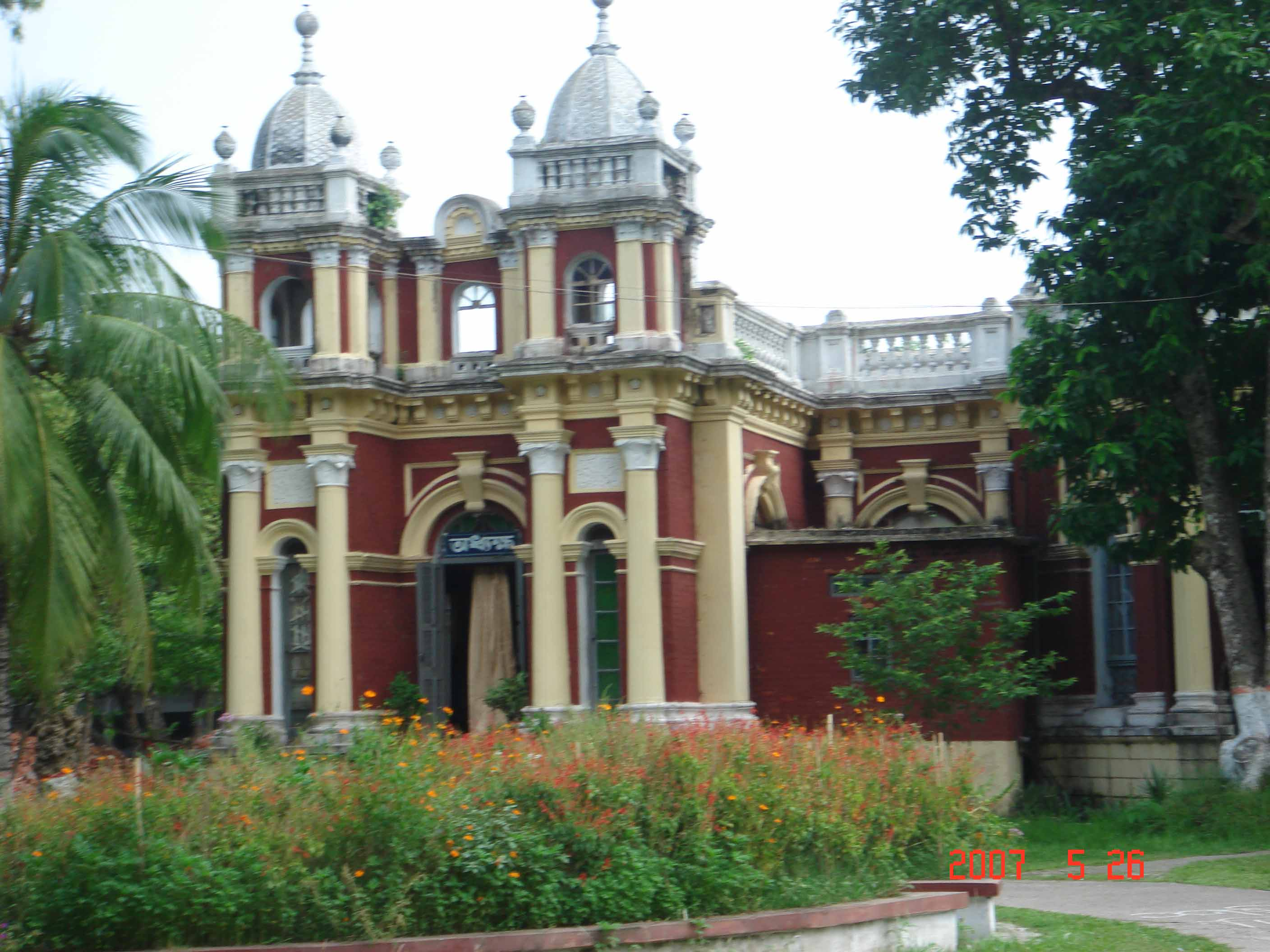
Shoshi Lodge en Mymensingh
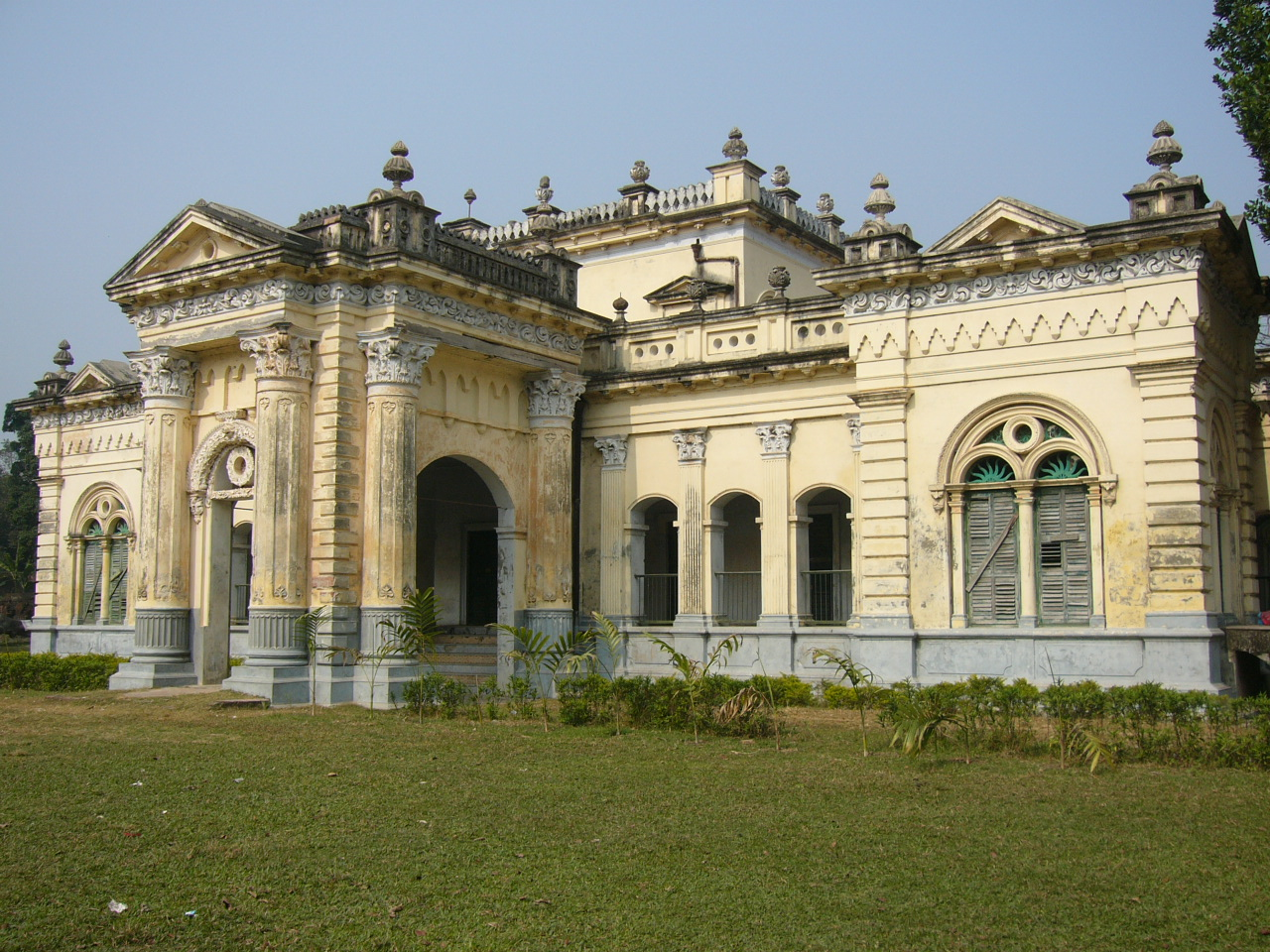
Natore Rajbari

### India

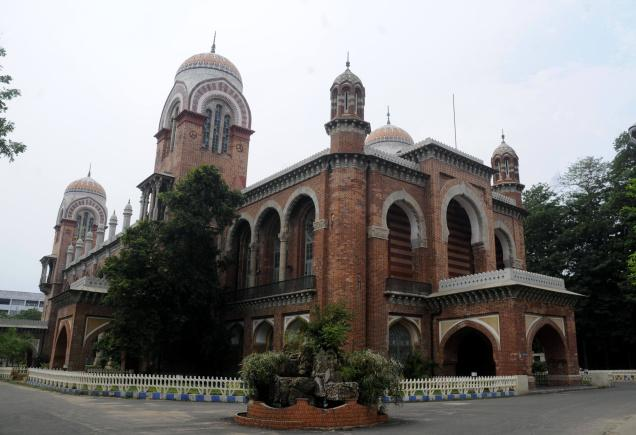
Senate House (Universidad de Madrás) (1874-1879)
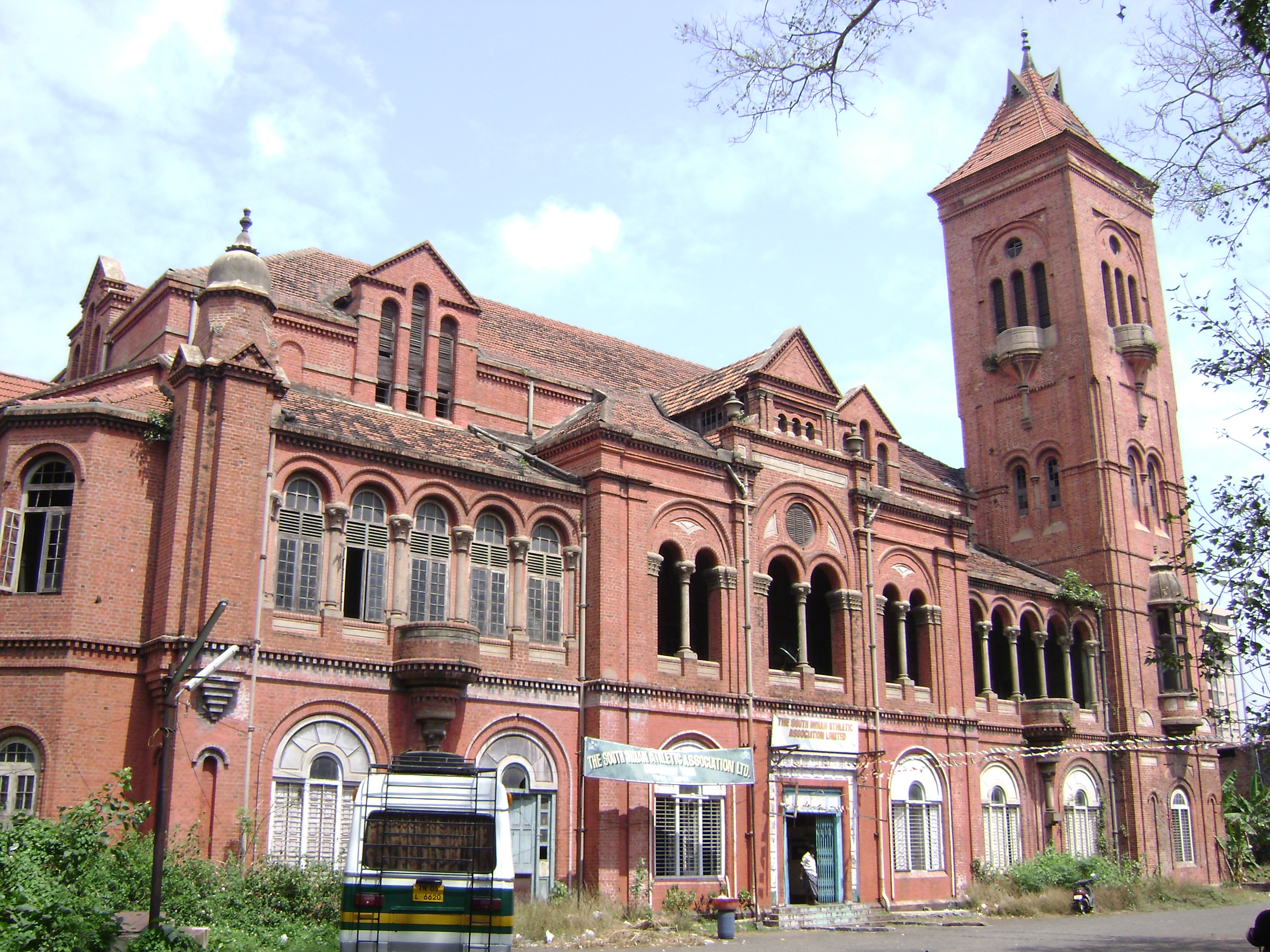
Victoria Public Hall (1888-1890), en Chennai
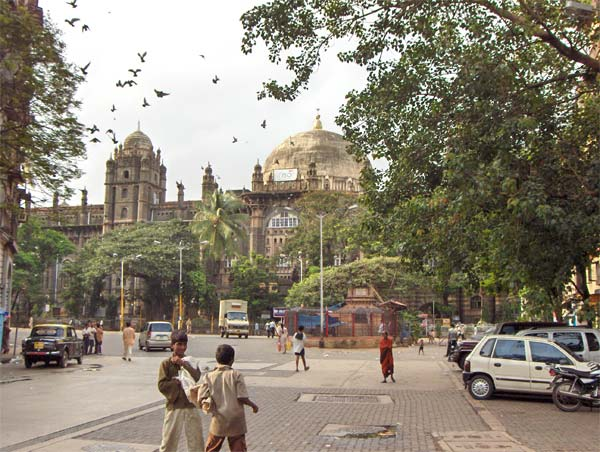
Mumbai General Post Office (GPO) (1904-1913), obra de John Begg
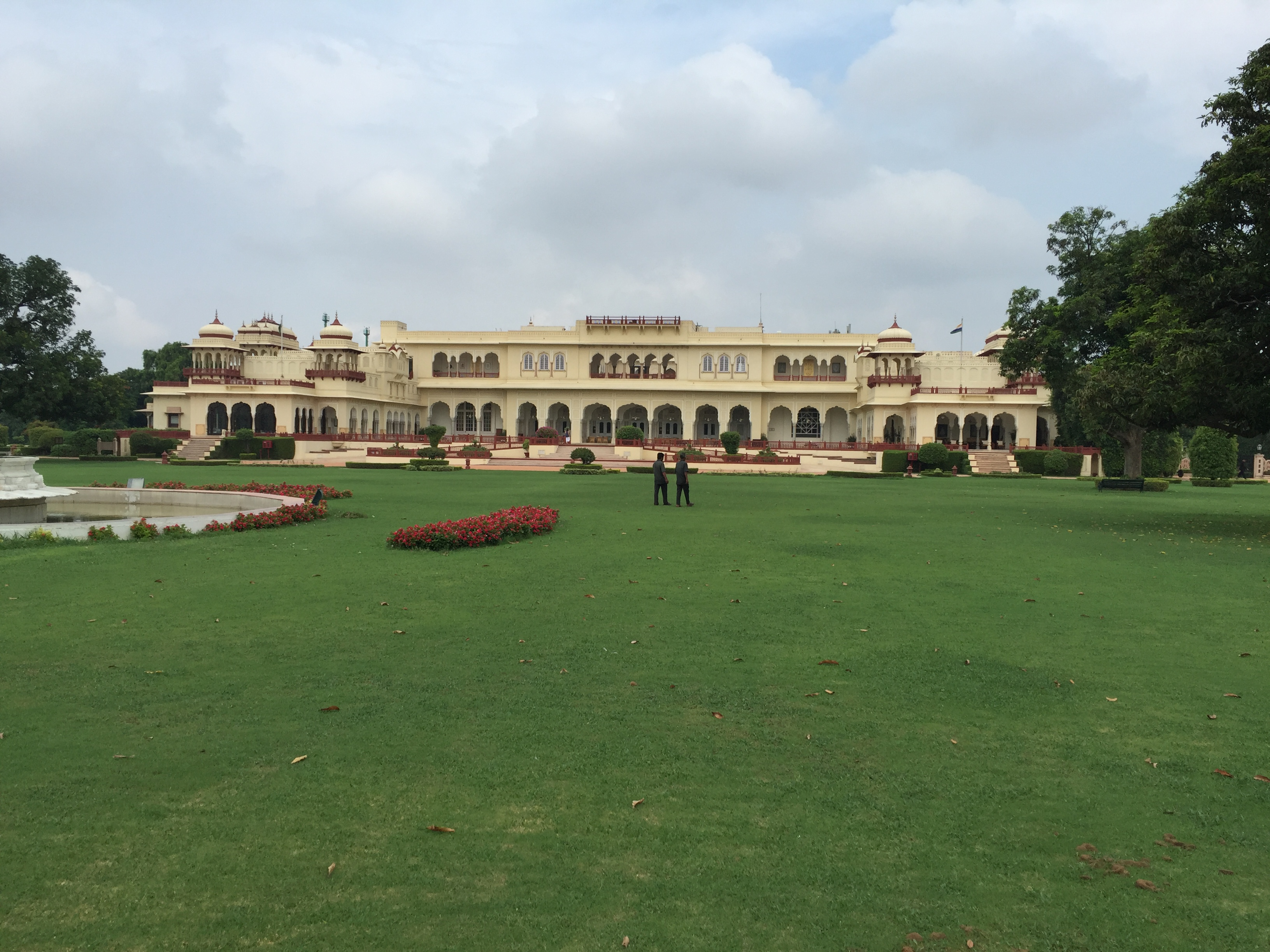
Palacio Rambagh (1909-1916), Jaipur por Samuel Swinton Jacob
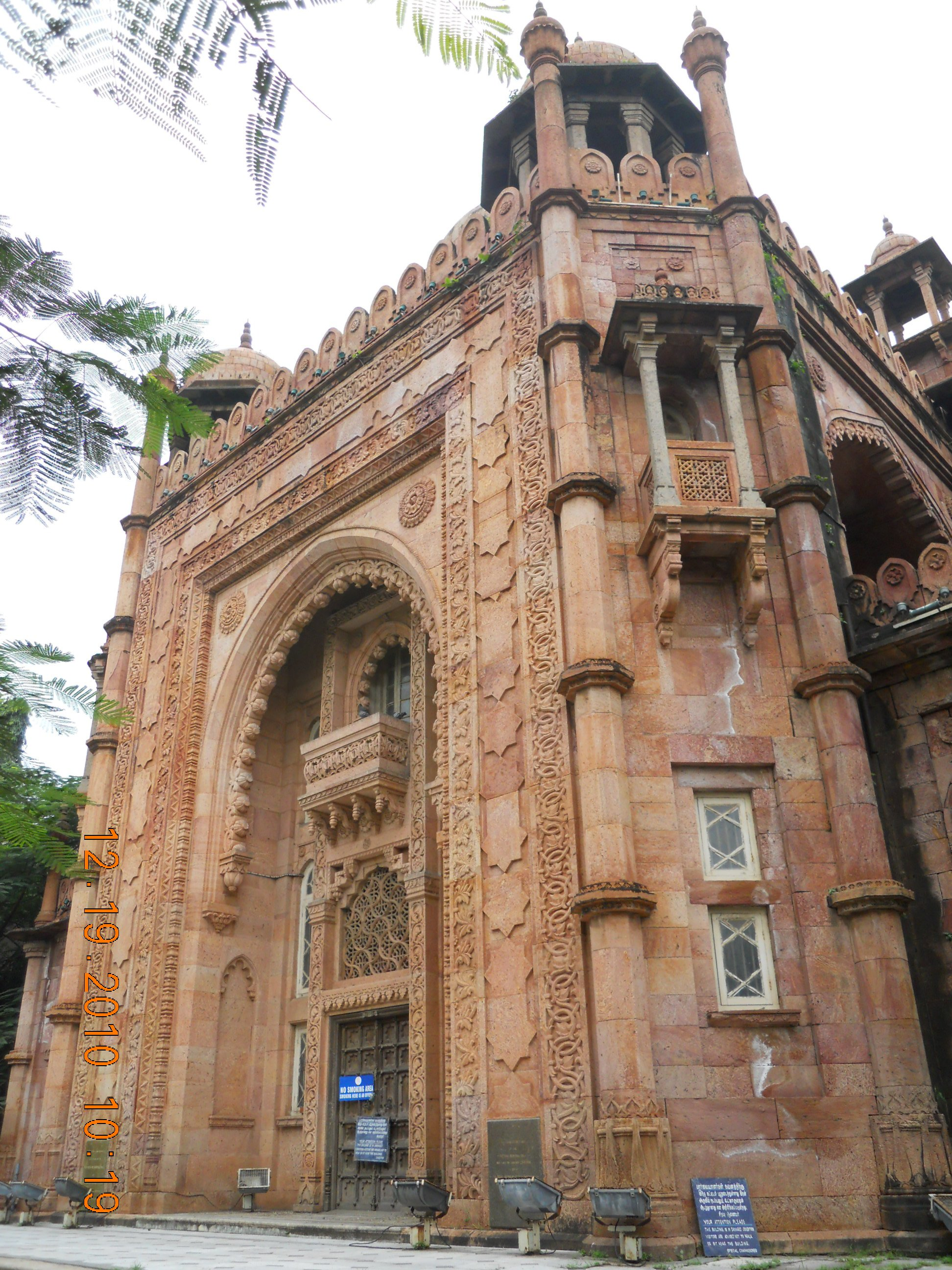
The National Art Gallery (Chennai)
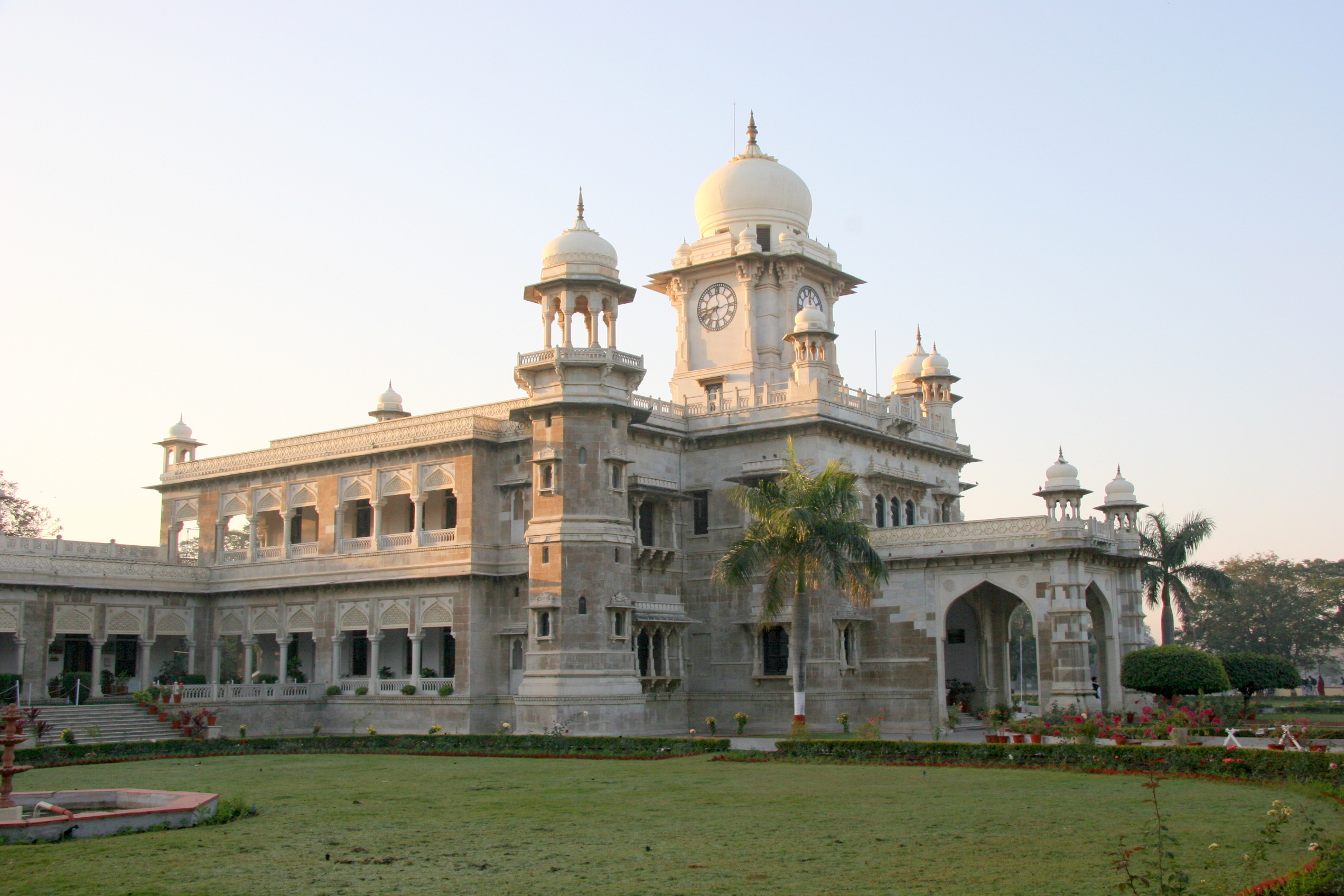
Daly College (finalizado en 1912), Indore, obra der Samuel Swinton Jacob
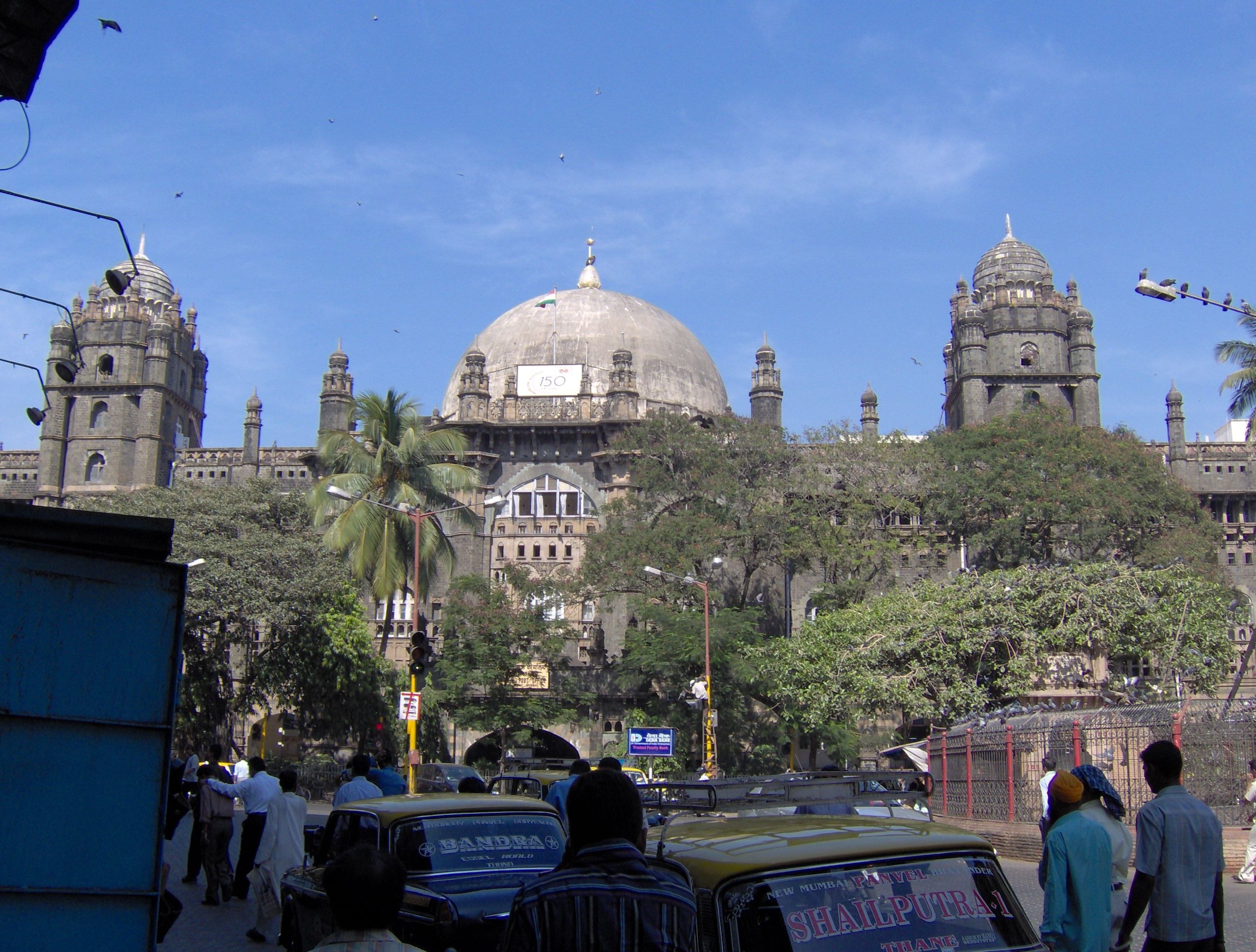
Mumbai GPO, con reminiscencias del Gol Gumbaz
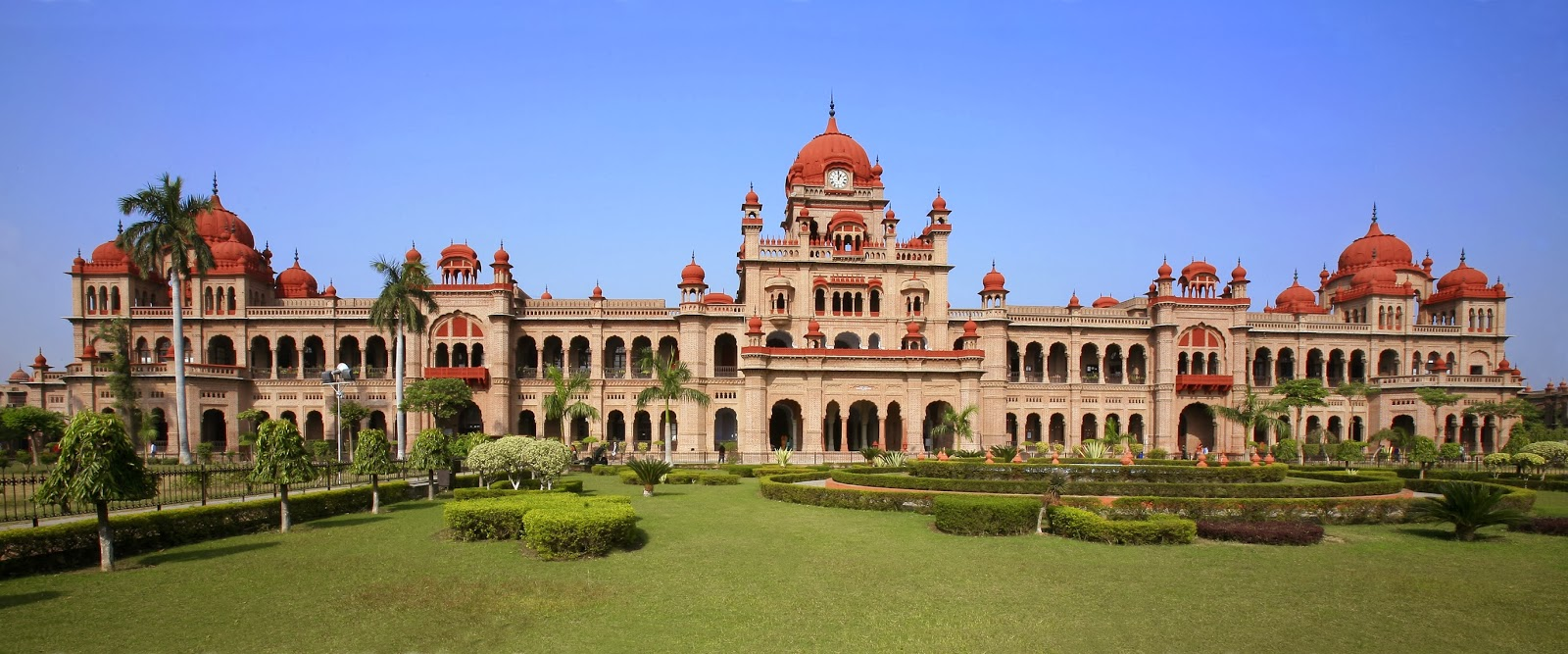
Khalsa College, Amritsar

Estaciones ferroviarias en India
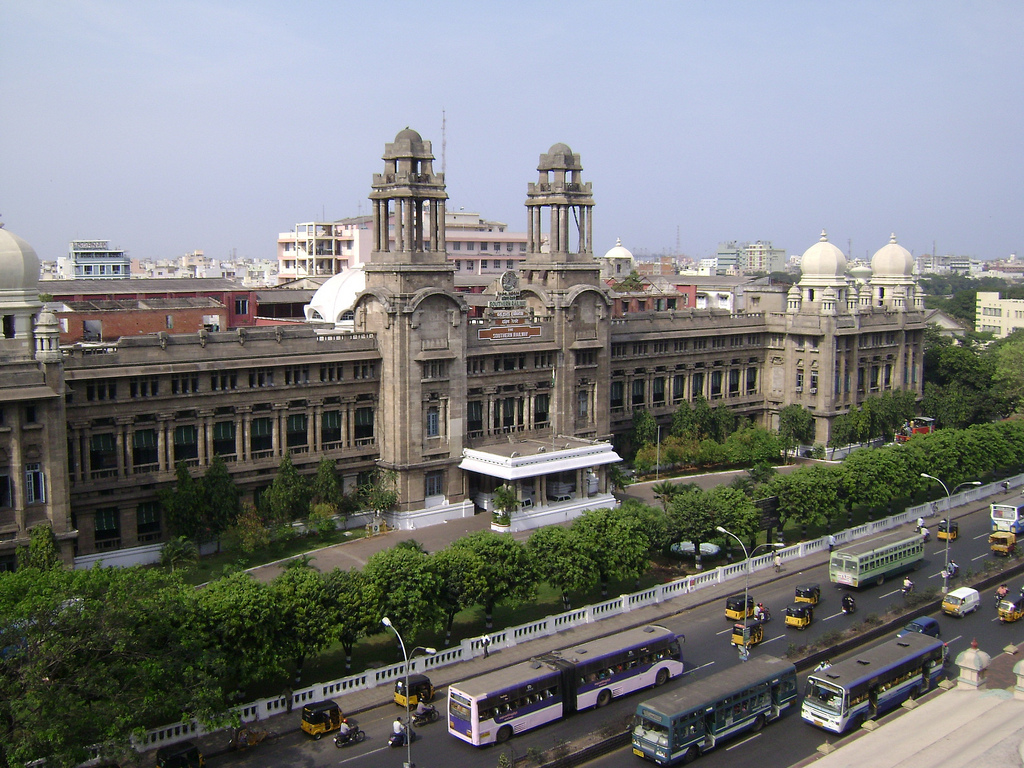
Southern Railway Headquarters, Chennai
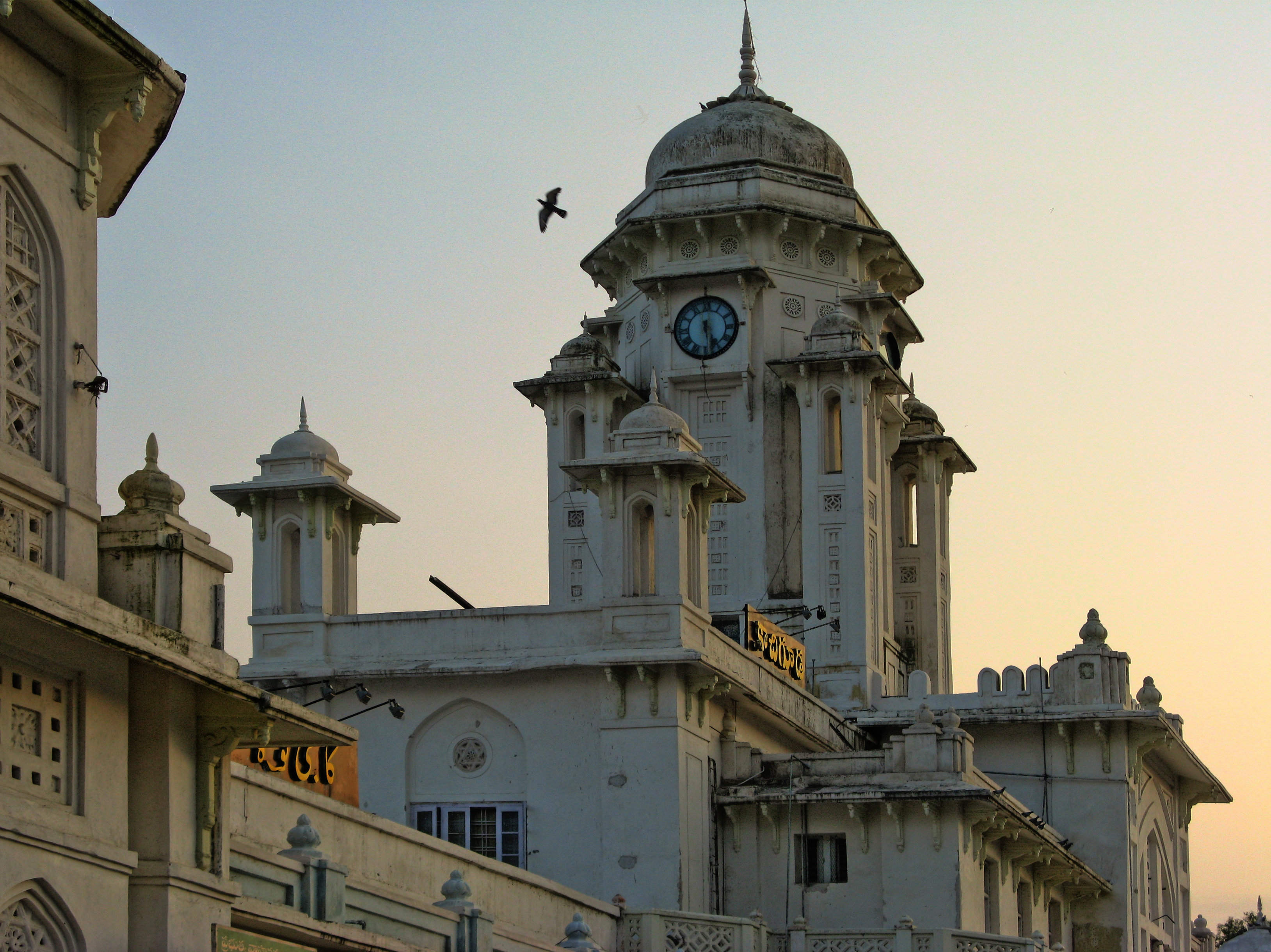
Kachiguda Railway Station, Hyderabad
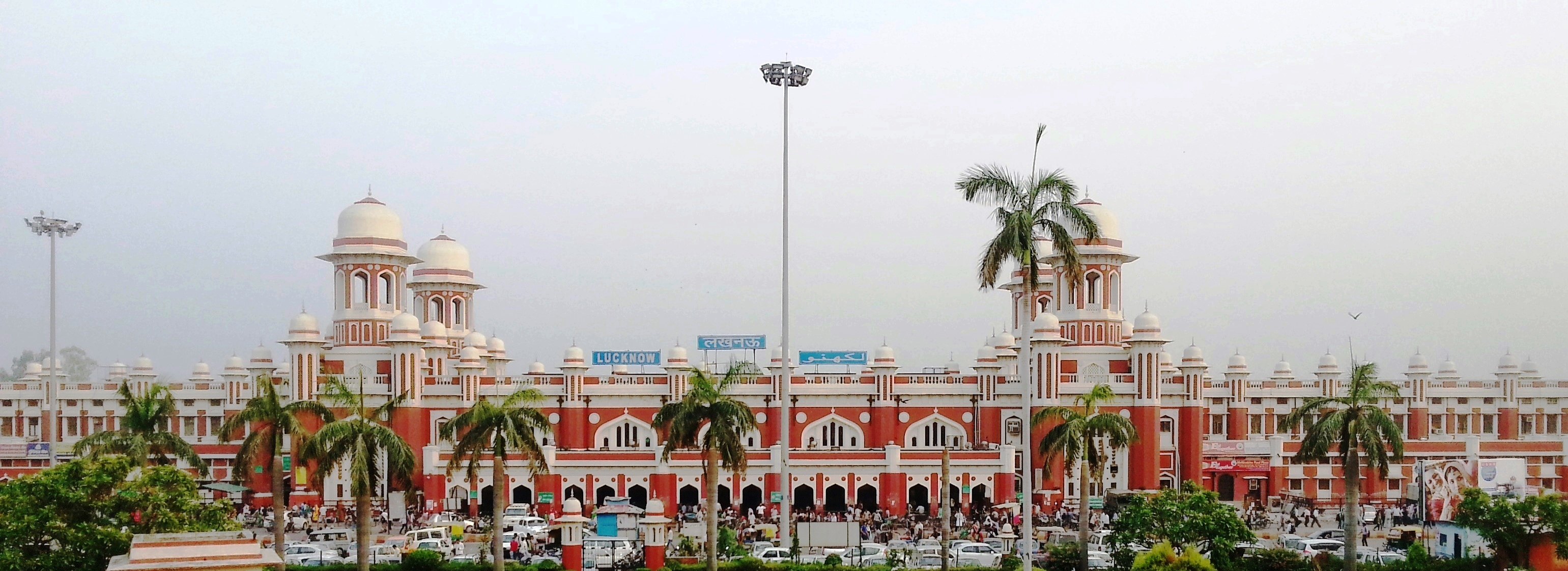
Lucknow Charbagh Railway Station (1914-1923)
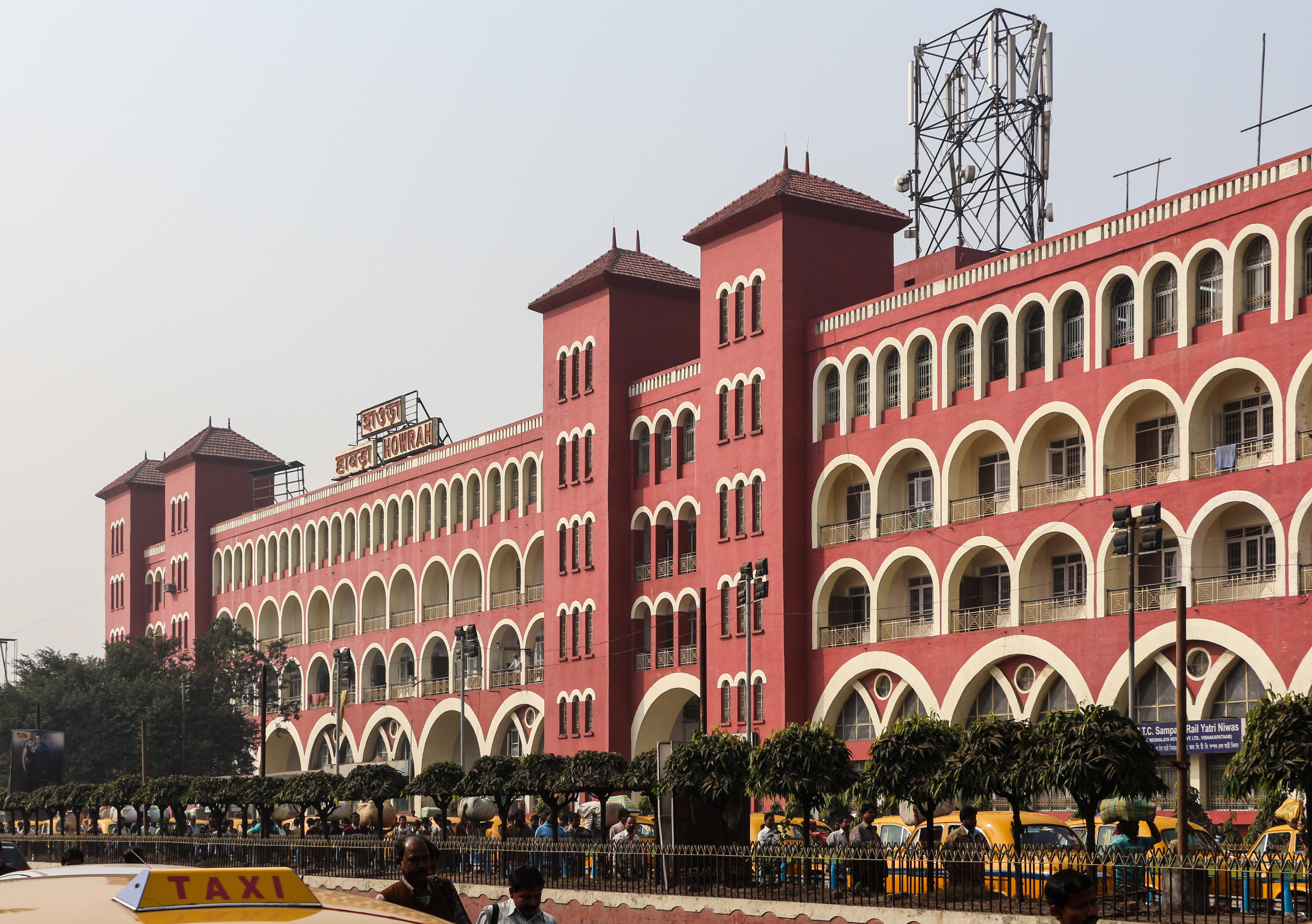
Howrah Railway Station

### Pakistán

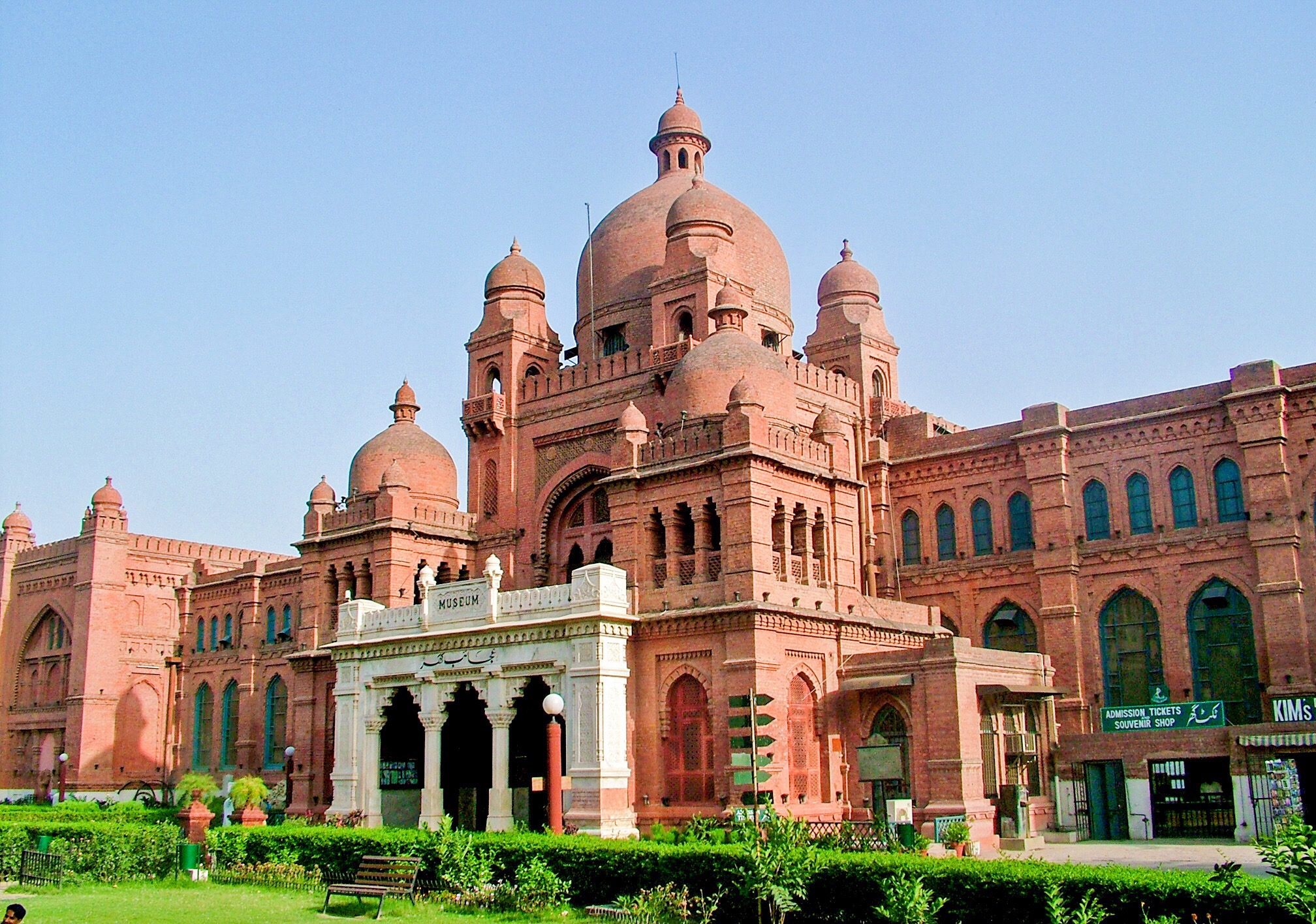
Lahore Museum (1865-1894), Lahore
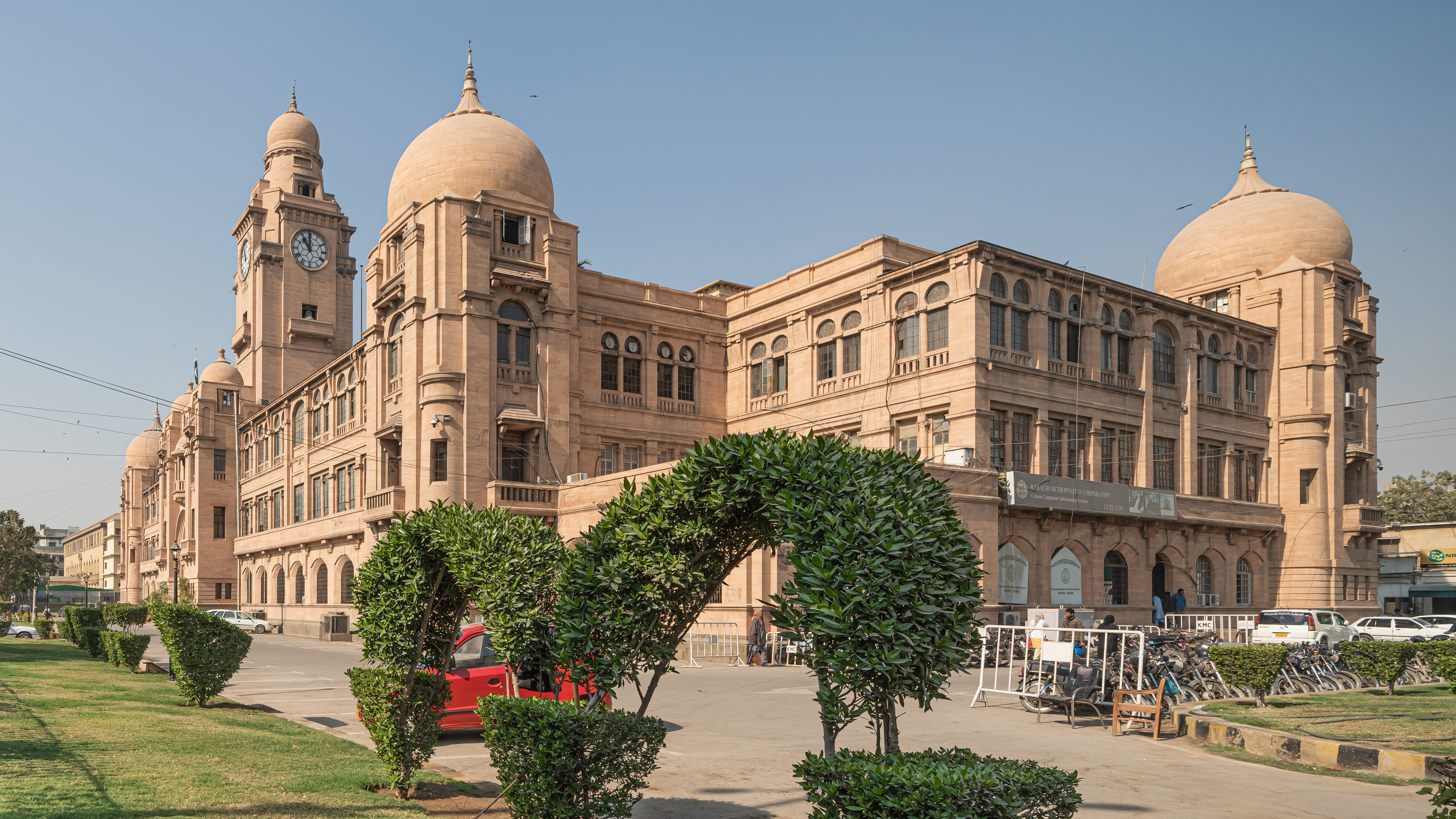
Karachi Metropolitan Corporation Building (1927-1930), Karachi
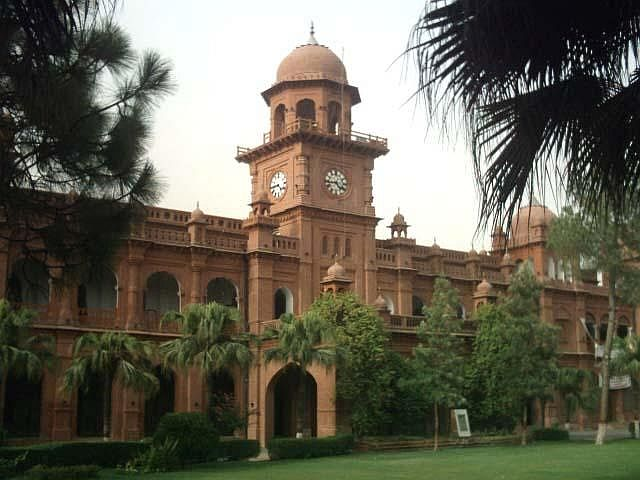
University of the Punjab, Lahore
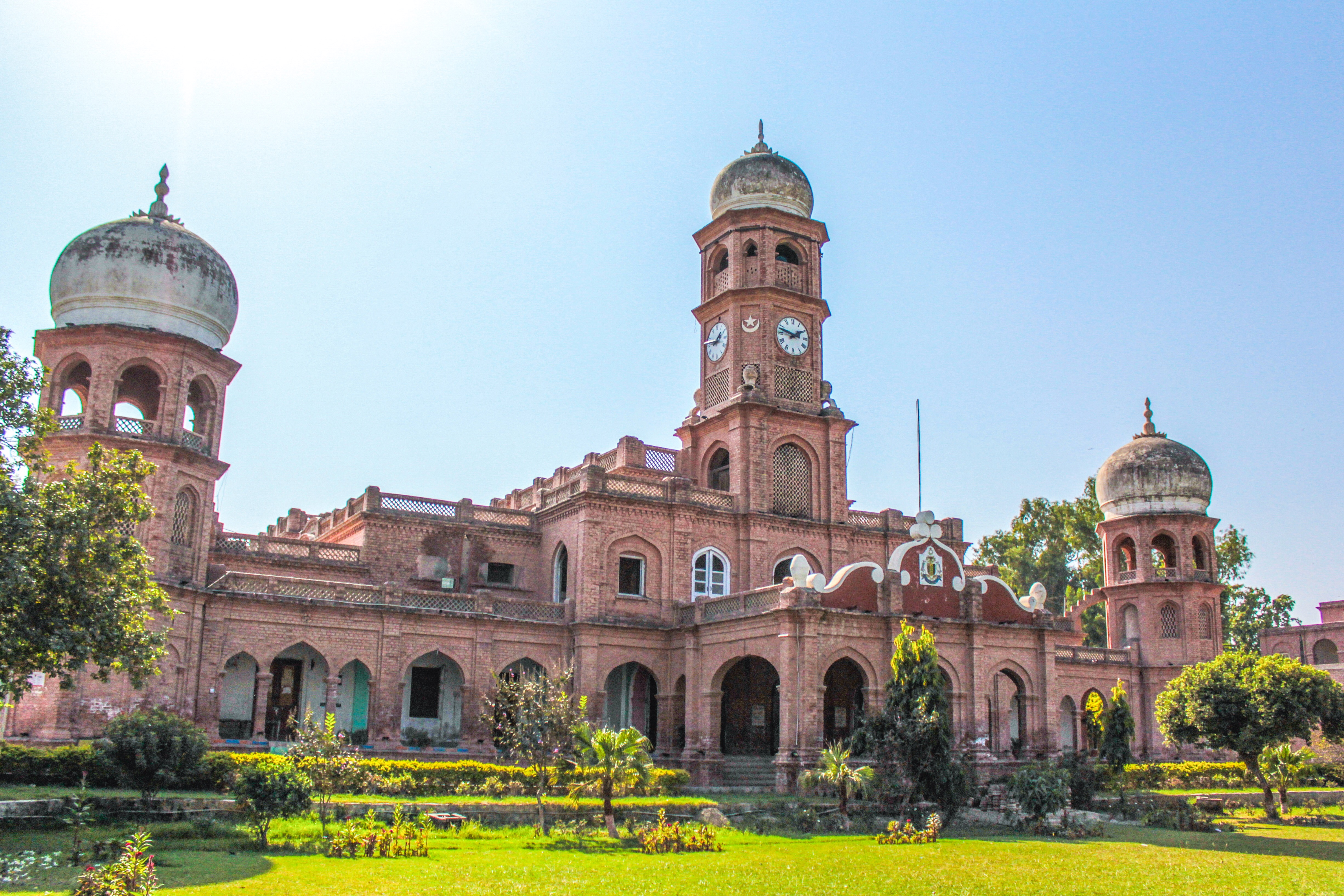
Sadiq Dane High School, Bahawalpur
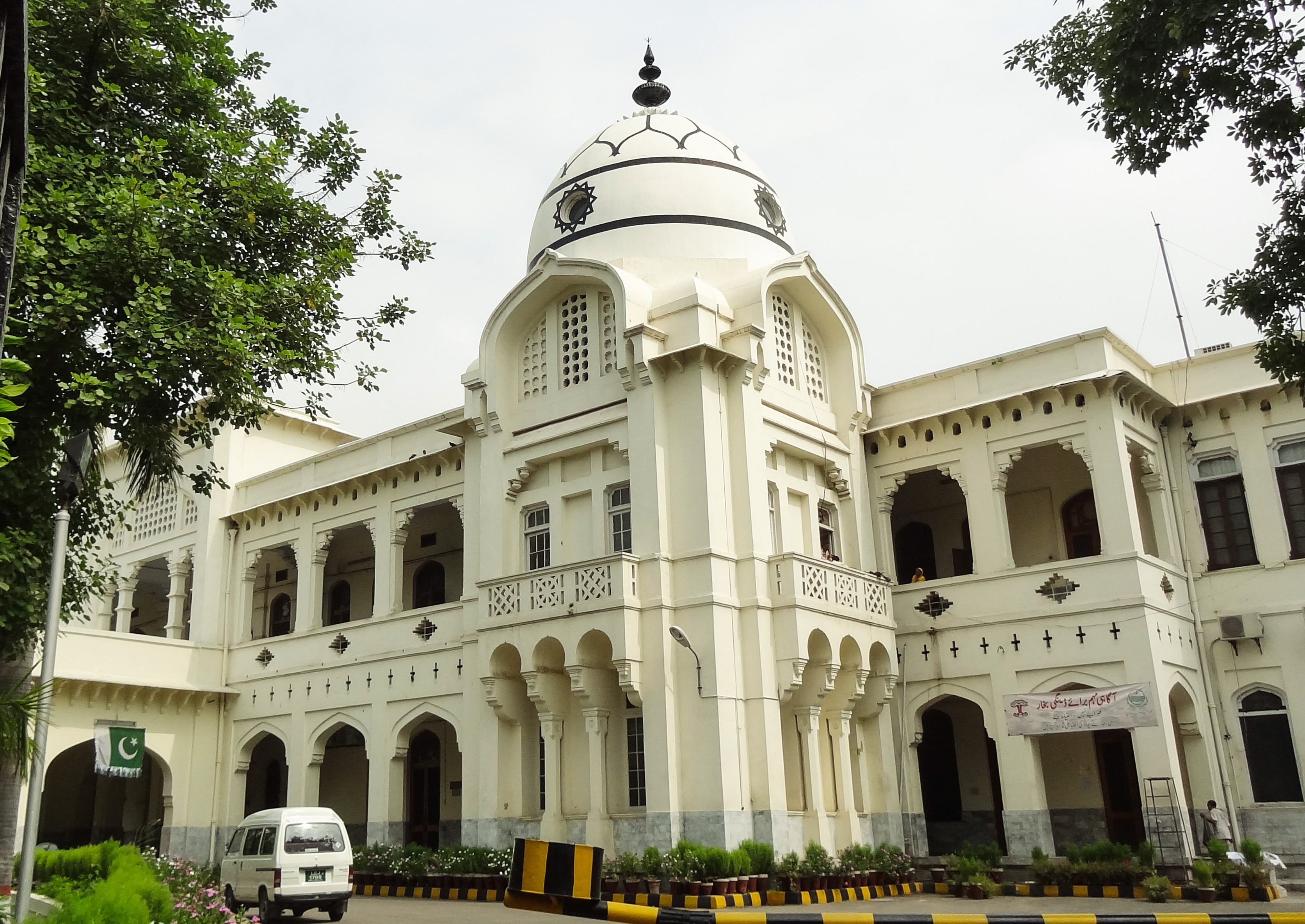
Patiala Block of King Edward Medical University, Lahore
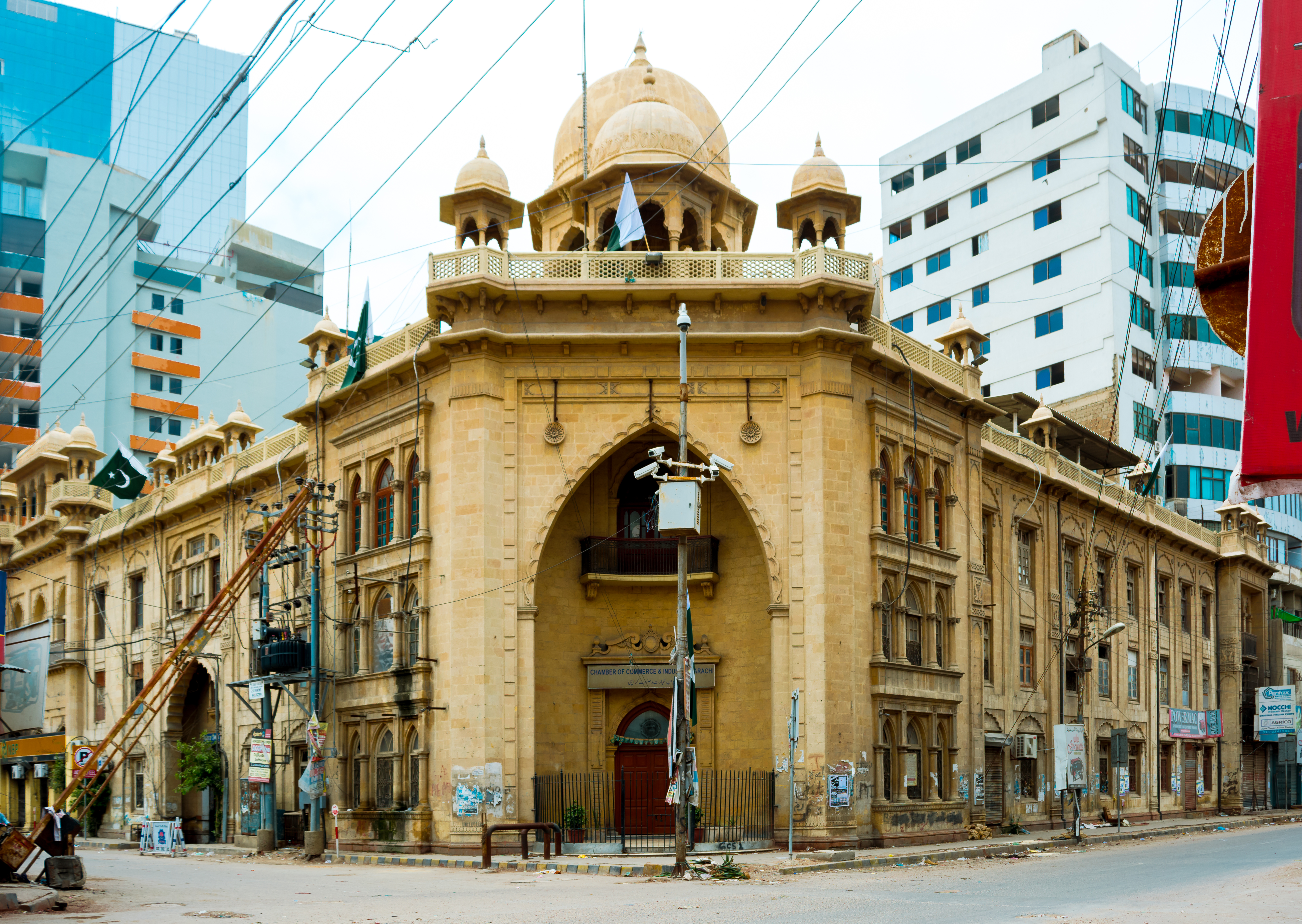
Karachi Chamber of Commerce Building
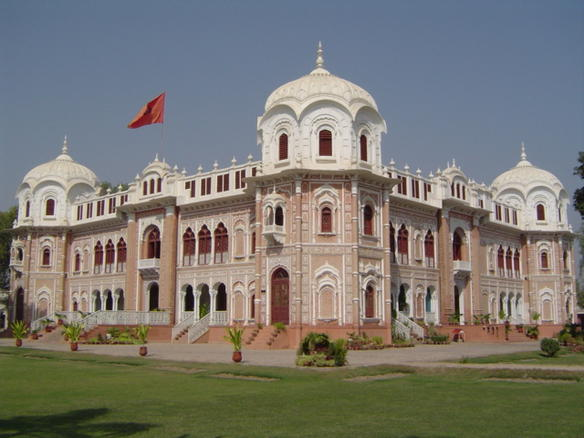
Darbar Mahal, Bahawalpur
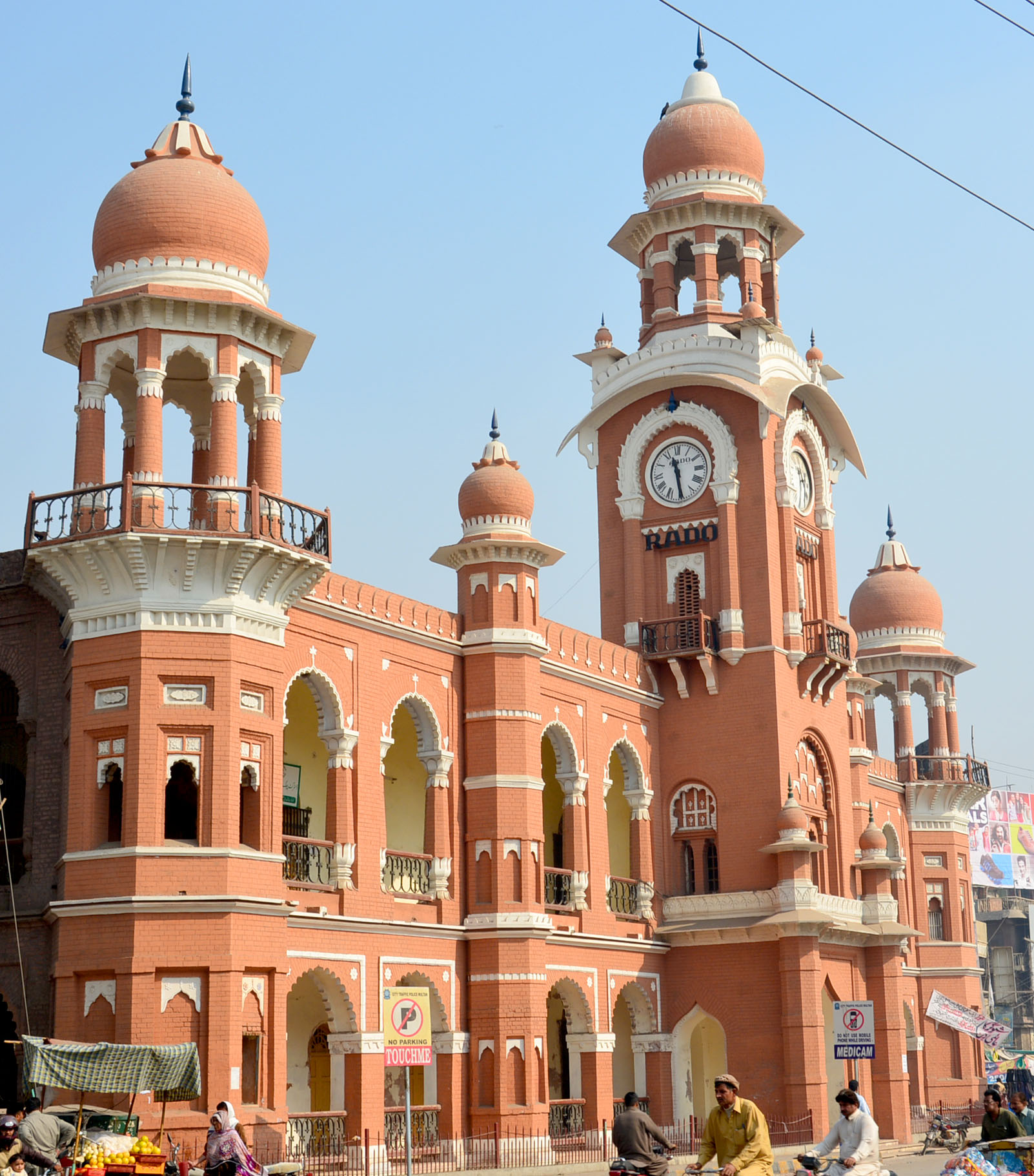
Multan Clock Tower, Multan
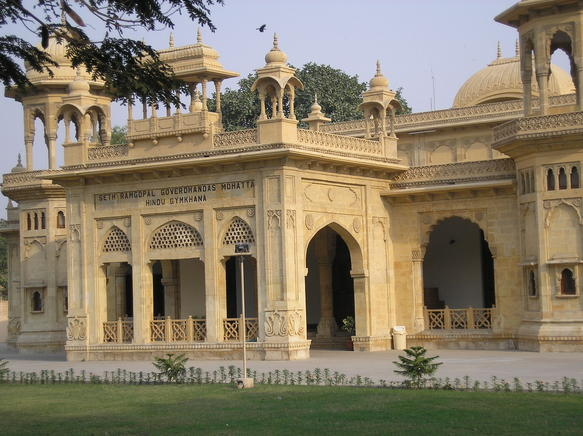
National Academy of Performing Arts, Karachi

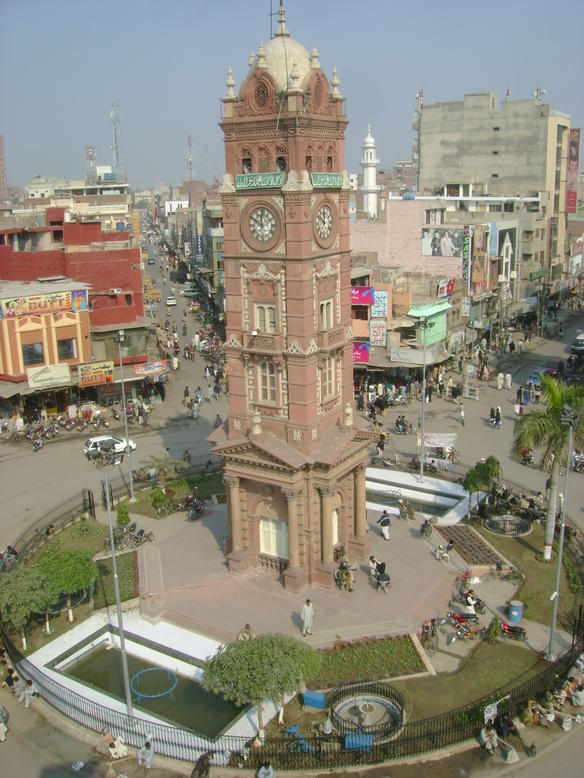
Clock Tower, Faisalabad
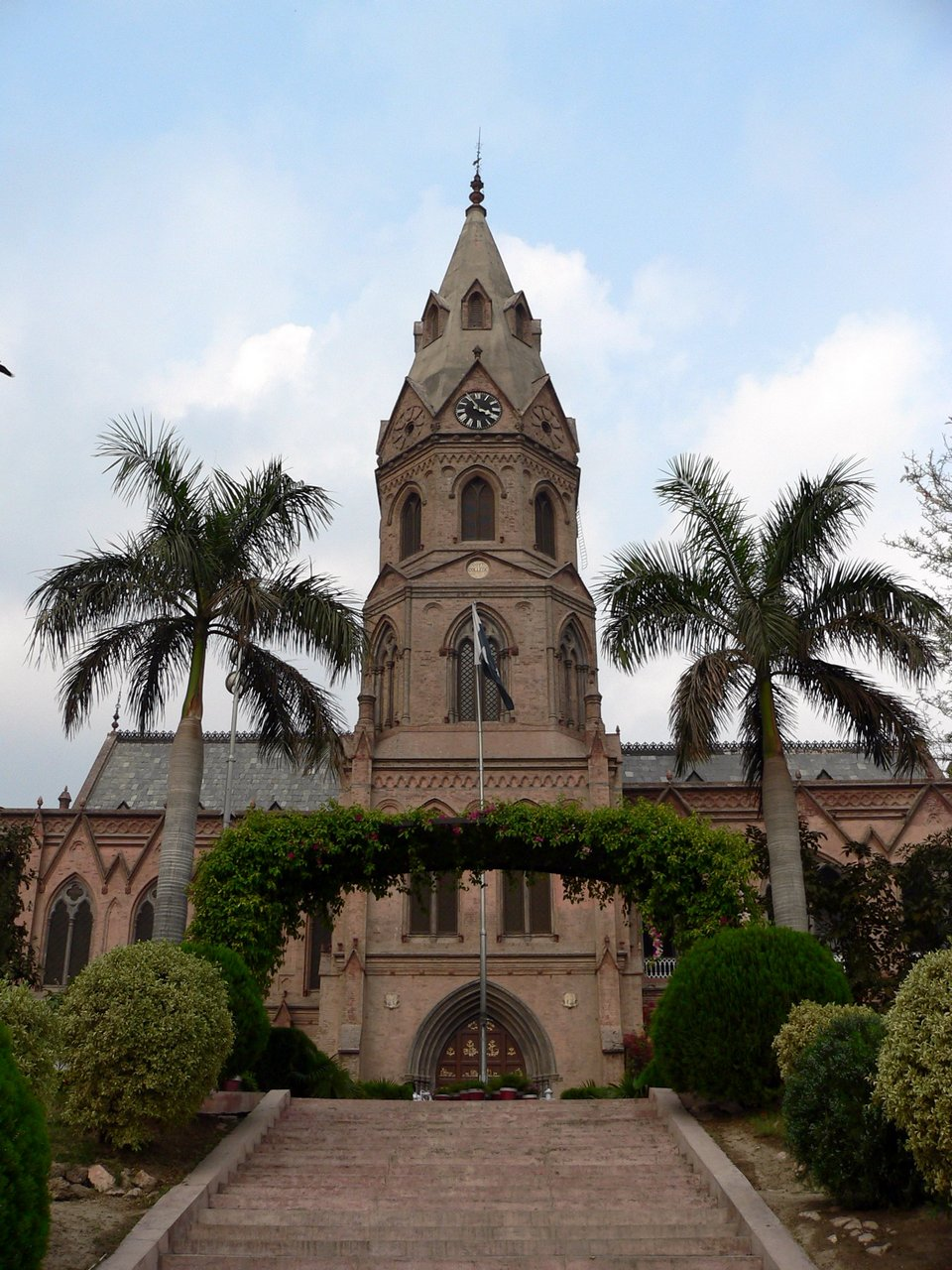
Lahore Government College University
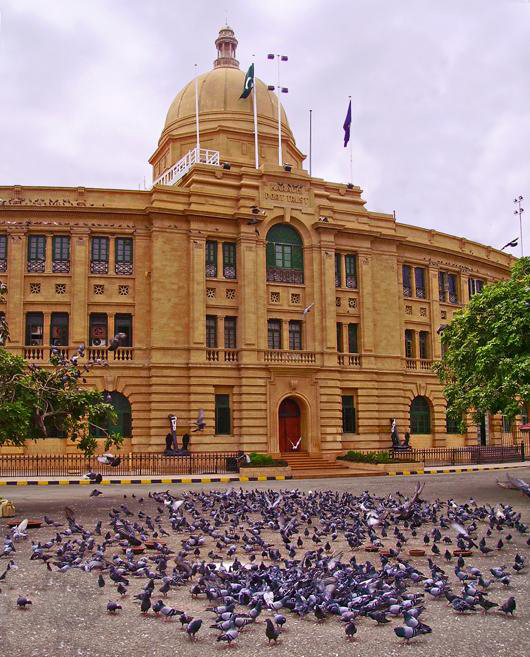
Karachi Port Trust Headquarters, Karachi
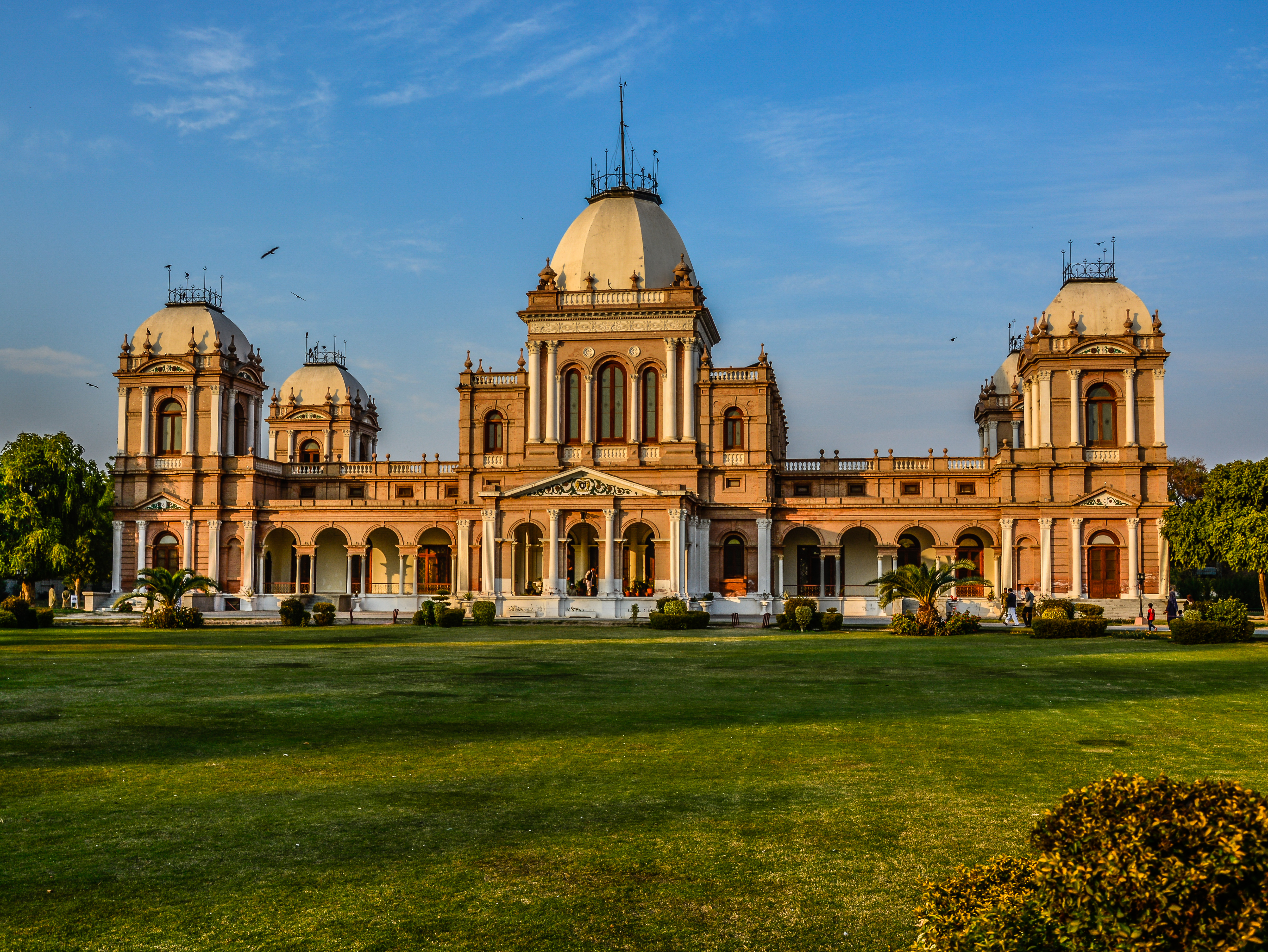
Noor Mahal (1872-1875), Bahawalpur
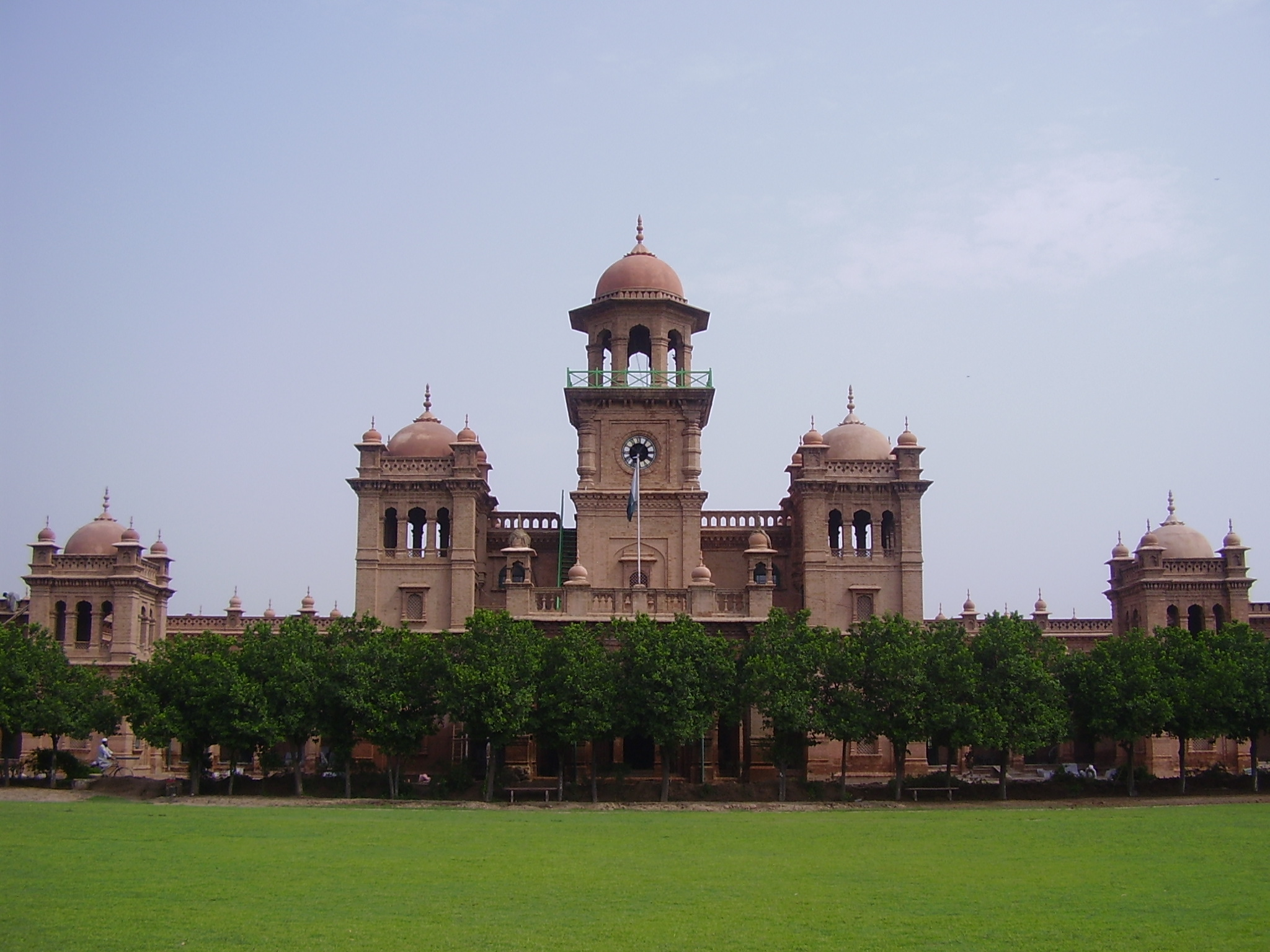
Islamia College University, Peshawar
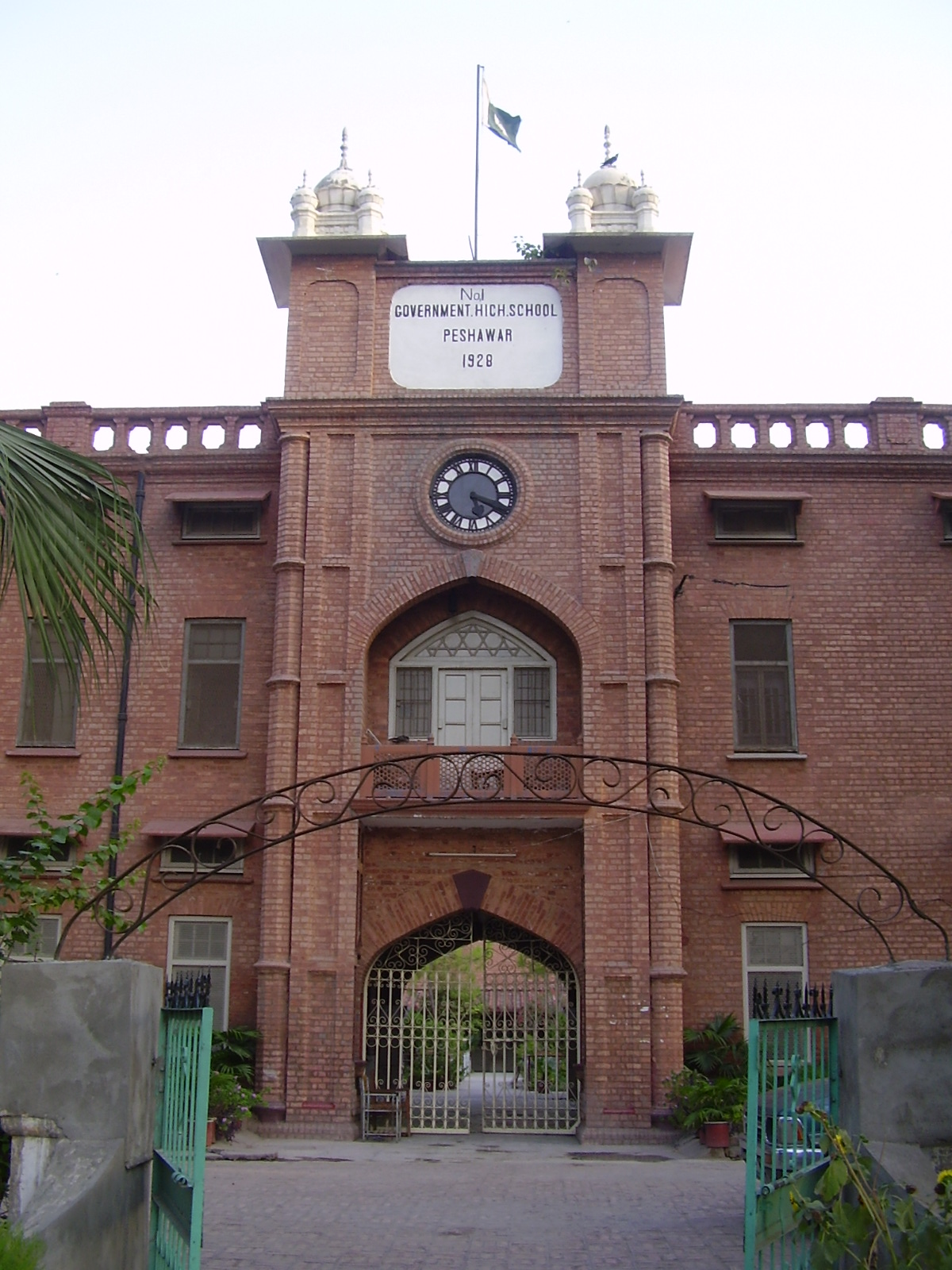
Government Higher Secondary School, Peshawar
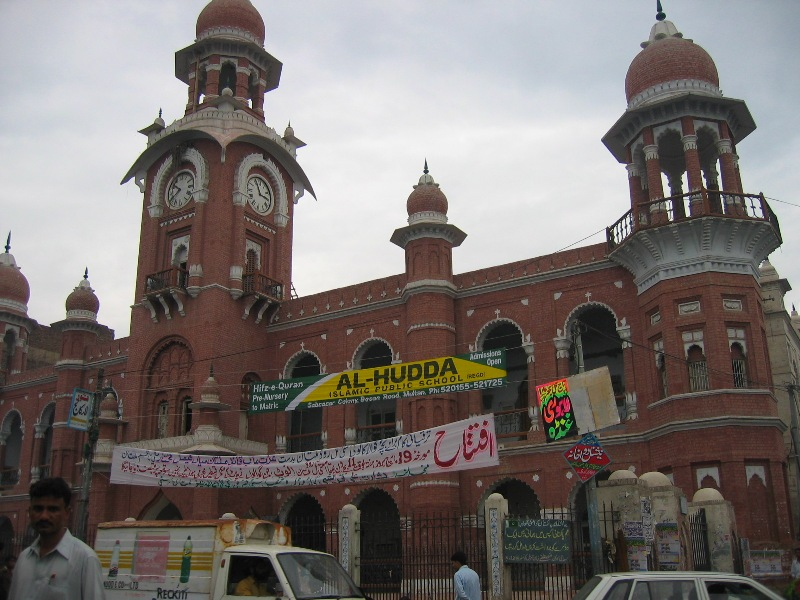
Ghanta Ghar (Multan)

### Reino Unido

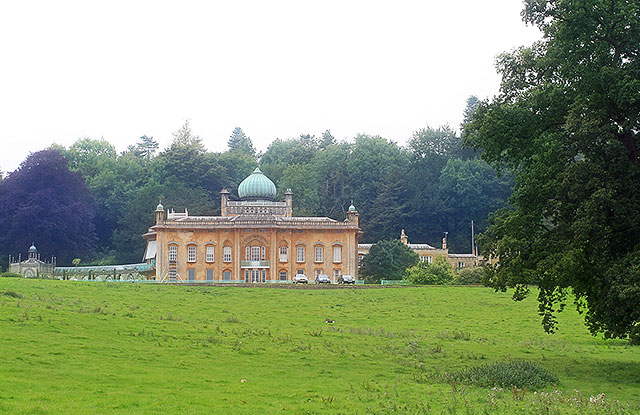
Sezincote House (1805), Gloucestershire
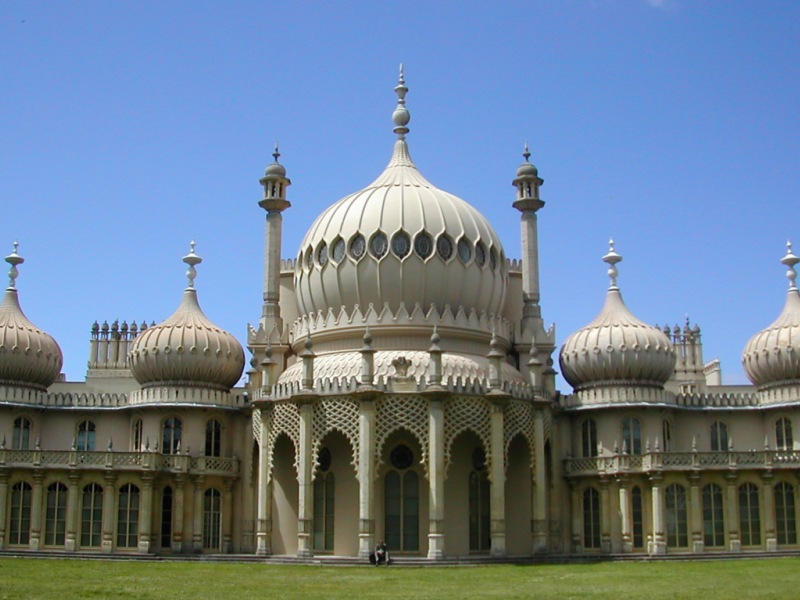
Royal Pavilion (1815-1823) en Brighton
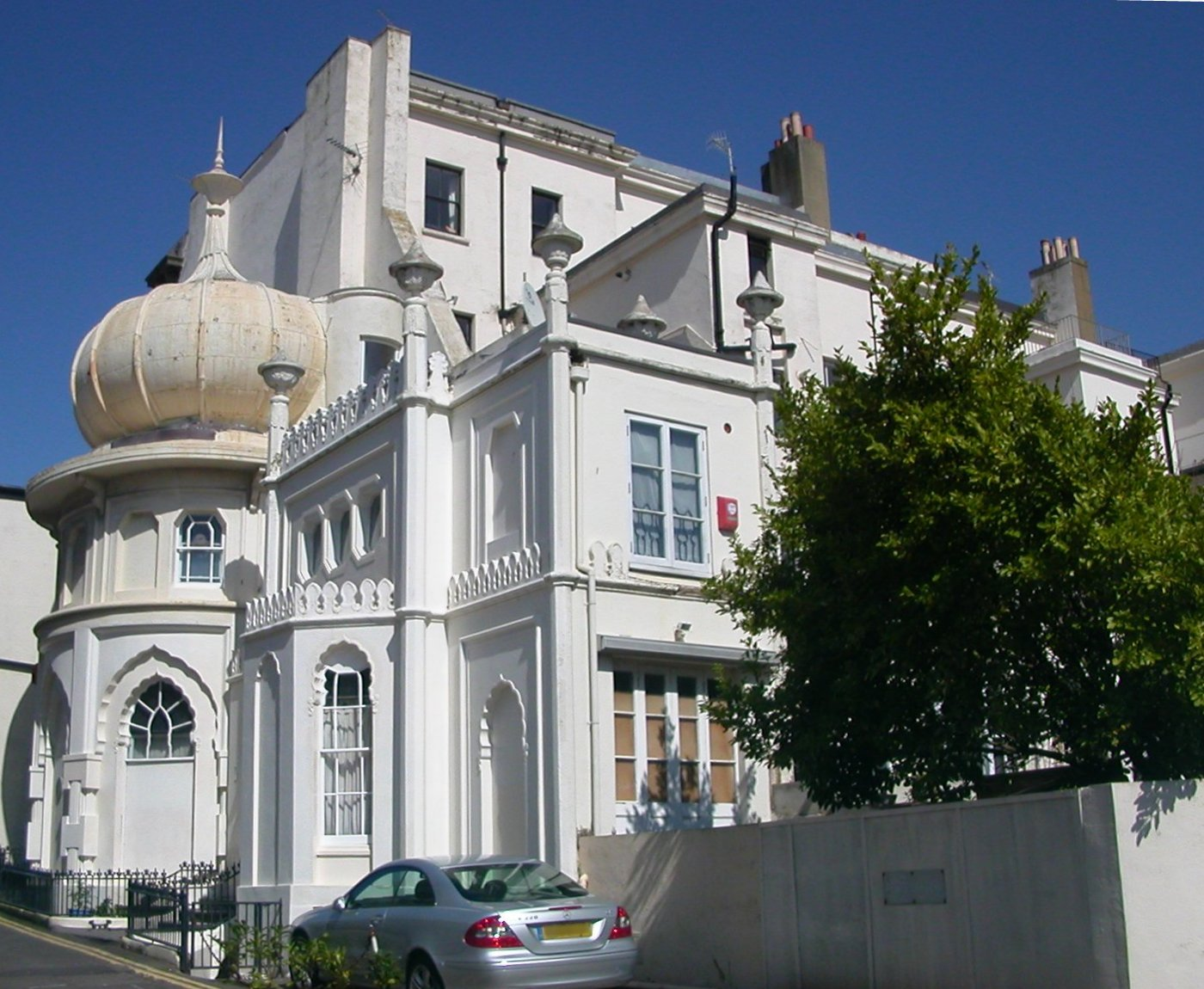
Western Pavilion (1828) en Brighton, diseñado por Amon Henry Wilds para su propia casa
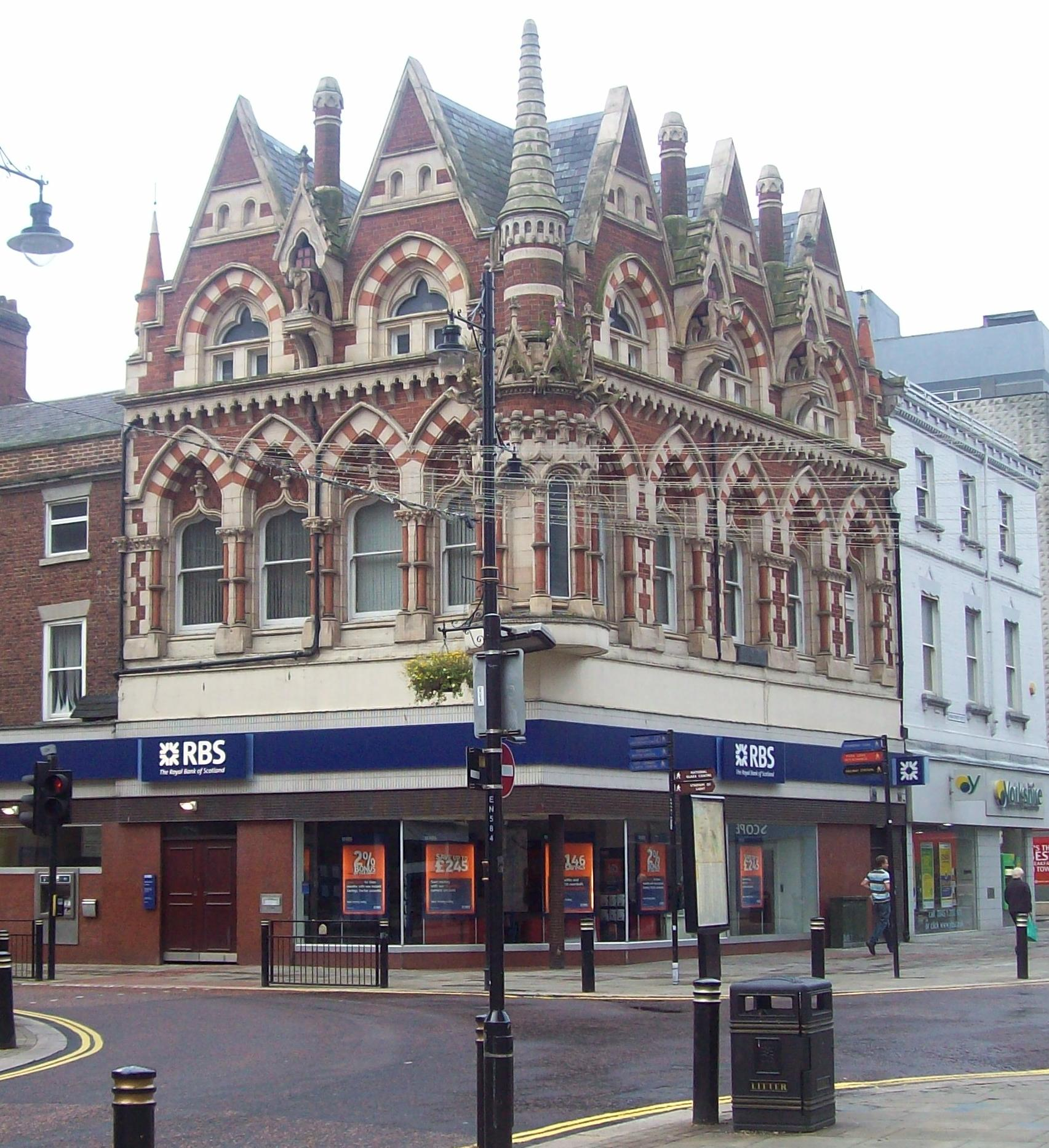
Elephant Tea Rooms (1877) en Sunderland
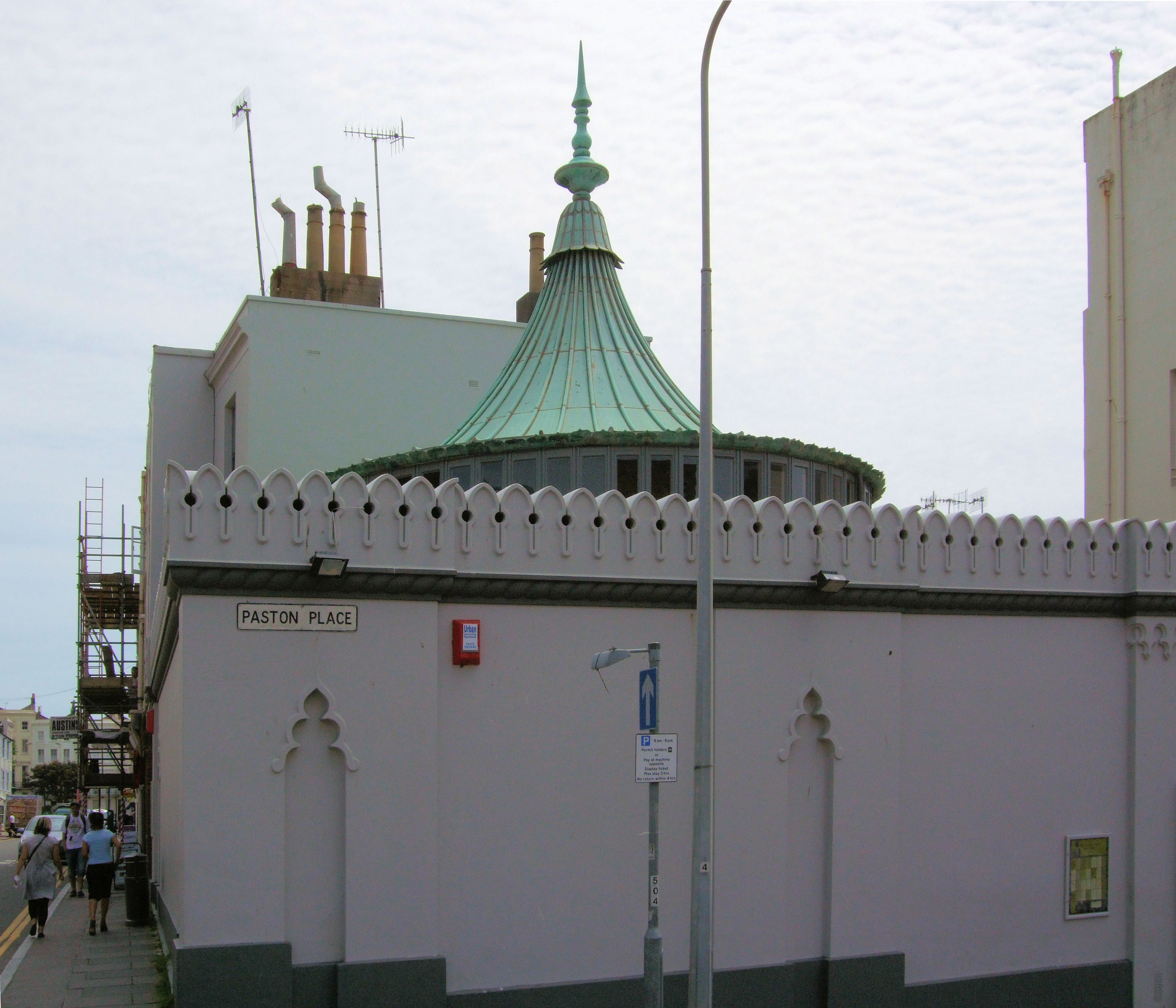
Sassoon Mausoleum (1892), ahora un club en Brighton

### Sri Lanka

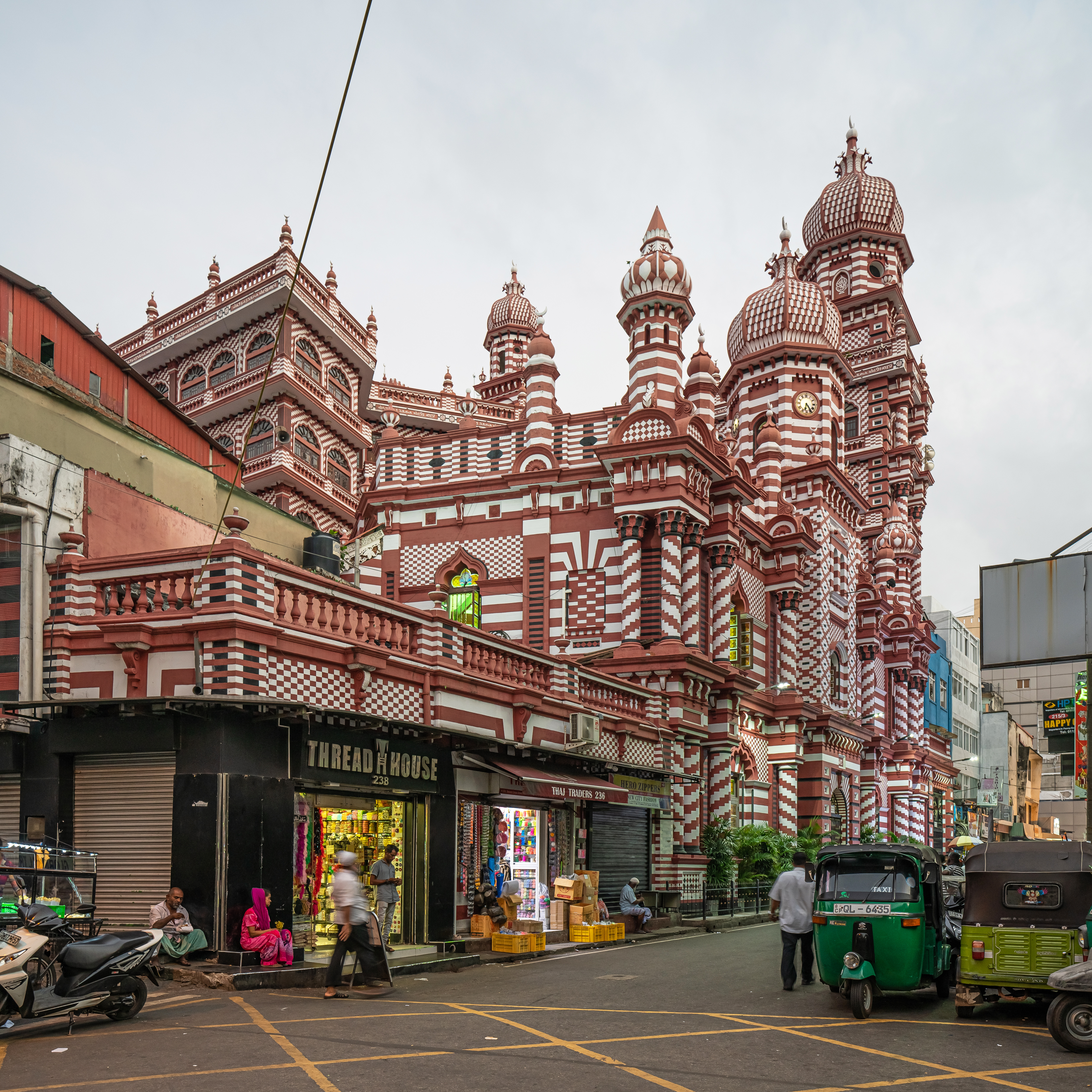
Mezquita Jami Ul-Alfar en Colombo
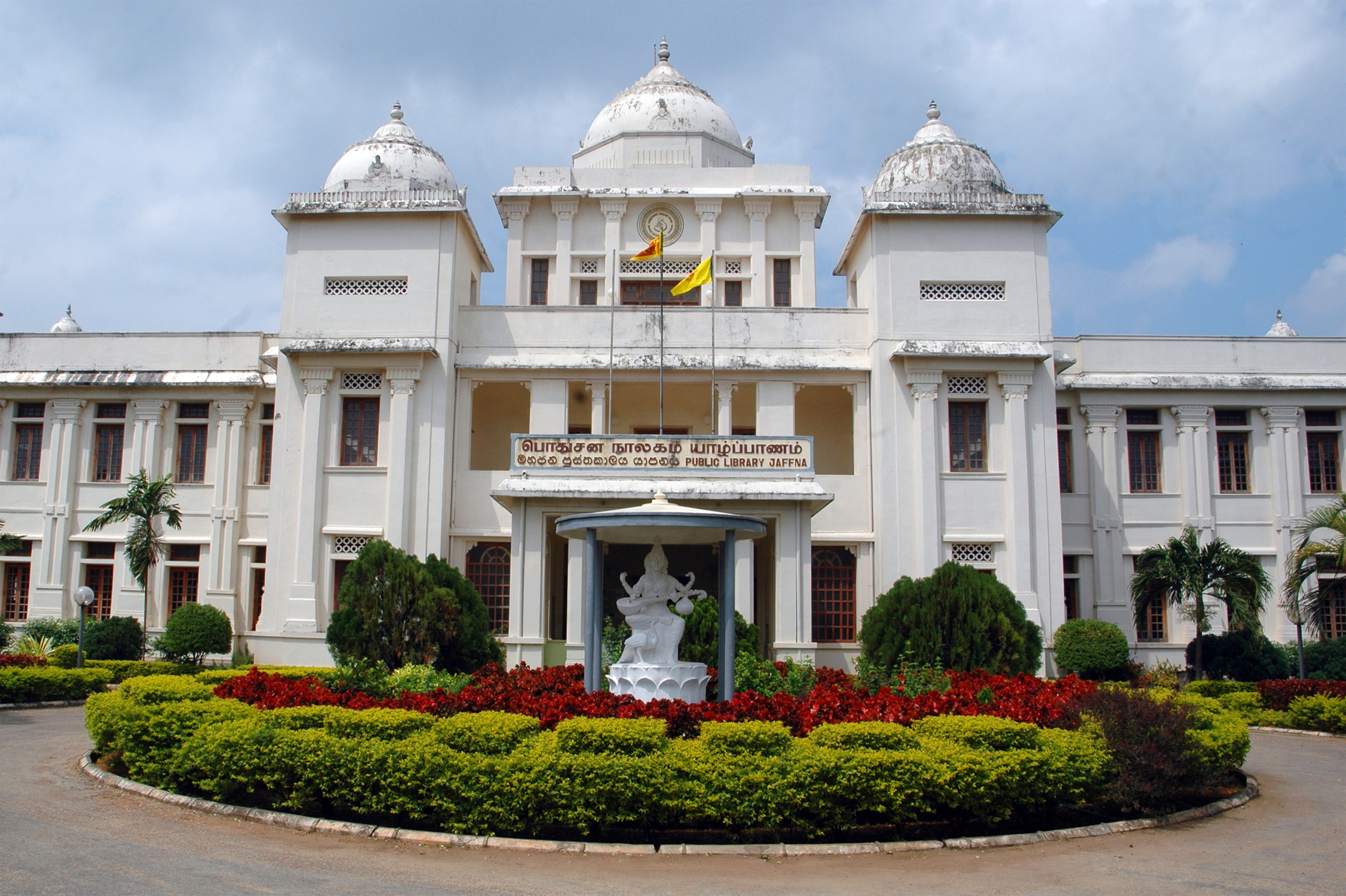
Jaffna Public Library en Jaffna
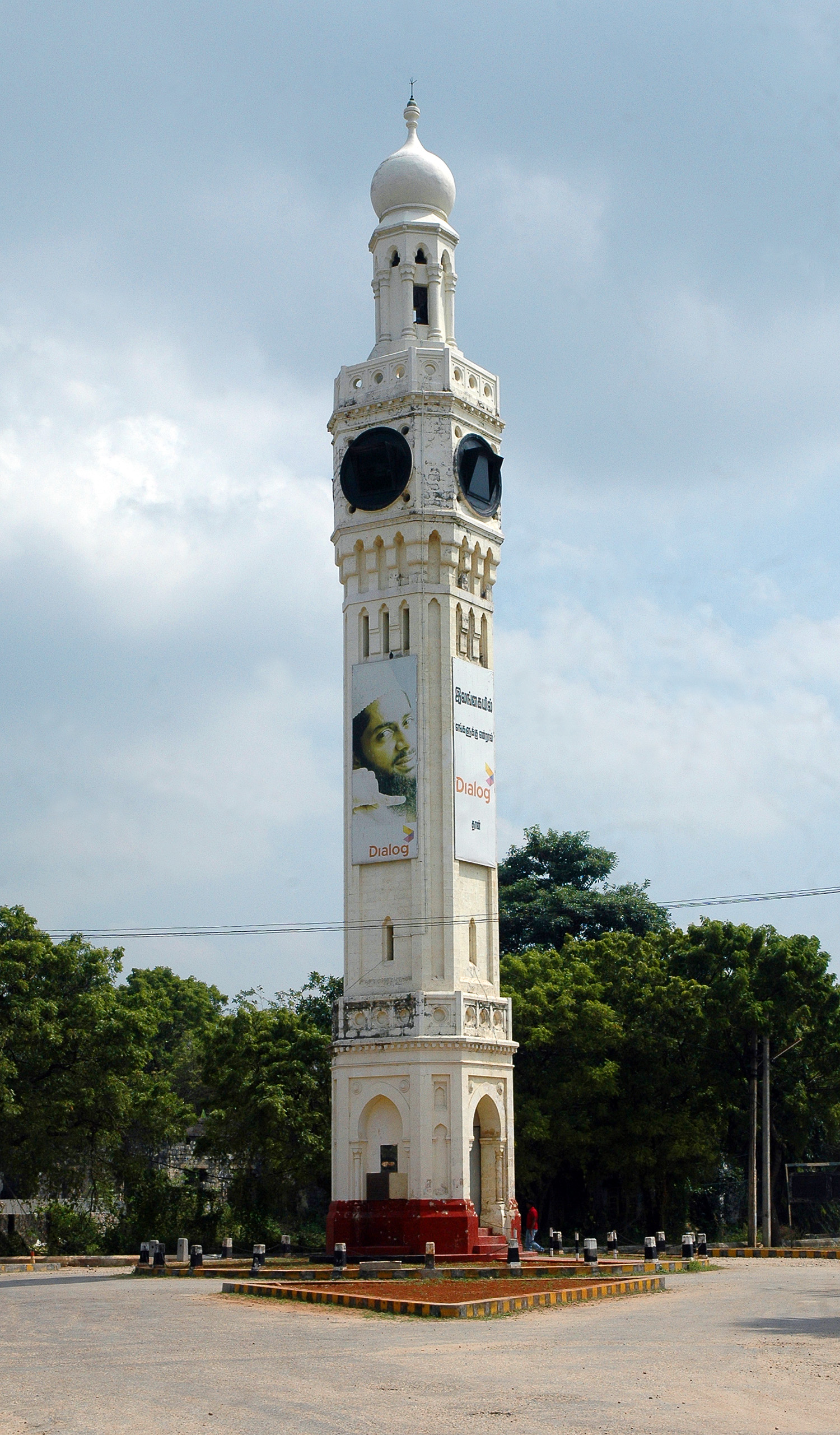
Jaffna Clock Tower en Jaffna

### En otros lugares

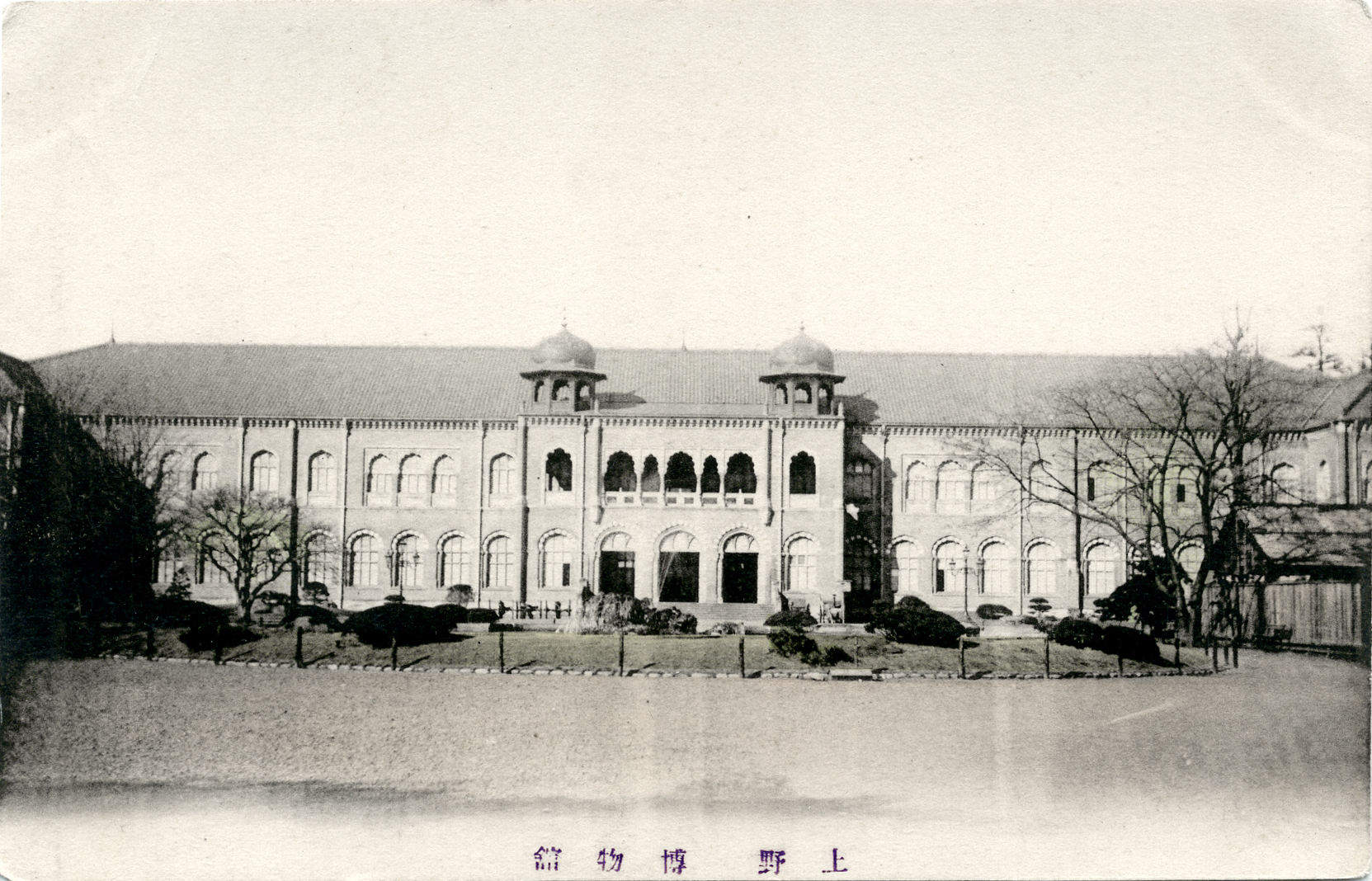
Original Honkan, Tokyo National Museum, by Josiah Conder, largely destroyed by an earthquake in 1923
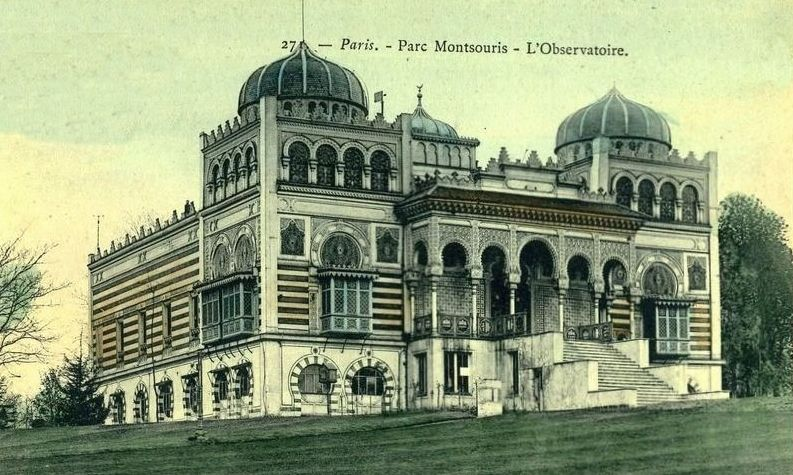
Palais du Bardo, parc Montsouris, Paris
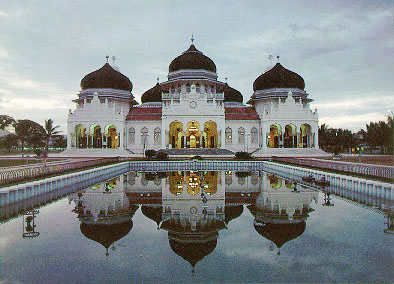
Gran Mezquita Baiturrahman (1879-1881), en Banda Aceh (Indonesia)